# Lý Tiểu Long
Lý Chấn Phiên, thường được biết đến với nghệ danh Lý Tiểu Long (tiếng Trung: 李小龍, tiếng Anh: Bruce Lee, 27 tháng 11 năm 1940 – 20 tháng 7 năm 1973), là một cố võ sư, diễn viên, nhà làm phim kiêm nhà triết học người Mỹ gốc Hồng Kông. Ông là người sáng lập Tiệt quyền đạo, một triết lý võ thuật kết hợp rút ra từ các môn chiến đấu khác nhau thường được cho là đã mở đường cho võ tổng hợp hiện đại (MMA). Lý Tiểu Long được các nhà phê bình, giới truyền thông và các võ sĩ khác coi là võ sĩ có ảnh hưởng nhất mọi thời đại và là biểu tượng văn hóa đại chúng của thế kỷ 20, người đã thu hẹp khoảng cách giữa Đông và Tây. Ông được ghi nhận là người quảng bá phim điện ảnh hành động Hồng Kông thuộc Anh và giúp thay đổi cách thể hiện của người châu Á trong phim Mỹ.
Sinh ra ở San Francisco và lớn lên ở Hồng Kông thuộc Anh, ông được cha giới thiệu với ngành công nghiệp điện ảnh Hồng Kông khi còn là một diễn viên nhí, song đây không phải là những bộ phim võ thuật. Kinh nghiệm võ thuật ban đầu của ông bao gồm Vịnh Xuân Quyền (do Diệp Vấn huấn luyện), Thái cực quyền, Quyền anh (chiến thắng một giải đấu quyền anh dành cho lứa tuổi học sinh ở Hồng Kông) và dường như thường xuyên đánh nhau trên đường phố (đánh nhau trong khu phố và trên sân thượng). Năm 1959, ông có quốc tịch Mỹ do được sinh ra, có thể chuyển đến Seattle. Năm 1961, ông đăng ký vào Đại học Washington . Chính trong thời gian ở Mỹ này, ông bắt đầu tính đến việc kiếm tiền bằng cách dạy võ thuật, mặc dù ông khao khát có được sự nghiệp diễn xuất. Ông mở trường võ thuật đầu tiên của mình, hoạt động bên ngoài nhà ở Seattle. Sau đó, sau khi mở thêm trường thứ hai ở Oakland, California, ông đã từng thu hút sự chú ý đáng kể tại Giải vô địch Karate Quốc tế Long Beach năm 1964 ở California bằng cách biểu diễn và diễn thuyết. Sau đó, ông chuyển đến Los Angeles để giảng dạy, nơi các học sinh của ông theo học bao gồm Chuck Norris, Sharon Tate và Kareem Abdul-Jabbar. Vào những năm 1970, các bộ phim do Hollywood và Hồng Kông sản xuất của ông đã nâng các bộ phim võ thuật Hồng Kông lên một tầm cao mới về mức độ phổ biến và được hoan nghênh, làm dấy lên làn sóng quan tâm của phương Tây đối với võ thuật Trung Quốc. Các tác phẩm của ông đã ảnh hưởng và thay đổi đáng kể các bộ phim võ thuật nói riêng và võ thuật trên toàn thế giới nói chung.
Trong suốt sự nghiệp của mình, ông được biết đến nhờ các vai diễn trong năm phim điện ảnh võ thuật của Hồng Kông vào đầu những năm 1970 bao gồm Đường Sơn đại huynh (1971), Tinh Võ Môn (1972); Mãnh Long quá giang (1972), Long tranh hổ đấu (1973) (phim hợp tác giữa công ty Warner Brothers của Hollywood và công ty Hiệp Hòa của Lý Tiểu Long) và Trò chơi tử thần. Trong đó phim Mãnh Long quá giang (1972) do Lý Tiểu Long tự viết kịch bản và làm đạo diễn, hai phim Long tranh hổ đấu (1973) và Trò chơi tử thần do Robert Clouse làm đạo diễn. Lý Tiểu Long đã trở thành một nhân vật mang tính biểu tượng được biết đến trên toàn thế giới, đặc biệt là với người Trung Quốc, dựa trên vai diễn của ông về chủ nghĩa dân tộc Trung Quốc trong các bộ phim của mình, và trong số những người Mỹ gốc Á vì đã bất chấp định kiến của người châu Á. Từ những môn võ Vịnh Xuân quyền, Thái cực quyền, quyền anh và võ thuật đường phố, ông đã kết hợp chúng với những ảnh hưởng khác từ nhiều nguồn khác nhau thành tinh thần của triết lý võ thuật cá nhân của mình để sáng lập nên Tiệt quyền đạo.
Ông qua đời vào ngày 20 tháng 7 năm 1973 tại Hồng Kông thuộc Anh, hưởng thọ 32 tuổi. Kể từ khi qua đời, ông tiếp tục là người có ảnh hưởng nổi bật đối với các môn võ thuật hiện đại, bao gồm judo, karate, võ tổng hợp và quyền anh, cũng như văn hóa đại chúng hiện đại bao gồm phim, truyền hình, truyện tranh, hoạt hình và trò chơi điện tử. Ông từng được tạp chí Time bầu chọn là một trong 100 nhân vật có sức ảnh hưởng nhất của thế kỷ 20.

## Gia thế
Lý Tiểu Long có 2 chị gái Lý Thu Nguyên và Lý Thu Phượng, anh trai Lý Trung Sâm và em trai Lý Chấn Huy (李振輝).
Cha là ông Lý Hải Tuyền (李海泉), nghệ sĩ viết kịch của Hồng Kông thuộc Anh, thuộc một trong tứ đại danh hài kịch nói Quảng Đông. Mẹ là bà Hà Ái Du (何愛瑜), con lai người Đức – Trung Quốc được Hà Cam Đường (何甘棠), nhà tư sản của tập đoàn Jardine Matheson, nhà hoạt động xã hội nhận nuôi. Ông Hà Cam Đường là em cùng mẹ khác cha với nhà tư sản Hà Đông (何東), người nhà thuộc gia tộc Hà Hồng Sân. Con trai ruột của Lý Tiểu Long sau này là Lý Quốc Hào cũng là một diễn viên điện ảnh võ thuật như ông.

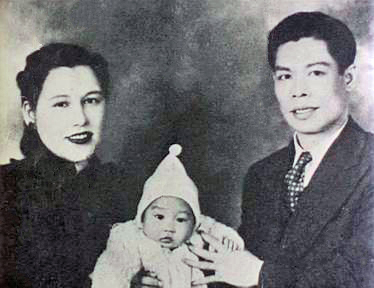
Lý Tiểu Long lúc nhỏ (ở giữa) với mẹ là Hà Ái Du (bên trái) và cha là Lý Hải Tuyền (bên phải).

Năm 1939, cha của Lý Tiểu Long là ông Lý Hải Tuyền dẫn theo vợ Hà Ái Du và 3 người con (Lý Thu Nguyên, Lý Thu Phượng và Lý Trung Sâm) từ Hồng Kông thuộc Anh sang khu phố người Hoa (Chinatown) thuộc San Francisco, Mỹ để theo đoàn biểu diễn kịch nói tiếng Quảng Đông ở Mỹ.
Lý Tiểu Long sinh năm 1940 tại thành phố San Francisco (Mỹ) nên ông có quốc tịch Mỹ, quê gốc ở Thuận Đức, Phật Sơn, Quảng Đông. Cha ông ban đầu đặt tên ông là Lý Chấn Phiên, mong muốn ông một ngày nào đó có thể nổi tiếng tại thành phố San Francisco. Lý Tiểu Long sinh ra vào buổi sáng sớm và theo âm lịch Trung Quốc là năm Canh Thìn, cha mẹ ông đặt nhũ danh là "Tế Phượng", còn nghệ danh Lý Tiểu Long (Bruce Lee) bắt đầu từ phim Tế Lộ Tường/The Kid (1950). Còn tên tiếng Anh "Bruce" của Lý Tiểu Long được đặt theo gợi ý của Mary Glover, người y sĩ đã đỡ đẻ tại bệnh viện Đông Hoa, San Francisco.
Năm 1941, khi 1 tuổi, Lý Tiểu Long cùng gia đình trở về Hồng Kông thuộc Anh và sống ở căn hộ số 218 đường Nathan.
Lý Tiểu Long và em trai ban đầu được nhận vào trường tiểu học St. Mary's Canossian College. Năm 1949, theo yêu cầu của nhà thờ Công giáo, tất cả các nam sinh phải chuyển sang trường Đức Tin (Tak Sun School) sau đó sang trường trung học Công giáo La Salle College. Mặc dù thời niên niếu của Lý Tiểu Long sống trong gia đình khá giả nhưng khu dân cư ngày một đông người, dẫn tạo ra cuộc xung đột băng đảng giành địa bàn, trở nên đông đúc, nguy hiểm hơn.

## Sự nghiệp diễn xuất

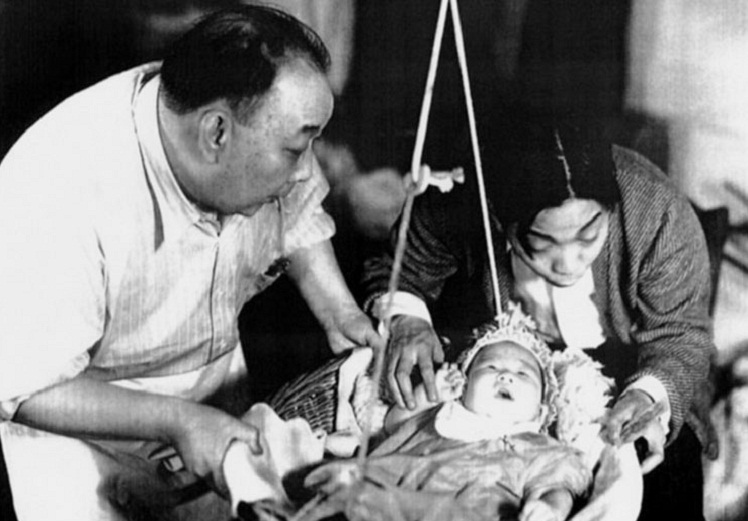
Hình ảnh Lý Tiểu Long (em bé trong hình) trong phim Golden Gate Girl 1941

Quá trình vào làng điện ảnh của ông cũng có màu sắc truyền kỳ. Khi Lý Tiểu Long sinh ra tại Mỹ, một phim điện ảnh đen trắng của Hồng Kông có tên là Golden Gate Girl (金門女, "Kim Môn Nữ") đang quay tại San Francisco (Mỹ) cần một em bé người Hoa, bố mẹ liền bế Lý Tiểu Long đi đóng phim. Cuối cùng Lý Tiểu Long vừa sinh ra đã trở thành một trong những người Hoa có mặt sớm nhất trong phim của Hồng Kông quay tại Mỹ. Phim Golden Gate Girl này được công chiếu vào ngày 27 tháng 5 năm 1941 ở Hồng Kông.

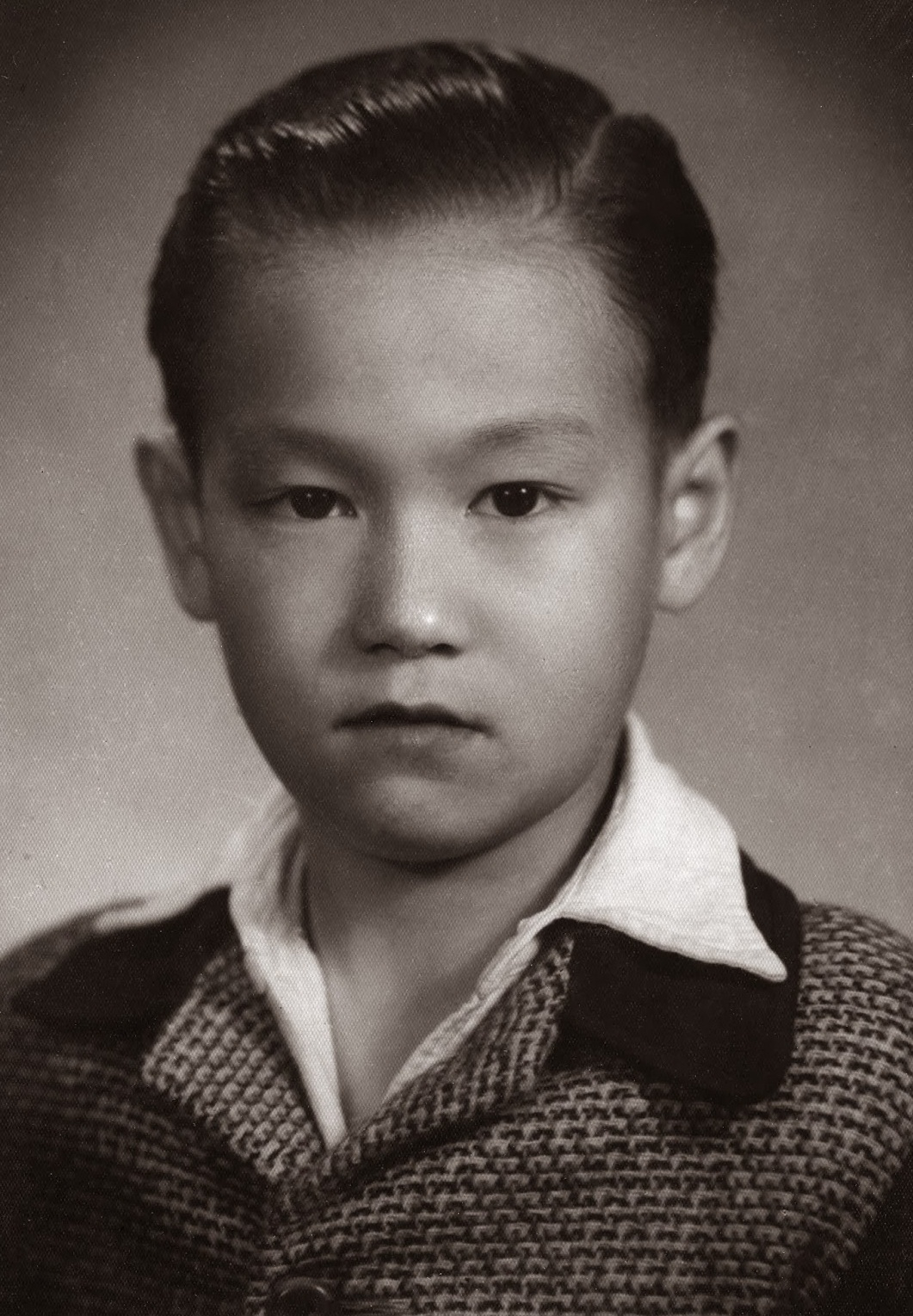
Hình ảnh Lý Tiểu Long trong phim The Birth of Mankind 1946

Năm 1946, khi 6 tuổi, ông tham gia phim điện ảnh đen trắng mang tên The Birth of Mankind 1946 của Hồng Kông thuộc Anh. Lúc nhỏ Lý Tiểu Long có vóc người gầy yếu, cha ông muốn con trai có thân hình khỏe mạnh nên đã dạy Thái cực quyền cho ông từ năm lên 7 (năm 1947). Năm 1948, ông tham gia vào phim điện ảnh đen trắng của Hồng Kông là Wealth is Like a Dream 1948.
Cùng năm 1949, khi 9 tuổi, ông tham gia vào hai phim điện ảnh đen trắng của Hồng Kông là Sai See in the Dream 1949 và The Story of Fan Lei-fa 1949 (phim còn có tựa khác là The Story Of Fan Lihua 1949).
Năm 1950, ông lần đầu xuất hiện với nghệ danh Lý Long trong phim điện ảnh đen trắng của Hồng Kông là Tế Lộ Tường 1950 (細路祥, The Kid 1950). Vì một phần trong tiêu đề phụ của phim Tế Lộ Tường và sau đó xuất hiện trên các tờ báo có ghi tên "Lý Long" (李龍). Phim Tế Lộ Tường 1950 này được công chiếu tại Hồng Kông thuộc Anh vào ngày 30 tháng 5 năm 1950. Sau đó ông tiếp tục tham gia trong hai phim điện ảnh đen trắng của Hồng Kông là Blooms and Butterflies 1950 và Bird On The Wing (1950).
Lý Tiểu Long bị đuổi học năm lớp 4 do đánh nhau và vắng mặt nhiều lần nên chuyển sang trường St. Francis Xavier's College. Theo tiểu sử chuyên sâu của Matthew Polly, Bruce Lee: A Life, biệt danh của Lý Tiểu Long ở trường là của Gorilla (Con Khỉ Đột). Ông có được biệt danh có phần "xấu hổ" này bởi vì, như Hawkins Cheung, bạn học của ông tại trường St. Francis Xavier, nhớ lại, "trông cậu ta vạm vỡ và thường di chuyển với hai cánh tay 'bè' ra ở hai bên". Hầu hết các học sinh đều sợ Lý Tiểu Long, nhưng vì Hawkins Cheung là một trong những người bạn thân nhất của ông, Hawkins Cheung đã gọi Lý Tiểu Long bằng một cái tên mà chỉ có mình anh gọi: Chicken Legs (Chân Gà), vì thân hình vạm vỡ của Lý Tiểu Long nhưng đôi chân có phần gầy gò. Hawkins Cheung nói rằng Lý Tiểu Long thường nổi giận với anh khi bị gọi bằng cái tên này và sẽ rượt theo anh chạy khắp sân trường.
Năm 1951, khi 11 tuổi, ông tham gia phim điện ảnh đen trắng của Hồng Kông là Infancy 1951. Năm 1953, khi 13 tuổi, ông tham gia vào hai phim điện ảnh đen trắng của Hồng Kông là A Myriad Homes 1953 (phim còn có tựa khác là A Home of a Million Gold 1953) và Blame it on Father 1953.
Ông tham gia thêm 3 phim điện ảnh đen trắng của Hồng Kông cùng năm 1953 là The Guiding Light 1953 (phim còn có tựa khác là A Son Is Born 1953), A Mother's Tears 1953 (phim còn có tựa khác là A Mother Remembers 1953), In the Face of Demolition 1953. Trong đó, phim In the Face of Demolition 1953 là phim đầu tiên Lý Tiểu Long được đóng vai nam chính tên là Hoa Tể, dù khi đó ông mới 13 tuổi. Phim được công chiếu tại Hồng Kông thuộc Anh vào ngày 27 tháng 11 năm 1953. Từ các vai nhí này, tài năng diễn xuất của ông dần bộc lộ. Ông diễn rất tự nhiên, diễn như không diễn.
Mặc dù xuất thân từ một gia đình trung lưu, Lý Tiểu Long lại là một người mê trà, và đặc biệt thích đánh nhau trên đường phố, trong khu phố và trên sân thượng. "Khi còn là một đứa trẻ ở Hồng Kông, tôi là một kẻ bắt nạt và luôn đi gây ra những trận đánh nhau", Lý Tiểu Long từng nói với tạp chí Đai đen Black Belt Magazine. "Chúng tôi sử dụng dây xích và những cây bút có những con dao nhỏ giấu bên trong. Rồi một ngày nọ, tôi bắt đầu tự hỏi chuyện gì sẽ xảy ra nếu tôi không có nhóm của mình bên cạnh mỗi khi tôi đánh nhau". Tiết lộ này chính là bước ngoặt giúp thay đổi cuộc đời huyền thoại họ Lý khi ông bắt đầu nghĩ về việc học võ thuật vào năm 13 tuổi (năm 1953). "Tôi chỉ bắt đầu học kung fu khi tôi cảm thấy bất an" ông nói.
Ông quyết tâm học võ và ông theo học Vịnh Xuân quyền cùng danh sư Diệp Vấn. Diệp Vấn về sau là trưởng môn hệ phái Vịnh Xuân quyền Hồng Kông. Thực tế người trực tiếp đào tạo Vịnh Xuân Quyền cho Lý Tiểu Long là Wong Shun-leung (đệ tử giỏi nhất của Diệp Vấn).
Năm 1954, khi 14 tuổi, Lý Tiểu Long theo học vũ đạo cha-cha-cha. Sau đó ông còn tham gia trong 5 phim điện ảnh đen trắng của Hồng Kông là An Orphan's Tragedy 1955 (phim này cha của ông là Lý Hải Tuyền đóng chung với ông, công chiếu tại Hồng Kông thuộc Anh vào ngày 11 tháng 2 năm 1955), Love 1955, Love Part 2 1955, We Owe It to Our Children 1955 và The Faithful Wife 1955. Sau đó, Lý Tiểu Long tham gia vào phim điện ảnh có màu của Hồng Kông là Orphan's Song 1955. Phim Orphan's Song 1955 này là phim điện ảnh có màu đầu tiên mà Lý Tiểu Long từng tham gia.
Năm 1956, khi 16 tuổi, Lý Tiểu Long tham gia phim điện ảnh đen trắng của Hồng Kông là The Wise Guys Who Fool Around 1956 (phim còn có tựa khác là Sweet Time Together 1956). Sau đó Lý Tiểu Long lại tham gia phim điện ảnh có màu của Hồng Kông là Too Late For Divorce 1956.

Hình ảnh Lý Tiểu Long (bên phải) cùng bạn diễn trong phim The Thunderstorm 1957.

Năm 1957, khi 17 tuổi, Lý Tiểu Long tham gia vào phim điện ảnh có màu của Hồng Kông là The Thunderstorm 1957. Trong phim này, Lý Tiểu Long vào vai nam chính có tên là Chow Chung. Phim này được công chiếu tại Hồng Kông thuộc Anh vào ngày 14 tháng 3 năm 1957.

Hình ảnh Lý Tiểu Long (bên phải) đang nhảy cha-cha-cha cùng bạn diễn trong phim Darling Girl 1957

Sau đó Lý Tiểu Long tham gia vào phim điện ảnh trắng đen của Hồng Kông là Darling Girl 1957.

Lý Tiểu Long (bên phải) và Diệp Vấn (bên trái), năm 1958.

Với vũ đạo cha-cha-cha, ông giành chức vô địch trong Giải vô địch cha-cha-cha thuộc địa vương thất (Crown Colony Cha-Cha Championship) tại Hồng Kông thuộc Anh dành cho lứa tuổi học sinh vào năm 1958 (khi đó ông 18 tuổi).
Cũng trong năm này Lý Tiểu Long có một vai nam chính tên là Sam trong phim điện ảnh có màu của Hồng Kông là The Orphan (phim được công chiếu ở Hồng Kông thuộc Anh vào ngày 3 tháng 3 năm 1960, khi đó Lý Tiểu Long đã sang Mỹ). Bộ phim này đã thể hiện đúng hiện trạng Hồng Kông thời đó khi Hội Tam Hoàng đang hoành hành. Cùng năm 1958 đó, ông tham gia Giải vô địch quyền Anh liên trường Hồng Kông (Hong Kong Inter-School Boxing Championship). Ông đã đánh bại nhà vô địch 3 năm liền là David Kefield để đoạt chức vô địch trong năm đó.

## Thành danh trong võ nghiệp

### Những lớp võ đầu tiên khi sang Mỹ

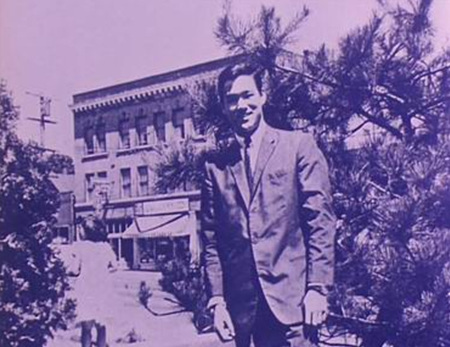
Hình chụp Lý Tiểu Long khi sang Mỹ năm 1959.

Năm 1959, do có xích mích với Hội Tam Hoàng mà Lý Tiểu Long bị cảnh sát của Hồng Kông thuộc Anh điều tra. Vì lo lắng cho con nên bố mẹ ông đã quyết định đưa ông sang Mỹ, quay lại với San Francisco. Với 15 đô la Mỹ của bố và 100 đô la Mỹ của mẹ, Lý Tiểu Long đã đến Mỹ và sống với một người bạn cũ của bố là võ sư Nghiêm Kính Hải (James Yimm Lee). Ông làm việc kiếm tiền trong cộng đồng người Hoa và về sau chuyển tới Seattle, Washington để làm việc cho Thiệu Hán Sinh (sinh năm 1900), một người bạn khác của cha ông. Lý Tiểu Long đã theo học với Thiệu Hán Sinh một số bài võ như Tinh võ hội tiết quyền, Thất tinh Đường lang băng bộ quyền của Đường Lang Quyền, Hồng Gia Quyền và Nam Quyền.
Lý Tiểu Long sống trong một căn phòng trên gác của 1 nhà hàng (do Ruby Chow làm chủ) tại Seattle với vai trò bồi bàn. Cuối cùng Lý Tiểu Long gia nhập trường Trung học Công nghệ Edison tại Seattle. Tại đây, Lý Tiểu Long gặp và kết bạn với võ sư Jesse Glover, người Mỹ đang theo học chuyên ngành tâm lý học và là nhà vô địch judo. Lý Tiểu Long tập judo với Jesse Glover.
Lý Tiểu Long đã thu hút võ sư James DeMile người Mỹ vào nhóm học trò đầu tiên của mình từ màn thể hiện kung fu của ông trước công chúng khi ông đang học tại trường Trung học Công nghệ Edison ở Seattle. Trong lúc tìm kiếm một tình nguyện viên trong khán giả, Lý Tiểu Long (khi đó 19 tuổi) đã phát hiện ra James DeMile (20-21 tuổi), cựu vô địch quyền anh hạng nặng của Lực lượng Không quân Mỹ. Lý Tiểu Long chú ý đến dáng người thể thao của James DeMile và gọi anh ấy lên sân khấu. James DeMile nghĩ rằng anh sẽ dễ dàng ngăn cản Lý Tiểu Long vì đối thủ của anh ta chỉ cao 5'7" và nặng không quá 140 pound, nhưng Lý Tiểu Long đã sớm đánh bại anh ta. Quá ấn tượng, James DeMile quay sang Lý Tiểu Long sau buổi biểu diễn để hỏi liệu anh ta có thể theo học võ của ông hay không. Những buổi biểu diễn võ thuật công khai này đã thu hút một lượng nhỏ người theo dõi.
Jesse Glover từng được tiếp cận với kung fu cổ điển từ võ sư Nghiêm Kính Hải (James Yimm Lee) nên bắt đầu mở một lớp học kung fu của riêng mình và Leroy Garcia và James DeMile đã đến và hỗ trợ anh ấy, đây là lớp học liên quan đến nghệ thuật Trấn Phan độc lập đầu tiên. Lý Tiểu Long biết được và không cho Jesse Glover dạy võ. Jesse Glover sau đó có xin phép Lý Tiểu Long nhưng Lý Tiểu Long vẫn không cho dạy (Theo bài phỏng vấn của Jesse Glover trên tạp chí Kung Fu năm 1994). Lý Tiểu Long quyết định chia sẻ kiến thức võ thuật của mình. Khởi đầu là những buổi đấu khẩu không chính thức giữa những người bạn sau này trở thành một công việc kinh doanh ba trường dạy võ, củng cố cách tiếp cận tiên phong của Lý Tiểu Long đối với nghệ thuật chiến đấu tay đôi. Lý Tiểu Long khi đó đã phát triển phương pháp của riêng mình mà ông gọi là kung fu phi cổ điển nên ông đề nghị Jesse Glover học võ từ ông. Và Jesse Glover trở thành học trò đầu tiên của Lý Tiểu Long (sau này Jesse Glover xuất bản hai sách có tựa là "Kung Fu phi cổ điển của Lý Tiểu Long"/Bruce Lee's Non-Classical Gung Fu và "Kung Fu phi cổ điển"/Non-Classical Gung Fu). Leroy Garcia và James DeMile lần lượt trở thành học trò thứ 2 và 3 của Lý Tiểu Long.
Lý Tiểu Long đã đo tốc độ đấm và đóng của ông bằng đồng hồ bấm giờ điện tại nhà của Jesse Glover. Trong cuốn sách "Bruce Lee - Between Wing Chun and Jeet Kun Do", Jesse Glover nói rằng, Lý Tiểu Long có thể tung một cú đấm trong khoảng 5 phần trăm trên một giây (0,05 giây) từ khoảng cách 3 feet và có thể áp sát từ khoảng cách 5 feet trong khoảng 8 phần trăm giây trên một giây (0,08 giây). Trong khi thời gian riêng của Jesse Glover từ 3 feet là từ 11 đến 18 phần trăm giây (0,11 và 0,18 giây). Đóng cửa từ khoảng cách 5 feet, họ ở độ dưới 20 (0,21–0,23).
Cả nhóm học trò của Lý Tiểu Long đã luyện tập bên ngoài nhà hàng của Ruby Chow, nơi Lý Tiểu Long làm phục vụ bàn. Sau một ca dài nhận đơn đặt hàng và phục vụ khách hàng, James DeMile đã giới thiệu Lý Tiểu Long với một trong ba người đàn ông mà sau này ông sẽ công nhận là người hướng dẫn, võ sư karate Taky Kimura (Mộc Thôn, người Nhật, 38 tuổi). Lý Tiểu Long đã có 1 cuộc tỷ võ với võ sư Taky Kimura và đánh hạ Taky Kimura. Taky Kimura sau đó trở thành bạn tốt của Lý Tiểu Long, truyền dạy các chiêu thức của Karate cho Lý Tiểu Long. Lý Tiểu Long dạy lại Kung fu cho Taky Kimura. Taky Kimura trở thành một phần của những học trò đầu tiên của Lý Tiểu Long ở Mỹ, trong đó có Jesse Glover, James DeMile, Ed Hart, Skipp Ellsworth và LeRoy Garcia. Trong cuốn sách "Disciples of the Dragon", James DeMile đã nói rằng tất cả học trò của Lý Tiểu Long khi đó đều làm hình nộm để Lý Tiểu Long luyện tập. Một trong những lý do khiến Lý Tiểu Long sửa đổi các kỹ thuật của Vịnh Xuân Quyền và tạo ra Tiệt Quyền Đạo là vì người phương Tây to lớn và khỏe hơn Lý Tiểu Long và một khi họ học được những điều cơ bản của Vịnh Xuân Quyền, họ có thể trở thành mối đe dọa thực sự đối với ông.
Sau đó Jesse Golver giúp Lý Tiểu Long nhận thêm nhiều học trò hơn. Lý Tiểu Long bắt đầu dạy võ trong sân sau và ở công viên của thành phố để kiếm thêm tiền. Học trò của Lý Tiểu Long có rất nhiều người không phải là người Hoa, điều này cho thấy ông đã phá bỏ nguyên tắc không dạy võ Trung Quốc cho người nước ngoài suốt hàng ngàn năm qua. Taky Kimura trở thành học trò, trợ lý của Lý Tiểu Long và vào thời điểm đó, là "bạn thân" của ông. Họ cùng nhau, họ luyện tập, đấu kiếm, huấn luyện và sau đó thành lập võ quán đầu tiên của Lý Tiểu Long (gọi là "Chấn Phiên Võ Quán", trong đó "Chấn Phiên" là tên thật của Lý Tiểu Long) vào năm 1960. Họ thuê một căn phòng nhỏ ở tầng hầm có lối vào nửa cửa từ Phố 8 ở Khu Phố Tàu (Chinatown) của Seattle, nơi Taky Kimura trở thành Trợ lý Huấn luyện viên đầu tiên của Lý Tiểu Long.
Tháng 3 năm 1961, 21 tuổi, Lý Tiểu Long vào học khoa Triết học của Đại học Washington. Cũng vào khoảng thời gian này ông đã mở lớp dạy Kung fu cho sinh viên của trường.
Một trong những người bạn gái thuở đầu của Lý Tiểu Long là một sinh viên người Mỹ gốc Nhật Bản tên là Amy Sanbo. Lúc đầu, cô từ chối những lời tỏ tình lãng mạn của ông, nhưng Lý Tiểu Long vẫn kiên trì theo đuổi đến cùng. Bước ngoặt thật sự đến khi cô khi vô tình giẫm lên một chiếc đinh trong lớp học múa ba lê và sau đó phải di chuyển bằng nạng. Khi Lý Tiểu Long nhận thấy Amy Sanbo đang chật vật để leo lên một cầu thang có bậc thềm cao, ông nhấc cô lên và bế cô lên lầu. Hai người đã có một mối quan hệ gắn bó trong hai năm sau khoảnh khắc đó.
Sau đó Lý Tiểu Long đã có lần đấu võ với 1 võ sư Judo là Wally Jay. Cuộc tỉ võ bất phân thắng bại và Lý Tiểu Long đã kết bạn với Wally Jay. Wally Jay đã truyền dạy các chiêu thức của Judo và Jujitsu cho Lý Tiểu Long và các cộng sự của ông. Lý Tiểu Long dạy lại kung fu cho Wally Jay.
Võ sư Nghiêm Kính Hải (James Yimm Lee) ở Oakland, Mỹ đã giúp Lý Tiểu Long xuất bản cuốn sách đầu tiên của ông vào đầu năm 1963. Sách có tựa đề là "Kung Fu Trung Quốc: Nghệ thuật tự vệ triết học" ("Chinese Kung-Fu: The Philosophical Art of Self Defense"). Đây là cuốn sách do Lý Tiểu Long viết thể hiện quan điểm và triết lý võ thuật của ông. Nó mô tả phong cách kung fu ban đầu của ông chủ yếu dựa trên Vịnh Xuân Quyền. Trong cuốn sách "Tưởng nhớ sư phụ: Lý Tiểu Long, Nghiêm Kính Hải và sự sáng tạo Tiệt Quyền Đạo" (Remembering the Master: Bruce Lee, James Yimm Lee and the Creation of Jeet Kune Do) của Sid Campbell và Greglon Yimm Lee (con trai của Nghiêm Kính Hải), số lượng xuất bản ban đầu của sách "Kung Fu Trung Quốc: Nghệ thuật tự vệ triết học" là 1500 bản. Cuốn sách được bán thông qua công ty Oriental Book Sales của Nghiêm Kính Hải với giá 5 đô la Mỹ. Ngoài cuốn sách, một biểu đồ hướng dẫn Kung Fu Trung Quốc đi kèm có sẵn với giá 1 đô la Mỹ.
Mùa hè năm 1963, Lý Tiểu Long cầu hôn với cô bạn gái Amy Sanbo sau 2 năm hẹn hò nhưng Lý Tiểu Long lại bị cô từ chối. Sau đó hai người chia tay nhau.
Kế đó Lý Tiểu Long đại diện cho trường Đại học Washington đi thuyết giảng trong 1 buổi tọa đàm về Triết học và biểu diễn kung fu tại Trường trung học Garfield. Tại đây ông gặp Linda C. Emery (nhỏ hơn ông 5 tuổi, người mà sau này trở thành vợ của ông). Lý Tiểu Long đã biểu diễn thốn quyền, một kĩ thuật đặc thù của nguyên lý "đoản kiều phát lực" trong võ phái Vịnh Xuân Quyền. Linda C. Emery bị cuốn hút trước sự thuyết giảng và phong cách ra đòn kung fu của Lý Tiểu Long. Cuối cùng, cô ấy đã trở thành học trò kung fu của Lý Tiểu Long khi cô học dự bị y khoa tại Đại học Washington (học cùng trường với Lý Tiểu Long).
Lý Tiểu Long trở lại Hồng Kông thuộc Anh với bạn là Doug Palmer. Đây là lần đầu Lý Tiểu Long về thăm gia đình kể từ khi sang Mỹ. Trong lần trở lại Hồng Kông thuộc Anh này, Lý Tiểu Long có quay lại với Diệp Vấn xin theo học nốt phần cuối bài Mộc nhân thung mà Lý Tiểu Long chưa học hết, nhưng bị Diệp Vấn từ chối. Sau đó ông phải quay lại Seattle, Mỹ để tiếp tục việc học tập của mình, đồng thời bắt đầu nghiên cứu tìm cách dung hợp kỹ thuật của các võ phái để phát triển một đường hướng riêng.
Ngày 25 tháng 10 năm 1963 (23 tuổi), Lý Tiểu Long có buổi hẹn hò đầu tiên với Linda C. Emery. Họ đã có buổi ăn tối tại tầng trên cùng của nhà hàng Space Needle. Thời gian này Lý Tiểu Long dời "Chấn Phiên Võ Quán" của ông từ tầng hầm ở Phố 8, Khu Phố Tàu (Chinatown) của Seattle tới đường 4750 University, Seattle gần khu sân bãi của trường đại học và tại đây, ông dạy một vài đệ tử trong số đó có cả người Mỹ.
Nhờ Nghiêm Kính Hải (James Yimm Lee) giới thiệu, Lý Tiểu Long làm quen và kết bạn với Ed Parker. Ông được Ed Parker truyền dạy thêm những chiêu thức karate thượng thừa cho ông.
Năm 1964, Lý Tiểu Long bàn với Nghiêm Kính Hải (James Yimm Lee) kế hoạch mở "Chấn Phiên Võ Quán" thứ hai tại Oakland, California. Kế hoạch được thực hiện, Lý Tiểu Long nghỉ học ở Đại học Washington (dù ông chỉ còn 1 năm học nữa là tốt nghiệp), rời Seattle để bắt đầu võ quán thứ hai ở Oakland. Người bạn tốt của Lý Tiểu Long là Taky Kimura đảm đương vai trò người đứng đầu. Còn Nghiêm Kính Hải (James Yimm Lee) cũng sẽ giảng dạy kung fu trong võ quán này trong những lúc Lý Tiểu Long vắng mặt. "Chấn Phiên Võ Quán" ở Seattle thì Lý Tiểu Long giao lại cho võ sư Jesse Golver trông coi.
Ngày 2 tháng 8 năm 1964, võ sư Ed Parker, được biết đến như cha đẻ của karate Mĩ (Kempo), mời Lý Tiểu Long đi tham gia Giải vô địch karate quốc tế Long Beach, California (Long Beach International Karate Championships), nơi Lý Tiểu Long được ra mắt với cộng đồng võ thuật quốc tế. Lý Tiểu Long xuất hiện tại buổi khai mạc của giải đấu và biểu diễn đòn Nhất Thốn quyền (còn được gọi là Nhật Tự Xung Quyền) với Robert Baker (võ sư đến từ Stockton, California) và hít đất với 2 ngón tay.
Theo Sách Kỷ lục Guinness Thế giới, Lý Tiểu Long nắm giữ bảy danh hiệu liên tục từ buổi biểu diễn năm 1964 này. Ông có thể thực hiện 400 lần hít đất trên một tay, 200 lần hít đất trên hai ngón tay và 100 lần hít đất trên một ngón tay cái. Lý Tiểu Long cũng có thể đấm 9 lần trong một giây trong khi kỹ thuật "cú đấm một inch" của ông có thể buộc một đối thủ nặng 75 kg (Robert Baker) văng ra xa 6 mét, chỉ có một số ít.
Ed Paker đã trao giải vô địch Karate cho Lý Tiểu Long vì buổi trình diễn cống hiến cho khán giả tại giải đấu này. "Tôi đã nói với Bruce (Lý Tiểu Long) rằng đừng biểu diễn kiểu này nữa", Robert Baker nhớ lại và nói thêm: "Khi ông ấy (Lý Tiểu Long) đấm tôi lần trước, tôi phải nghỉ làm ở nhà vì cơn đau ở ngực không thể chịu nổi".
Trong cuộc phỏng vấn sau đó, khi được phóng viên hỏi rằng ông đã dùng loại võ gì để đánh văng Robert Baker, Lý Tiểu Long đáp rằng chính là võ kung fu. Từ đó trong từ điển tiếng Anh đã xuất hiện hai chữ Kung fu. Danh tiếng của Lý Tiểu Long càng ngày nổi ở Mỹ. Robert Baker sau đó xin làm học trò của Lý Tiểu Long. Đoạn phim chất lượng cao, duy nhất hiện có về buổi biểu diễn Vịnh Xuân Quyền năm 1964 của Lý Tiểu Long được quay bằng máy ảnh 16 mm. Chủ sở hữu duy nhất của video dài 8.5 phút này là công ty Rising Sun Productions có trụ sở tại California. Chủ sở hữu của công ty này và được báo cáo là người phát hiện ra video này là Don Warrener. Các thế hệ chất lượng kém hơn của đoạn phim này có thể được xem trên Internet.
Lý Tiểu Long đã gặp võ sư Jhoon Rhee người Hàn Quốc tại giải vô địch karate quốc tế này. Jhoon Rhee đạt kết quả tốt trong giải đấu. Jhoon Rhee kết bạn với Lý Tiểu Long - một mối quan hệ mà cả hai đều có lợi khi là võ sĩ. Lý Tiểu Long đã dạy cho Jhoon Rhee một cú đấm cực nhanh gần như không thể đỡ được. Jhoon Rhee đặt tên cho nó là "Accupunch". Tại giải giải vô địch karate quốc tế này còn có sự hiện diện Jay Sebring và William Dozier, một nhà sản xuất, người đang tìm kiếm một diễn viên cho một bộ phim truyền hình mà ông ta đang làm. Jay Sebring đưa bộ phim Những màn biểu diễn của Lý Tiểu Long (Demonstrations of Bruce Lee) cho William Dozier, người rất ấn tượng với khả năng siêu phàm của Lý Tiểu Long.
Ngày 4 tháng 8 năm 1964, khi 24 tuổi, Lý Tiểu Long trở lại Seattle để cầu hôn Linda C. Emery (khi đó cô đã mang thai Lý Quốc Hào được 4 tháng).
Ngày 17 tháng 8 cùng năm 1964 thì ông cưới Linda C. Emery. Taky Kimura làm phù rể cho lễ cưới của Lý Tiểu Long. Theo quy định của Mỹ và phương Tây, sau khi lấy chồng, Linda C. Emery phải lấy họ Lee (Lý) của Lý Tiểu Long gắn vào tên mình. Từ đó cô ấy được gọi là Linda Lee. Khi đó Linda Lee còn thiếu vài tín chỉ nữa là tốt nghiệp Đại học Washington, nhưng cô đã cùng Lý Tiểu Long dừng việc học ở Đại học Washington. Ngay sau đó đôi vợ chồng trẻ chuyển đến Oakland.
Jay Sebring mời Lý Tiểu Long đến Los Angeles diễn thử trong bộ phim truyền hình có tên là Những màn biểu diễn của Lý Tiểu Long. Lý Tiểu Long lập tức bay tới Los Angeles, California để diễn thử. Tiếc này bộ phim này không bao giờ được hoàn thành và không thể công chiếu vì mâu thuẫn giữa Lý Tiểu Long và William Dozier.
Võ sư Wally Jay trao giải triển lãm kỷ niệm cho Lý Tiểu Long trong buổi biểu diễn kung fu của ông tại câu lạc bộ Island Judo Jujitsu (của Wally Jay) ở Alameda, California.

### Nghiên cứu và sáng tạo raTiệt quyền đạo, tiền thân củaMMAngày nay

#### Giao đấu với Hoàng Trạch Dân năm 1964 và những tranh cãi
Lý Tiểu Long từng đưa ra lời thách đấu công khai trong một buổi biểu diễn tại một nhà hát ở khu phố Tàu (Chinatown), nơi ông tuyên bố có thể đánh bại bất kỳ võ sĩ nào ở San Francisco.
Tháng 11 năm 1964, chỉ vài tháng sau khi cưới Linda Lee, Lý Tiểu Long nhận được lời thách đấu của Hoàng Trạch Dân (Wong Jack-man), một thầy dạy Kungfu tại khu phố Tàu (Chinatown), Oakland của Mỹ. Theo kể lại của Linda Lee, Hoàng Trạch Dân lên án việc Lý Tiểu Long đã phá bỏ nguyên tắc không dạy võ Trung Quốc cho người nước ngoài, chỉ trích Lý Tiểu Long nhận đệ tử toàn là người nước ngoài, làm mất lòng nhiều võ sư Trung Quốc ở San Francisco. Hoàng Trạch Dân phản đối quan điểm cho rằng Lý Tiểu Long đang đấu tranh để giành quyền dạy võ cho người da trắng vì hầu hết học sinh của ông là người Trung Quốc. Hoàng Trạch Dân nói rằng anh ta đã yêu cầu một trận đấu công khai với Lý Tiểu Long vì lời thách đấu công khai của Lý Tiểu Long tại San Francisco. Hoàng Trạch Dân nói rằng sau khi một người quen chung gửi một bức thư từ Lý Tiểu Long mời anh ta chiến đấu, anh ta đã đến "Chấn Phiên Võ Quán" tại Oakland của Lý Tiểu Long để thách đấu với ông.
Lý Tiểu Long và Hoàng Trạch Dân có thỏa thuận với nhau rằng nếu Lý Tiểu Long thua, ông sẽ phải đóng cửa võ quán của mình hoặc ngưng dạy những người da trắng, còn nếu Hoàng Trạch Dân thua, ông ta sẽ phải ngừng dạy võ. Hoàng Trạch Dân không tin là Lý Tiểu Long sẽ dám nhận lời thách đấu, và cố trì hoãn trận đấu. Lý Tiểu Long đã nhận lời và yêu cầu họ không phải đợi. Theo tác giả Norman Borine, Hoàng Trạch Dân muốn biết các quy tắc của trận đấu và vạch ra những hạn chế đối với các kỹ thuật như đánh vào mặt, đá vào háng và đâm vào mắt. Lý Tiểu Long không trả lời nên Hoàng Trạch Dân phải đồng ý rằng sẽ có một cuộc quyết đấu mà không có giới hạn nào kỹ thuật nào.
Nghiêm Kính Hải (James Yimm Lee), Linda Lee, William Chen (một võ sư Thái Cực Quyền) và David Chin là những nhân chứng của trận đấu giữa Lý Tiểu Long và Hoàng Trạch Dân được tổ chức riêng tại Chinatown, Oakland vào tháng 12 năm 1964, khi đó Lý Tiểu Long 24 tuổi và Hoàng Trach Dân 23 tuổi. Theo Linda Lee, trận đấu chỉ kéo dài ba phút với phần thắng quyết định cho Lý Tiểu Long.
Lý Tiểu Long đã từng đưa ra một mô tả, mà không nêu tên rõ ràng của Hoàng Trạch Dân, trong một cuộc phỏng vấn với Tạp chí Đai đen (Black Belt Magazine) của Mỹ rằng:
"Tôi đã đánh nhau ở San Francisco với một con mèo Kung-Fu (Hoàng Trạch Dân), và sau một cuộc chạm trán ngắn ngủi, tên khốn đó bắt đầu bỏ chạy. Tôi đuổi theo tên đó và, như một kẻ ngốc, liên tục đấm tên đó vào sau đầu và lưng nó. Chẳng mấy chốc, nắm đấm của tôi bắt đầu sưng lên vì đánh vào cái đầu cứng của tên đó. Ngay lúc đó tôi nhận ra Vịnh Xuân Quyền không quá thực dụng và bắt đầu thay đổi cách chiến đấu của mình."
Linda Lee kể lại cảnh đó trong cuốn sách "Bruce Lee: Người đàn ông mà tôi từng biết" (Bruce Lee: The Man Only I Knew) (1975) như sau:
"Hai người bước ra, cúi chào trang trọng và sau đó bắt đầu chiến đấu. Hoàng Trạch Dân áp dụng thế đánh cổ điển trong khi Lý Tiểu Long, lúc đó vẫn đang sử dụng phong cách Vịnh Xuân Quyền của mình, đã tung ra một loạt cú đấm thẳng. Trong vòng một phút, người của Hoàng Trạch Dân đã cố gắng để dừng cuộc chiến khi Lý Tiểu Long bắt đầu nhiệt tình hơn với việc chiến đấu. Nghiêm Kính Hải cảnh báo họ nên để cuộc chiến tiếp tục. Một phút sau, khi Lý Tiểu Long tiếp tục cuộc tấn công một cách nghiêm túc, Hoàng Trạch Dân bắt đầu lùi lại nhanh nhất có thể. Ngay lập tức, trong khoảnh khắc, mẩu tin lưu niệm có nguy cơ biến thành một trò hề khi Hoàng Trạch Dân thực sự quay đầu và bỏ chạy. Nhưng Lý Tiểu Long đã vồ lấy anh ta như một con báo đang lao tới và đẩy anh ta xuống sàn, nơi Lý Tiểu Long bắt đầu đấm anh ta vào trạng thái mất tinh thần. "Đủ chưa?" Lý Tiểu Long hét lên, "Đủ rồi!", Hoàng Trạch Dân cầu xin. Lý Tiểu Long yêu cầu trả lời lần thứ hai cho câu hỏi của ông để đảm bảo rằng ông hiểu rằng đây là kết thúc của cuộc chiến."
Điều này trái ngược với lời kể của Hoàng Trạch Dân và William Chen về trận đấu khi họ nói rằng trận đấu kéo dài bất thường 20–25 phút. Hoàng Trạch Dân không hài lòng với lời kể của Lý Tiểu Long về trận đấu trên Tạp chí Đai đen (Black Belt Magazine) của Mỹ và đã xuất bản phiên bản của riêng anh ấy trên Tuần báo Thái Bình Dương của Trung Quốc (Chinese Pacific Weekly), một tờ báo tiếng Trung ở San Francisco. Bài báo, được đăng trên trang nhất, bao gồm một mô tả chi tiết về cuộc chiến của Hoàng Trạch Dân, kết thúc bằng lời mời ra mắt công chúng màn tái đấu nếu Lý Tiểu Long nhận thấy thông tin của anh không chính xác hoặc không trung thực. Lý Tiểu Long không đưa ra phản hồi công khai nào về bài báo và chuyển khỏi khu vực ngay sau đó.
Trong "Bruce Lee: A Life" của Matthew Polly, người chia sẻ một vài hiểu biết sâu sắc từ quá trình phỏng vấn và nghiên cứu sâu rộng của mình, anh ấy nói rằng theo David Chin, người thay mặt Hoàng Trạch Dân dàn xếp trận đấu, Lý Tiểu Long đã áp đảo Hoàng Trạch Dân với loạt tấn công mở đầu của ông khi Hoàng Trạch Dân đang đến gần để chào theo thông lệ, khiến Hoàng Trạch Dân quay lưng lại và bỏ chạy. Lý Tiểu Long đuổi theo anh ta quanh phòng cho đến khi Hoàng Trạch Dân vấp ngã. Lý Tiểu Long nhảy lên người Hoàng Trạch Dân và tung những cú đấm trời giáng, buộc David Chin phải can thiệp và giải cứu Hoàng Trạch Dân. Nghiêm Kính Hải (James Yimm Lee), bạn cũ của cha của Lý Tiểu Long, cũng ra ngăn Lý Tiểu Long lại, phòng ngừa án mạng xảy ra.
Hoàng Trạch Dân sau đó bày tỏ sự hối hận vì đã chiến đấu với Lý Tiểu Long. Anh ta cho rằng đó là sự kiêu ngạo của cả Lý Tiểu Long và bản thân anh ta.

#### Nghiên cứu và sáng tạo raTiệt quyền đạo

Biểu tượng Tiệt quyền đạo là thương hiệu đã đăng ký do Bruce Lee Estate nắm giữ. Các ký tự tiếng Trung Quốc xung quanh biểu tượng Thái cực đồ có nội dung: "Không dùng cách nào như cách nào" và "Không có giới hạn như giới hạn". Các mũi tên tượng trưng cho sự tương tác vô tận giữa âm và dương.

Sau khi dùng Vịnh Xuấn Quyền trong cuộc đấu với Hoàng Trạch Dân không mấy hiệu quả, Lý Tiểu Long bắt đầu suy nghĩ về bản thân. Ông muốn sáng tạo ra một nghệ thuật tư tưởng võ học mới. Đó chính là cơ sở sau này cho môn võ Tiệt quyền đạo (Jeet Kune Do), "Nghệ thuật chiến đấu bằng cách chặn đứng đòn tấn công của đối phương" đã được ra đời.
Ông đã từng vật lộn với việc đặt tên cho nghệ thuật của mình khi ông liên tục tránh xa bất kỳ kiểu kết tinh nào và do đó hạn chế bản chất của nó, tuy nhiên, nhu cầu đơn giản để đề cập đến nó theo một cách cụ thể nào đó đã chiến thắng và cái tên Tiệt quyền đạo ra đời. Tên của môn võ này chữ Hán là 截拳道 (Tiệt quyền đạo). "Tiệt" có nghĩa là "cắt đứt" hay "một đoạn". Ý nghĩa này theo Lý Tiểu Long là vì môn võ khi đánh cắt đứt đường quyền của đối thủ, trước khi đối thủ có thì giờ phản ứng. Tiệt quyền đạo (nghĩa là "con đường của cách đánh chặn nắm đấm") là một môn võ bao gồm đòn thế của nhiều môn phái như quyền Anh của Anh, Muay Thái của Thái Lan, Judo của Nhật Bản, Jujitsu của Nhật Bản, Aikido của Nhật Bản, Karate của Nhật Bản, Escrima của Philippines, Savate của Pháp, Taekwondo của Hàn Quốc, Hapkido của Hàn Quốc, Catch Wrestling của Anh, võ Trung Hoa - Hồng Gia Quyền, Vịnh Xuân Quyền, Thái Cực Quyền, Đường Lang Quyền, Nam Quyền,... trong đó đặc biệt nhấn mạnh các kỹ thuật của Vịnh Xuân Quyền (như bài Mộc nhân thung cải cách) được Lý Tiểu Long gọi chung là Kungfu. Quan trọng hơn bộ tấn và cách di chuyển của Tiệt quyền đạo được lấy từ môn Đấu kiếm của phương Tây. Tiệt quyền đạo còn là sự kết hợp tài tình giữa nghệ thuật khiêu vũ cha-cha-cha của châu Mỹ và tinh hoa võ học của châu Á. Ông là người đã sáng tạo ra một hình thái cơ thể hoàn toàn mới, một kết hợp độc đáo giữa nghệ thuật và võ thuật, tiền thân của Võ tổng hợp (MMA) ngày nay.
Lý Tiểu Long tin rằng, "võ sĩ giỏi nhất không phải là võ sĩ quyền anh, karate hay judo. Võ sĩ giỏi nhất là người có thể thích nghi với mọi môn phái, tự áp dụng môn phái riêng của bản thân và không tuân theo bất cứ hệ thống môn phái nào". Năm 2004, Chủ tịch UFC Dana White gọi Lý Tiểu Long là "cha đẻ của võ thuật tổng hợp (MMA)". Dana White nói rằng: "Hãy nhìn vào cách ông ấy tập luyện, cách ông ấy ra đòn, những gì ông ấy viết. Với Lý Tiểu Long, môn phái hoàn hảo là chẳng có môn phái nào cả. Bạn học được từ mỗi thứ một chút. Kết hợp những điểm mạnh của nhiều môn phái khác nhau và rồi có thể đánh bại tất cả đối thủ."
Ngày 1 tháng 2 năm 1965, Lý Quốc Hào (Brandon Lee) con trai duy nhất của ông và Linda Lee chào đời tại Oakland, California. Cái tên "Quốc Hào" được Lý Tiểu Long đặt cho con trai ông để biểu thị rằng con trai của ông sẽ là niềm tự hào của đất nước.
Sau đó khoảng 1 tuần, ngày 8 tháng 2 năm 1965, cha Lý Tiểu Long qua đời tại Hồng Kông thuộc Anh và Lý Tiểu Long đã trở về Hồng Kông dự đám tang cha (nhưng không kịp). Theo phong tục cổ, người con coi là bất hiếu nếu vắng mặt khi cha mất, vì vậy Lý Tiểu Long đã quỳ gối suốt từ cửa tới bình đựng tro hỏa táng của cha mà khóc.
Tháng 5 năm 1965 Lý Tiểu Long sử dụng số tiền còn lại từ bộ phim đang quay dang dở là Những màn biểu diễn của Lý Tiểu Long (Demonstrations of Bruce Lee) để bay trở lại Mỹ đưa Linda Lee và Lý Quốc Hào quay lại Hồng Kông thuộc Anh để giải quyết gia sản của người cha để lại (sau này người em ruột của Lý Tiểu Long là Lý Chấn Huy thông qua phim "Bruce Lee, My Brother 2010" để kể lại rằng gia đình của Lý Tiểu Long từng chia làm hai phe tranh chấp tài sản với nhau). Trong khi ở Hồng Kông, Lý Tiểu Long đưa Lý Quốc Hào đến gặp danh sư Diệp Vấn. Đến tháng 9 năm 1965 ông cùng vợ và con quay trở lại Seattle, Mỹ.
Sau đó Lý Tiểu Long đã có một buổi phỏng vấn trên truyền hình Mỹ vào tháng 10 năm 1965. Tại buổn phỏng vấn này, ông từng nói rằng:
"Hãy sống như là Nước. Bởi vì khi cho Nước vào cốc, Nước sẽ là cốc. Khi cho Nước vào chai, Nước sẽ thành chai. Khi cho Nước vào lọ, Nước sẽ thành lọ. Nước có thể chảy từng giọt. Nước có thể chảy thành dòng. Nước có thể Phá hủy"
Sau đó ông tuyên bố rằng kung fu của ông là võ của Trung Quốc, là loại võ tổ tiên của Karate và Jujitsu. Ngoài việc chỉ ra giới hạn của Karate và Jujitsu, Lý Tiểu Long còn biểu diễn vài đường quyền của ông tại buổi phỏng vấn trên truyền hình Mỹ vào tháng 10 năm 1965 này. Việc này khiến cho nhiều võ sư ở khắp nơi đều muốn tìm Lý Tiểu Long để tỷ võ.

## Chế độ luyện tập
Lý Tiểu Long nổi tiếng với thể chất mạnh mẽ được tạo phát triển nhờ chế độ luyện tập chuyên nghiệp của ông. Sau trận đấu với Hoàng Trạch Dân vào năm 1965, Lý Tiểu Long đã thay đổi cách tiếp cận đối với việc luyện võ. Lý Tiểu Long cảm thấy rằng rất nhiều võ sư đã không dành đủ thời gian cho thể chất – bao gồm các yếu tố: sức mạnh cơ bắp, khả năng chịu đựng của cơ bắp, hệ thống tim mạch và tính linh hoạt. Ông đã theo phương pháp thể hình truyền thống để xây dựng những cơ bắp đồ sộ và toàn diện.
Chương trình tập luyện Weight training mà Lý Tiểu Long sử dụng trong thời gian lưu trú tại Hồng Kông thuộc Anh năm 1965 nhấn mạnh vào cánh tay. Tại thời điểm đó, Lý Tiểu Long tập biceps curl (bó cơ tay trước) có trọng lượng 70 đến 80 lb tương đương 32 đến 36 kg mỗi tay 3 hiệp 8 lần, cùng với các bài tập khác, chẳng hạn như squat (gánh tạ), push-up (chống đẩy), reverse curl (chống đẩy đảo ngược), concentration curl (nông độ cơ bắp), French presse (tập tạ kiếu Pháp), wrist curls (sức mạnh cổ tay) và reverse wrist curl (trồng cây chuối), Lý Tiểu Long thực hiện từ 6 đến 12 lần mỗi hiệp. lý Tiểu Long luôn luôn thử nghiệm với các bài tập hàng ngày để tối đa hóa thể chất của mình và đẩy cơ thể vượt qua giới hạn của nó. Ông sử dụng nhiều bài tập khác nhau, bao gồm cả nhảy dây.
Lý Tiểu Long tin rằng các cơ bụng là một trong những nhóm cơ quan trọng nhất đối với một võ sư, bởi hầu như tất cả các chuyển động đều đòi hỏi một mức độ nào đó nhóm cơ này. Mito Uyehara nhớ lại rằng: 
"Bruce Lee luôn luôn cảm thấy rằng nếu phần bụng của bạn không được phát triển, thì việc đánh đấm không phải là chuyện của bạn".
Theo Linda Lee (vợ của Lý Tiểu Long), ngay cả khi không tập luyện, Lý Tiểu Long thường xuyên sẽ thực hiện các bài tập gập bụng liên tục và các bài tập bụng khác suốt cả ngày khi ở nhà, chẳng hạn như trong quá trình xem truyền hình. Bà cho biết Lý Tiểu Long:
"Bruce (Tiểu Long) phát cuồng về những bài tập cơ bụng. Ông ấy luôn luôn thực hiện đứng lên, ngồi xuống, dậm chân tại chỗ, nâng cơ bụng và gia tăng thể lực."
Lý Tiểu Long tập từ 7 giờ sáng đến 9 giờ sáng, bao gồm các bài tập bụng, rèn luyện tính linh hoạt và chạy. Từ 11 đến 12 giờ ông thường tập cử tạ và đạp xe. Một bài tập điển hình của ông là chạy 2 – 6 dặm (3.6 – 9.6 km) từ 15 – 45 phút, khi chạy ông thay đổi tốc độ trong 3 – 5 phút. sẽ đạp xe tương đương với 10 dặm (khoảng 16 km) trong 45 phút bằng xe đạp của phòng tập. Ông thỉnh thoảng thực hiện với nhảy dây 800 lần sau khi đi đạp xe. Sau đó lại thực hiện bài tập để tôi luyện nắm đấm của mình, bao gồm đấm mạnh vào xô đá thô và sỏi 500 lần vào những ngày tập luyện.

## Sự nghiệp điện ảnh

### Diễn viên trong phim truyền hìnhThe Green Hornet(Thanh Phong Hiệp) (1966 - 1967)

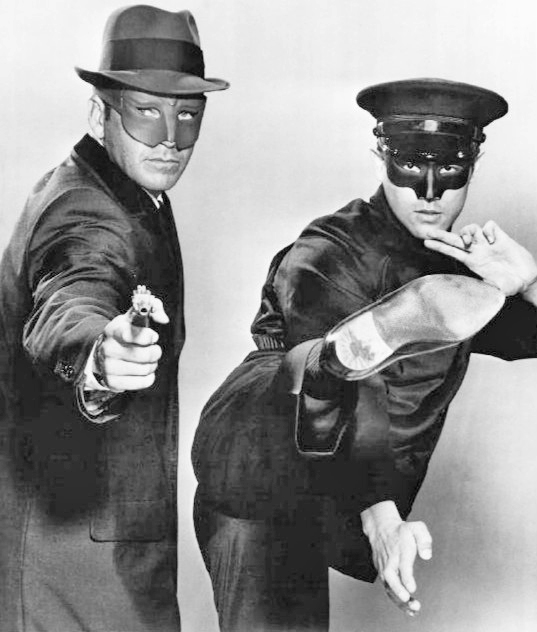
Một bức ảnh công khai của Van Williams (bên trái) và Lý Tiểu Long (bên phải) trong bộ phim The Green Hornet (Thanh Phong Hiệp) (1966 - 1967)

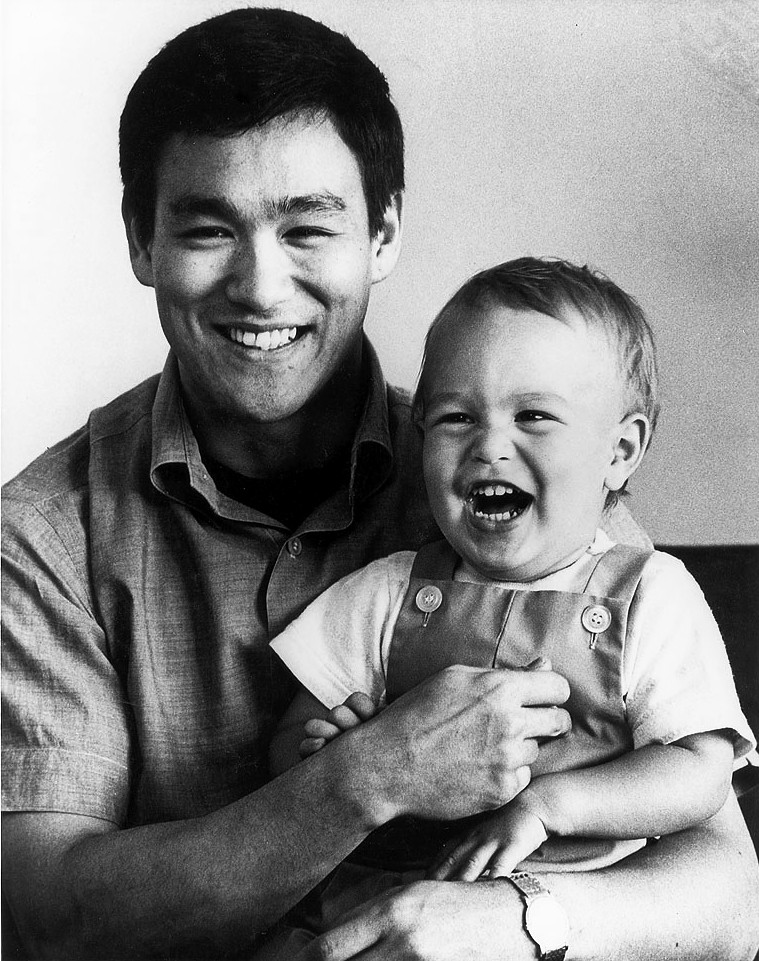
Lý Tiểu Long (bên trái) cùng con trai là Lý Quốc Hào (bên phải) năm 1966

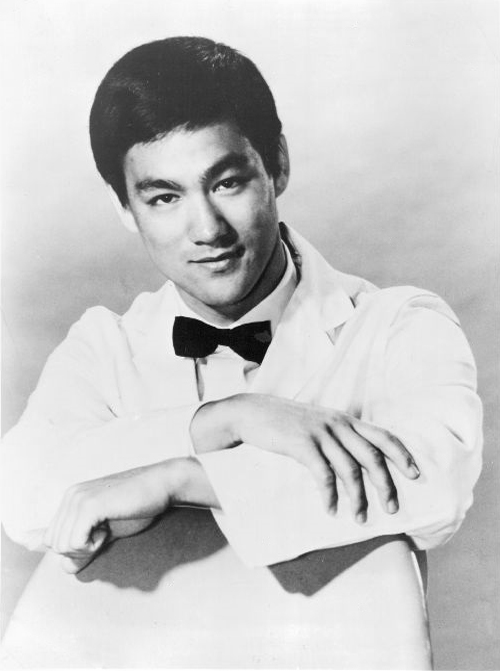
Hình ảnh Lý Tiểu Long trong vai Kato được chụp vào tháng 8 năm 1967 trong bộ phim The Green Hornet (Thanh Phong Hiệp) (1966 - 1967)

Năm 1966, Lý Tiểu Long cùng gia đình dời đến Los Angeles sống trong một căn hộ tại Wilshire, Westwood. Đây là nơi ông làm việc cho phim truyền hình Mỹ gọi là The Green Hornet trong vai Kato. Bộ phim The Green Hornet bắt đầu được quay và Lý Tiểu Long được trả $400 cho mỗi phần. Nội dung bộ phim kể về hai nhân vật đeo mặt nạ đen gọi là The Green Hornet hành hiệp trượng nghĩa, chuyên đi bắt tội phạm trước khi cảnh sát Mỹ ra tay, giúp các cảnh sát Mỹ phá nhiều vụ án khó.
Đoàn phim Hollywood từng cười nhạo Lý Tiểu Long khi đó. Không phải diễn xuất của Lý Tiểu Long tệ – chỉ là do ông di chuyển quá nhanh so với tốc độ lia máy của đoàn phim Hollywood, Mỹ. Sau khi ông thực hiện một cảnh quay, không ai có thể nhìn thấy những động tác mà Lý Tiểu Long thực hiện, dẫn đến tiếng cười chế giễu từ các diễn viên Mỹ và đoàn làm phim Mỹ, Lý Tiểu Long sau đó đã bước vào phòng thay đồ với một tâm trạng rất tồi tệ. Sau đó, ông đã tự sửa đổi bằng cách thực hiện chậm lại.
Nhờ đưa Tiệt quyền đạo lên phim, Lý Tiểu Long bắt đầu để lại dấu ấn trong bộ phim truyền hình Mỹ 26 tập The Green Hornet (tên tiếng Hoa là Thanh Phong Hiệp) này và được trả một khoản thù lao 1800$ sau khi bộ phim phát sóng. Bộ phim được phát sóng từ ngày 9 tháng 9 năm 1966 đến ngày 17 tháng 3 năm 1967.
Thời gian này trong năm 1966, Lý Tiểu Long bắt đầu viết sách "Phương pháp chiến đấu của Lý Tiểu Long" (Bruce Lee's Fighting Method). Đây là một cuốn sách gồm nhiều tập về khả năng võ thuật của Lý Tiểu Long trong việc luyện Tiệt quyền đạo. Văn bản mô tả các kỹ thuật chiến đấu, triết lý và phương pháp huấn luyện kung fu của Lý Tiểu Long. Mitoshi Uyehara, người sáng lập và chủ sở hữu Tạp chí Đai đen (Black Belt Magazine), dần dần trở thành bạn của Lý Tiểu Long, do Lý Tiểu Long đã đóng góp nhiều bài báo cho ấn phẩm trong suốt những năm 1960. Mitoshi Uyehara, một võ sư theo đúng nghĩa của mình, là nhân vật chủ chốt trong việc sắp xếp tài liệu của Lý Tiểu Long để xuất bản. Tuy nhiên, Lý Tiểu Long quyết định không xuất bản tác phẩm này vì ông sợ rằng những người hướng dẫn sẽ sử dụng kiến thức chiến đấu trong văn bản này để quảng cáo cho họ (sau khi Lý Tiểu Long qua đời, người vợ của ông là Linda Lee đã nhờ Mitoshi Uyehara giúp đỡ trong việc xuất bản sách "Phương pháp chiến đấu của Lý Tiểu Long" này vào năm 1978).

### Làm khách mời trong hai bộ phim truyền hìnhBatman (1966 - 1968)vàIronside (1967 - 1975)
Từ ngày 9 tháng 9 cùng năm, bộ phim The Green Hornet trở nên rất ăn khách và Lý Tiểu Long được chương trình truyền hình Where the Action Is của Mỹ mời làm khách mời tham dự cùng năm 1966 để quảng bá cho vai Kato trong bộ phim The Green Hornet.
Tuy nhiên bộ phim vấp phải vấn đề hình ảnh vì hai nhân vật The Green Hornet đeo mặt nạ đen và hành hiệp trượng nghĩa giống với hai nhân vật Batman và Robin trong phim truyền hình Mỹ Batman (1966 - 1968) phát sóng cùng lúc tại Mỹ. Thực tế hai nhân vật The Green Hornet khiến khán giả Mỹ yêu thích hơn cả Batman và Robin. Sau đó phim truyền hình Mỹ Batman (1966 - 1968) mời Lý Tiểu Long và Van Williams (vai The Green Hornet) cùng tham gia vào ba tập phim đặc biệt của mình là các tập 41 "The Spell of Tut" (phát sóng ngày 28 tháng 9 năm 1966), tập 51 "A Piece of the Action" (phát sóng ngày 1 tháng 3 năm 1967) và tập 52 "Batman's Satisfaction" (phát sóng ngày 2 tháng 3 năm 1967) để kéo lại doanh thu phòng vé cho Batman (1966 - 1968).
Đầu năm 1967 võ sư Jhoon Rhee người Hàn Quốc (học trò của Lý Tiểu Long) đã mời Lý Tiểu Long đến Washington, D.C. tham dự Giải vô địch Karate toàn quốc (National Karate Championship). Tại giải này, Lý Tiểu Long đã gặp võ sư Joe Lewis tại khách sạn Mayflower, cả hai đều là khách mời của giải này. Joe Lewis đang cố giành phần thắng trong giải đấu còn Lý Tiểu Long khi đó đang có sự xuất hiện đặc biệt với vai Kato. Lý Tiểu Long từng gặp Chuck Norris tại New York, nay gặp lại Chuck Norris tại giải đấu này. Chuck Norris đấu với Joe Lewis và giành phần thắng. Tuy nhiên Victor Moore đã đánh bại Chuck Norris để trở thành nhà vô đich của giải đấu. Sau khi trận chung kết kết thúc, Lý Tiểu Long được mời lên biểu diễn Tiệt quyền đạo của ông cho mọi người xem. Lý Tiểu Long đã dùng Tiệt quyền đạo với Victor Moore và nhanh chóng hạ gục Victor Moore. Victor Moore phải lắc đầu bái phục Lý Tiểu Long. Đây cũng là lý do truyền thông Mỹ phong tặng Lý Tiểu Long là một trong những người tạo nên cách mạng trong thế giới võ thuật. Giải thưởng đánh giá cao (Appreciation Award) đã được trao cho Lý Tiểu Long tại giải Karate này.
Tháng 2 cùng năm 1967 Lý Tiểu Long mở "Chấn Phiên Võ Quán" thứ ba của ông tại đường 628 College, khu phố Tàu (Chinatown) của thành phố Los Angeles, Mỹ. Nơi đây từng được lên phim truyền hình The Green Hornet/Thanh Phong Hiệp (1966 - 1967) của Lý Tiểu Long. Võ sư Dan Inosanto người Philippines (người từng dạy cho Lý Tiểu Long cách dùng côn nhị khúc) trợ giúp Lý Tiểu Long như một phụ tá hướng dẫn. Lý Tiểu Long thực sự yêu thích xe hơi, khi còn đang dạy võ ở Mỹ, ông đã mua một chiếc Chevrolet Nova (chiếc xe có nhãn dán ở cửa sổ phía sau với dòng chữ Chiếc xe này được bảo vệ bởi Green Hornet). Một người bạn thỉnh thoảng cho Lý Tiểu Long lái chiếc siêu xe Shelby Cobra, nhưng thứ ông thực sự muốn là chiếc xe thể thao mà người bạn thân nhất của ông ta là Steve McQueen sở hữu: một chiếc Porsche Targa. Khi mẹ của Lý Tiểu Long gửi cho ông số tiền kiếm được từ một căn hộ mà bà đã bán ở Hồng Kông, ông đã đi thẳng đến cửa hàng để mua chiếc Porsche Targa.
Lúc này Lý Tiểu Long đã kết bạn với võ sư Muhammad Ali. Nhờ đi xem những trận đấu boxing của Muhammad Ali và được Muhammad Ali truyền dạy thêm chiêu thức boxing, Lý Tiểu Long càng ngày càng hoàn thiện Tiệt quyền đạo của ông hơn.
Đến ngày 17 tháng 3 năm 1967, tập 26 của phim The Green Hornet (Thanh Phong Hiệp) được trình chiếu. Bộ phim sau đó được nói rằng phải bỏ dở vì Lý Tiểu Long, nhân vật phụ, trở nên nổi tiếng còn hơn cả nam chính Van Williams của phim. Tuy nhiên có một số ý kiến cho rằng vì Hollywood muốn phim truyền hình Batman (1966 - 1968) "được sống" nên mới không cho quay tiếp phần 2 của The Green Hornet.
Võ sư Ed Parker một lần nữa tổ chức Giải vô địch karate quốc tế Long Beach (Long Beach International Karate Championships) tại Long Beach, California trong năm 1967. Lý Tiểu Long được Ed Parker mời đến tham dự giải đấu. Ông gặp lại võ sư Chuck Norris và Joe Lewis tại giải đấu lần này. Đoạn phim năm 1967 đã được giữ nguyên ở chất lượng cao hơn đoạn phim năm 1964 trước đó. Kỳ này Joe Lewis và Chuck Norris lần lượt ra thử đòn của Lý Tiểu Long. Lý Tiểu Long đã thể hiện tốc độ thần tốc của mình, tung ra những đòn chớp mắt trước khi đối thủ kịp cản phá. Lý Tiểu Long sau đó thực hiện Vịnh Xuân Quyền khi bị bịt mắt, thăm dò điểm yếu của đối thủ trong khi ghi điểm bằng những cú đấm và hạ gục các đối thủ. Sau đó, Lý Tiểu Long thực hiện cú đấm một inch vào một số tình nguyện viên (trong đó có Joe Lewis và Chuck Norris). Đáng chú ý nhất là sau đó Lý Tiểu Long đã tham gia vào một trận đấu toàn diện với đối tác đấu kiếm Nghiêm Kính Hải (James Yimm Lee), cả hai đều đội mũ trùm đầu bằng da. Có thể thấy Lý Tiểu Long đang thực hiện khái niệm Tiệt quyền đạo của mình về chuyển động tiết kiệm, sử dụng động tác chân từng được võ sư Muhammad Ali truyền dạy để tránh xa phạm vi trong khi phản công bằng những cú đấm sau lưng và những cú đấm thẳng. Lý Tiểu Long cũng ngăn chặn các cuộc tấn công của Nghiêm Kính Hải bằng những cú đá bên hông và nhanh chóng thực hiện một số pha quét và đá đầu. Đối thủ không bao giờ có thể kết nối với một cú đánh sạch, nhưng một khi đã có thể áp sát bằng một cú đá xoáy. Đoạn phim đánh nhau đã được tạp chí Black Belt đánh giá vào năm 1995, kết luận rằng: "hành động trong buổi biểu diễn này diễn ra nhanh và dữ dội như bất cứ thứ gì trong phim của Lý Tiểu Long".
Ngoài ra, từ năm 1967, Lý Tiểu Long còn dạy võ với mức lương tới 250$ mỗi giờ cho những người nổi tiếng như Steve McQueen, James Coburn, James Garner, Lee Marvin, Roman Polanski và Kareem Abdul-Jabbar. Chuck Norris và Sharon Tate thì đến võ quán của Lý Tiểu Long tại Oakland, California để học Tiệt quyền đạo của ông.
Sau đó Lý Tiểu Long còn được mời đóng vai khách mời trong tập 7 "Tagged for Murder" của phim truyền hình Mỹ Ironside (1967 - 1975). Tập phim này phát sóng vào ngày 26 tháng 10 năm 1967.
Đầu năm 1968, Lý Tiểu Long được mời làm Giám khảo khách mời (Guest Judge) tại Giải vô địch Karate toàn quốc (National Karate Championship) tại Washington, D.C.. Cuối giải đấu, Lý Tiểu Long được nhận Giải giám khảo khách mời (Guest Judge Award) nhờ những phán quyết công tâm của ông suốt giải đấu

### Bắt đầu đạo diễn kịch bản và chỉ đạo võ thuật

#### Đạo diễn kịch bản cho phimThe Wrecking Crew (1968)
Trong năm 1968, Lý Tiểu Long bắt đầu làm đạo diễn kịch bản cho phim Mỹ The Wrecking Crew (1968). Ông còn tham gia chỉ đạo võ thuật trong phim. Lý Tiểu Long nhận xét rằng ông "đã cố gắng dạy Dean Martin (người đóng vai nam chính trong phim) cách đá nhưng anh ấy quá lười biếng và quá vụng về" và họ chủ yếu phải dựa vào Mike Stone đóng thế. Lý Tiểu Long còn nói rằng nữ diễn viên Sharon Tate và nữ diễn viên Nancy Kwan (nữ diễn viên người Trung Quốc-Mỹ) giỏi hơn, "họ làm những công việc phụ khá tốt mà tôi chỉ cần dạy họ ở mức tối thiểu". Lý Tiểu Long chia sẻ thêm rằng nữ diễn viên Nancy Kwan đã tiếp cận ông, muốn ông trở thành giáo viên dạy riêng dài hạn của cô ấy nhưng Lý Tiểu Long đã nói với cô ấy rằng cô ấy sẽ không đủ khả năng chi trả cho ông.
Phim The Wrecking Crew (1968) mang lại doanh số phòng vé khá cao cho Hollywood từ khi công chiếu vào ngày 25 tháng 12 năm 1968 vì những màn võ thuật trong phim rất chân thật. Tại Mỹ và Canada, phim có doanh thu 2,4 triệu đô la.

#### Làm khách mời trong hai phim truyền hìnhBlondie (1968 - 1969)vàHere Come the Brides (1968 - 1970)
Đầu năm 1969, Lý Tiểu Long được mời làm Khách mời đặc biệt (Special Guest) tại Giải vô địch Karate toàn quốc (National Karate Championship) tại Washington, D.C.. Cuối giải đấu, Lý Tiểu Long lên võ đài biểu diễn Tiệt quyền đạo với võ sư Chuck Norris. Buổi biểu diễn rất đặc sắc khi Lý Tiểu Long phá được mọi chiêu thức karate của Chuck Norris. Lý Tiểu Long được nhận Giải khách mời đặc biệt (Special Guest Award) trong giải đấu này.
Sau đó, Lý Tiểu Long được mời vào vai thầy dạy võ Karate (vai khách mời) trong tập 13 "Pick on a Bully Your Own Size" của phim truyền hình Mỹ Blondie (1968 - 1969). Tập phim này phát sóng vào ngày 9 tháng 1 năm 1969.
Lý Tiểu Long lại vào vai khách mời trong tập 25 "Marriage Chinese Style" của phim truyền hình Mỹ Here Come the Brides (1968 - 1970). Tập phim này phát sóng vào ngày 9 tháng 4 năm 1969.
Ngày 19 tháng 4 năm 1969 con gái Lý Hương Ngưng (Shannon Lee) của Lý Tiểu Long và Linda Lee cất tiếng khóc chào đời.

#### Đạo diễn kịch bản và diễn xuất trong phimMarlowe (1969)
Lý Tiểu Long tập tiếp tục làm đạo diễn kịch bản cho phim Mỹ Marlowe (1969). Trong phim này, Lý Tiểu Long vừa làm đạo diễn kịch bản, vừa đóng vai phụ trong phim. Vai của Lý Tiểu Long trong phim là Winslow Wong - một nhân vật phản diện, dùng tiền ép nam chính Philip Marlowe (do James Garner thủ vai) làm chuyện xấu cho mình. Sau đó Philip Marlowe dùng mưu khiến nhân vật của Lý Tiểu Long bị rơi từ sân thượng tòa nhà xuống đất tử vong. Phim đạt doanh số phòng vé cao từ khi công chiếu vào ngày 19 tháng 9 năm 1969 vì sự nổi bật từ vai phụ của Lý Tiểu Long, đặc biệt là sức mạnh của Tiệt quyền đạo được Lý Tiểu Long thể hiện. Ở châu Âu, phim đã bán được 375.668 vé ở Tây Ban Nha và 120.408 vé ở Pháp, trong tổng số 496.076 vé được bán ở Tây Ban Nha và Pháp.

#### Đạo diễn kịch bản cho phimA Walk in the Spring Rain (1970)
Mùa xuân năm 1970, Lý Tiểu Long được mời về Hồng Kông thuộc Anh tham gia chương trình truyền hình Enjoy Yourself Tonight (歡樂今宵). Lý Tiểu Long và con trai Lý Quốc Hào 5 tuổi bay về Hồng Kông trong sự chào đón của khán giả hâm mộ bộ phim The Green Hornet (Thanh Phong Hiệp). Lý Tiểu Long đã biểu diễn Tiệt quyền đạo trên sóng truyền hình Hồng Kông, dùng Thốn quyền đấm vỡ miếng gỗ trên sóng truyền hình Hồng Kông, khiến cho việc Lý Tiểu Long tự lập môn hộ riêng mình truyền đến võ quán Vịnh Xuân Quyền của Diệp Vấn. Diệp Vấn rất tức giận và kể từ đó cho đến khi qua đời, Diệp Vấn không bao giờ gặp mặt Lý Tiểu Long nữa. Sau khi xong chương trình, Lý Tiểu Long thăm gia đình rồi đưa Lý Quốc Hào bay về Mỹ.
Lý Tiểu Long lại được mời làm Khách mời danh dự (Guest of Honor) tại Giải vô địch Karate toàn quốc (National Karate Championship) tại Washington, D.C.. Cuối giải đấu, Lý Tiểu Long lên võ đài biểu diễn Tiệt quyền đạo với Chuck Norris. Kỳ này Chuck Norris cũng dùng Tiệt quyền đạo đã được dạy từ Lý Tiểu Long để đối phó lại Tiệt quyền đạo của Lý Tiểu Long. Tuy nhiên do Lý Tiểu Long ra đòn nhanh hơn nên mọi chiêu thức của Chuck Norris đều bị ông hóa giải. Lý Tiểu Long được nhận Giải khách mời danh dự (Honorable Guest Award) của giải đấu.
Sau đó cùng năm 1970, Lý Tiểu Long được một người bạn thân là nhà sản xuất Stirling Silliphant mời làm đạo diễn kịch bản cho phim Mỹ A Walk in the Spring Rain (1970). Ông cũng tham gia chỉ đạo võ thuật trong phim và ông cũng đưa Tiệt quyền đạo vào phim điện ảnh của Mỹ. Đặc biệt là cảnh đánh nhau giữa nhân vật chính Will Cade (do Anthony Quinn thủ vai) và con trai ông ấy trong phim, Lý Tiểu Long đích thân hướng dẫn cho họ từng động tác tấn công, phòng thủ theo phong cách Tiệt quyền đạo (ra đòn nhanh, dứt khoát, mạnh với chiêu thức đơn giản nhất).
Phim A Walk in the Spring Rain (1970) này tiếp tục mang lại doanh số phòng vé khá cao cho Hollywood từ khi công chiếu vào ngày 17 tháng 6 năm 1970 vì những màn võ thuật trong phim rất chân thật.

#### Lên kịch bản cho phim truyền hìnhKung Fuvà tranh cãi
Trong hồi ký của mình, vợ của Lý Tiểu Long, Linda Lee khẳng định rằng Lý Tiểu Long đã từng tạo ra ý tưởng, lên kịch bản cho phim truyền hình Kung Fu, sau đó kịch bản này đã bị Warner Bros đánh cắp (Theo Bruce Lee: Người đàn ông duy nhất tôi đã biết, trang 130–131).
Theo nhà viết tiểu sử Matthew Polly, Lý Tiểu Long không phải là người lên kịch bản cho phim truyền hình Kung Fu. Ed Spielman đã tạo ra nhân vật Kwai Chang Caine, và bộ phim mà Ed Spielman viết cùng Howard Friedlander vào năm 1969 là nguồn gốc của phi công và loạt phim tiếp theo.
Lần đầu tiên Ed Spielman viết một kịch bản về một samurai đi đến Trung Quốc và học kung fu. Khoảng năm 1967, Ed Spielman đã đưa nó cho cộng sự Howard Friedlander, người đề nghị biến Trung Quốc thành phương Tây; Ed Spielman sau đó quyết định biến nhân vật chính thành một nhà sư Thiếu Lâm nửa Mỹ nửa Trung Quốc. Năm 1969, Peter Lampack của William Morris đã đưa kịch bản này cho Fred Weintraub, vào thời điểm đó là giám đốc điều hành của Warner Brothers. Fred Weintraub nhận được kịch bản hoàn chỉnh vào ngày 30 tháng 4 năm 1970. Sau đó thông qua người bạn là Sy Weintraub), Fred Weintraub đã gặp Lý Tiểu Long và coi ông ấy là người lý tưởng cho vai diễn này nên đã cố gắng cùng ông ấy phát triển kịch bản với tư cách là diễn viên chính, nhưng đã bị Lý Tiểu Long từ chối. Howard Friedlander đổ lỗi cho sự xuất hiện của Richard D. Zanuck và David Brown với tư cách là giám đốc điều hành cấp cao của Warners Brothers khiến dự án phim bị hủy bỏ, bởi vì "sự đồng thuận chung là công chúng sẽ không sẵn sàng chấp nhận một anh hùng Trung Quốc"

#### Chấn thương năm 1970 và viết sáchĐạo của Tiệt quyền đạo
Trong năm 1970, khi 30 tuổi, Lý Tiểu Long bị chấn thương nặng ở dây thần kinh dưới cùng ở lưng dưới trong khi tập luyện cử tạ. Bác sĩ nói rằng ông không thể tiếp tục luyện võ được nữa. Ông được các bác sĩ chỉ định đeo nẹp lưng trong 6 tháng để hồi phục chấn thương. Đây là khoảng thời gian rất mệt mỏi và chán nản đối với Lý Tiểu Long, người luôn hoạt động thể chất rất tích cực. Tiền trở nên eo hẹp khi các vai diễn ở Hollywood tỏ ra khó kiếm, và vợ của ông là Linda Lee phải làm việc buổi tối tại một dịch vụ trả lời điện thoại để giúp gia đình ông thanh toán các hóa đơn.
Bác sĩ có nói với Linda Lee rằng cơ thể của Lý Tiểu Long không có chất béo, chỉ có cơ bắp, nhìn bề ngoài thì cơ thể của ông có năng lượng, nhưng thực chất sức khỏe bên trong không ổn, do cơ thể ông rất cần chất béo để giống với người khỏe mạnh bình thường.
Trong suốt những tháng ngày phục hồi sức khỏe, Lý Tiểu Long bắt đầu viết về phương pháp luyện tập của mình chứng nghiệm từ chính bản thân cho môn võ Tiệt quyền đạo. Tiền đề cho sách "Đạo của Tiệt quyền đạo" (Tao of Jeet Kune Do). Nhiều câu nói của Lý Tiểu Long trong sách này bắt nguồn từ những nghiên cứu của chính ông về các trường phái triết học và võ thuật khác nhau, và đôi khi là cách diễn giải những cách diễn đạt trước đó của những người khác mà ông đã viết ra để hướng dẫn riêng mình thành lời của chính mình.

#### Chỉ đạo võ thuật và diễn xuất trong phim truyền hìnhLongstreet (1971 - 1972)
Lý Tiểu Long phục hồi sức khỏe vào khoảng tháng 12 năm 1970 thì tiếp tục bắt tay vào công việc. Từ tháng 12 năm 1970 đến đầu năm 1971, Lý Tiểu Long vào vai phụ Li Tsung trong phim truyền hình Mỹ Longstreet (1971 - 1972). Nhân vật Li Stung này là một nhà buôn đồ cổ và chuyên gia Tiệt quyền đạo, người trở thành huấn luyện viên võ thuật của nhân vật chính Mike Longstreet (do James Franciscus thủ vai). Trong bộ phim, nữ chính Nikki Bell (do Marlyn Mason thủ vai) luôn gọi nhân vật Li Stung của Lý Tiểu Long một cách miệt thị là "Monkey" (Con Khỉ), do dáng dấp nhỏ bé của Lý Tiểu Long so với dàn diễn viên Mỹ trong bộ phim. Lý Tiểu Long đã đưa những quan điểm triết học vào bộ phim này.
Lý Tiểu Long chỉ xuất hiện trong 4 tập của bộ phim này, bao gồm tập 1 "The Way of the Intercepting Fist" (phát sóng vào ngày 16 tháng 9 năm 1971), tập 6 "Spell Legacy Like Death" (phát sóng vào ngày 21 tháng 10 năm 1971), tập 9 "Wednesday's Child" (phát sóng vào ngày 11 tháng 11 năm 1971) và tập 10 "I See, Said the Blind Man" (phát sóng vào ngày 18 tháng 11 năm 1971). Ngoài ra, Lý Tiểu Long còn kiêm thêm vai trò chỉ đạo võ thuật trong phim truyền hình Mỹ dài 23 tập này.
Bộ phim truyền hình này có doanh thu phòng vé khá cao nhờ những màn đấu võ của Lý Tiểu Long trong phim. Lý Tiểu Long từng tiết lộ trên truyền hình Mỹ rằng vai Li Tsung này là vai diễn mà ông thích nhất vào lúc đó, bởi tính cách nhân vật này giống y đúc tính cách của ông ở ngoài đời.
Cũng trong năm 1971, Lý Tiểu Long có ý định hoàn thành chuyên luận "Đạo của Tiệt quyền đạo" (Tao of Jeet Kune Do) mà ông đã bắt đầu trong thời gian ông dưỡng bệnh vào năm 1970. Tuy nhiên, sự nghiệp điện ảnh và công việc đã ngăn cản ông làm điều đó. Ông cũng do dự về việc xuất bản cuốn sách của mình vì ông cảm thấy rằng tác phẩm này có thể bị sử dụng sai mục đích. Mục đích của Lý Tiểu Long khi viết cuốn sách là ghi lại cách suy nghĩ của một người về võ thuật. Đó là một cuốn sách chỉ dẫn, không phải là một bộ dạy học hay sách ""Cách để"" ("How to") để học võ thuật (sau này vợ ông là Linda Lee cho phát hành sách "Đạo của Tiệt quyền đạo" trong tuyển tập sách "Những ký ức về Lý Tiểu Long" vào năm 1975 sau khi ông đã qua đời).

#### Dở dang khi lên kịch bản cho phimThe Silent Flute(Tiếng sáo vô thanh)
Lý Tiểu Long vẫn muốn phát triển các dự án phim và truyền hình ở Hollywood, nhưng Warner Brosthers miễn cưỡng chấp nhận dự án kịch bản truyền hình mà ông đã phát triển (cốt truyện tương tự, nhưng không giống với Kung Fu). Kịch bản phim này được gọi là kịch bản phim The Silent Flute (Tiếng sáo vô thanh). Ấn Độ được chọn là nơi để quay phim vì Warner Brothers không thể hồi hương tiền mà các bộ phim của họ đã tạo ra ở Ấn Độ do các quy định về ngoại hối. Kịch bản phim này được bật đèn xanh với điều kiện bộ phim phải được quay ở Ấn Độ để sử dụng số tiền chưa sử dụng trong tài khoản của Warner Brothers ở Ấn Độ.
Lý Tiểu Long hình dung bộ phim của mình là một lời giới thiệu thú vị về triết học phương Đông, cũng như võ thuật. Như ông đã viết trong lời tựa cho kịch bản:
"Câu chuyện minh họa một sự khác biệt lớn giữa tư duy phương Đông và phương Tây. Người phương Tây bình thường này sẽ bị thu hút bởi khả năng bắt ruồi bằng đũa của một người nào đó, và có lẽ sẽ nói rằng điều đó không liên quan gì đến việc anh ta chiến đấu giỏi như thế nào. Nhưng người phương Đông sẽ nhận ra rằng một người đàn ông đã đạt được sự tinh thông hoàn toàn về một nghệ thuật như vậy sẽ bộc lộ sự hiện diện của tâm trí anh ta trong mọi hành động... Sự tinh thông thực sự vượt qua bất kỳ nghệ thuật cụ thể nào."
Tháng 2 năm 1971, Lý Tiểu Long cùng James Coburn, Stirling Silliphant (hai học trò của Lý Tiểu Long) bay sang Ấn Độ để khảo sát những cảnh quay cho phim The Silent Flute (Tiếng sáo vô thanh). Họ mất một tháng trời tìm kiếm song miễn cưỡng để từ bỏ do James Coburn bỏ dở kế hoạch. Sau khi Lý Tiểu Long từ bỏ kịch bản phim này, kịch bản gốc đã được viết lại, thay thế một số cảnh bạo lực bằng các chủ đề hài hước. Kịch bản phim The Silent Flute (Tiếng sáo vô thanh) này sau đó được đổi tên thành Circle of Iron, được quay và được công chiếu vào ngày 1 tháng 5 năm 1978 tại Canada.
Trước những sự kiện gần đây, James Coburn đã đề nghị với Lý Tiểu Long rằng ông nên thử vận may của mình trong ngành công nghiệp điện ảnh Hồng Kông đang ngày càng phát triển. Chuyến du ngoạn này đã giúp cho Lý Tiểu Long có ý tưởng cho bộ phim Trò Chơi Tử Thần về sau.
Trong năm 1971 khi 31 tuổi Lý Tiểu Long kết thúc chuyến du ngoạn ngắn ngủi quay trở lại Hồng Kông để thu xếp cho mẹ là Hà Ái Du tới Mỹ để cùng chung sống với vợ chồng ông.

#### Việc quay phimĐường Sơn đại huynh (1971)ởThái LanvàHồng Kông
Trong thời điểm này ông đang là một siêu sao của phim The Green Hornet đã trở thành phim truyền hình ăn khách nhất ở Hồng Kông thuộc Anh. Được khuyến khích bởi sự quan tâm đến Hồng Kông, Lý Tiểu Long đã nhờ người bạn thời thơ ấu Unicorn Chan gửi sơ yếu lý lịch của ông cho công ty Shaw Brothers, công ty sản xuất phim lớn nhất Hồng Kông thuộc Anh. Họ đề nghị cho Lý Tiểu Long một hợp đồng dài hạn nhưng chỉ 2.000 đô la Mỹ cho mỗi bộ phim, Lý Tiểu Long đã từ chối. Một lời đề nghị khác bất ngờ xuất hiện từ Châu Văn Hoài (Raymond Chow), một nhà sản xuất phim đã rời công ty Shaw Brothers vào năm 1970 để thành lập một công ty mới tên là Gia Hòa Châu Văn Hoài, nhận thức được lời đề nghị bị từ chối từ Shaw Brothers, đã bị ấn tượng bởi các cuộc phỏng vấn của Lý Tiểu Long trên truyền hình và đài phát thanh Hồng Kông, cũng như sự tự tin của ông trong một cuộc điện thoại đường dài. Trong cuộc điện thoại đó, Lý Tiểu Long đã xác định bộ phim hành động hay nhất đang chiếu ở Hồng Kông thuộc Anh và đảm bảo với Châu Văn Hoài rằng ông có thể làm tốt hơn nữa. Sau đó Lý Tiểu Long quay lại Mỹ.
Vào tháng 6 năm 1971, Châu Văn Hoài đã cử một trong những nhà sản xuất của mình, Liu Liang-Hua (vợ của đạo diễn Lo Wei) đến Los Angeles để gặp và thương lượng với Lý Tiểu Long. Lý Tiểu Long sau đó đã ký hợp đồng quay hai phim cho công ty Gia Hòa với giá 15.000 đô la Mỹ (10.000 đô la cho Đường Sơn đại huynh 1971 và 5.000 đô la khi hoàn thành bộ phim thứ hai có tựa đề dự kiến là King of Chinese Boxers). Điều này giúp gia đình của Lý Tiểu Long bớt lo lắng về tài chính và cho phép vợ ông là Linda Lee nghỉ việc làm thêm.
Lý Tiểu Long đã dừng việc dạy võ cho những người nổi tiếng như Steve McQueen, James Coburn, James Garner, Lee Marvin, Roman Polanski và Kareem Abdul-Jabbar trong năm 1971. Sau đó ông để vợ con ở Mỹ rồi bay sang Hồng Kông thuộc Anh để làm việc cho hãng phim Gia Hòa của Châu Văn Hoài.
Lý Tiểu Long được hãng phim Gia Hòa cấp một căn hộ với đồ đạc có sẵn ở đường số 2 Man Wan - Cửu Long, Hồng Kông thuộc Anh. Với kinh nghiệm diễn xuất 25 phim điện ảnh Hồng Kông lúc nhỏ, diễn xuất 6 bộ phim truyền hình Mỹ lúc trưởng thành, diễn xuất 1 phim điện ảnh Mỹ lúc nổi tiếng, làm đạo diễn kịch bản cho 3 phim điện ảnh Mỹ và 1 phim truyền hình Mỹ, làm chỉ đạo võ thuật cho 2 phim điện ảnh Mỹ và 1 bộ phim truyền hình Mỹ, Lý Tiểu Long đã đủ sức thuyết phục được đoàn phim của Châu Văn Hoài cho ông làm chỉ đạo võ thuật, đạo diễn kịch bản trong phim Đường Sơn đại huynh (1971). Châu Văn Hoài yêu cầu Lý Tiểu Long bay đến Thái Lan bằng máy bay do công ty sắp xếp nhưng ông từ chối, ông ở lại Hồng Kông 5 ngày để gặp mặt các thành viên trong đoàn phim rồi mới bay cùng chuyến với đoàn phim cùng sang Thái Lan.
Nguyên Hoa, trợ lý của Lý Tiểu Long suốt 3 năm liền (người sau này cũng trở thành một diễn viên nổi tiếng từng tham gia trong các phim Tinh Võ Môn, Long tranh hổ đấu và Tuyệt đỉnh Kungfu đóng cùng Châu Tinh Trì) đã đi cùng Lý Tiểu Long. Sau đó Nguyên Hoa kết hôn và vợ mới của Nguyên Hoa cũng đi cùng. Lâm Chánh Anh (19 tuổi) lúc này cũng bắt đầu làm việc cho Lý Tiểu Long và cùng chỉ đạo võ thuật cho những bộ phim của Lý Tiểu Long như Đường Sơn đại huynh, Tinh Võ Môn, Long Tranh Hổ Đấu, Mãnh Long quá giang, Trò Chơi Tử Thần. Nữ diễn viên Y Y cũng đi theo Lý Tiểu Long quay phim Đường Sơn đại huynh này.
Ngày 22 tháng 7 năm 1971, đoàn phim bắt đầu bấm máy Đường Sơn đại huynh tại một vùng thị trấn nhỏ Pak Chong hẻo lánh của Thái Lan, điều kiện sinh hoạt khó khăn. Khi Lý Tiểu Long đến Pak Chong, các công ty điện ảnh đối thủ đã cố gắng hết sức để lôi kéo ông ra khỏi công ty Gia Hòa, bao gồm cả công ty Shaw Brothers, với một lời đề nghị mới và cải tiến hơn. Một nhà sản xuất phim từ Đài Loan bảo Lý Tiểu Long xé hợp đồng và hứa sẽ lo liệu mọi vụ kiện. Tuy nhiên Lý Tiểu Long là một người giữ lời hứa, không có ý định xem xét các lời đề nghị đó, mặc dù điều đó đã gây thêm căng thẳng cho phim trường. Nhân vật của Lý Tiểu Long trong phim là một nhân vật có thật Trịnh Triều An, là người nhà Thanh, Trung Quốc sang Thái Lan, giúp đỡ người nhà Thanh ở đất Thái chống lại bọn cường quyền xấu xa.
Phim đang được quay suôn sẻ bởi đạo diễn Wu Chia Hsiang trong vài ngày đầu thì đạo diễn Lo Wei (chồng của nhà sản xuất Liu Liang-hua) được công ty Gia Hòa thay vào. Lý Tiểu Long từng viết thư gửi cho vợ ông với nội dung miêu tả Lo Wei là "người tình nổi tiếng" và là "một người tầm thường khác với khí chất vượt trội gần như không thể chịu nổi". Đạo diễn Lo Wei từng không hài lòng với kịch bản gốc và viết lại nó mà Lý Tiểu Long không hề hay biết.
Khi đó nhóm diễn viên Hồng Kông theo đoàn phim là Lâm Chánh Anh (19 tuổi, vai Ah Yen trong phim Đường Sơn đại huynh), Trần Hội Nghị (vai Ah Pei trong phim Đường Sơn đại huynh) và Peter Chan Lung (vai tên tay sai và người gác cổng của Hsiao Mi trong phim Đường Sơn đại huynh) không có ấn tượng gì với Lý Tiểu Long và cho rằng võ công của Lý Tiểu Long chỉ là hư danh. Nhóm này cử ra thanh niên Lâm Chánh Anh đến thách đấu với Lý Tiểu Long trong một khách sạn tại Thái Lan. Lúc đó Lâm Chánh Anh cũng không tin rằng Lý Tiểu Long mạnh như lời đồn. Lâm Chánh Anh đặt một chiếc gối trước ngực, Lý Tiểu Long đá cả Lâm Chánh Anh và chiếc gối bay vào trong phòng. Đến lúc này, Lâm Chánh Anh, Trần Hội Nghị và Peter Chan Lung mới thay đổi suy nghĩ ban đầu về Lý Tiểu Long. Lý Tiểu Long rất ấn tượng với cá tính của Lâm Chánh Anh và ngay sau đó viết thư mời Lâm Chánh Anh trở thành phụ tá riêng cho mình.
Một đêm nọ, việc quay cảnh đánh nhau lớn trong ngôi nhà băng phải dừng lại trong một giờ vì Lý Tiểu Long làm mất kính áp tròng, và hàng chục người đang bó tay tìm kiếm nó giữa hàng ngàn mảnh băng vụn. Cuối cùng thì Lý Tiểu Long cũng tự mình tìm thấy nó, khiến đạo diễn Lo Wei tự hỏi liệu có phải ông đã để nó trong túi từ lâu và cố tình gây rối hay không.
Lúc đó Lâm Chánh Anh còn trẻ nên rất nóng tính và thường xuyên đánh nhau. Trong quá trình quay phim "Đường Sơn đại huynh" ở Thái Lan, Lâm Chánh Anh bị cảnh sát Thái Lan bắt giữ do đánh nhau với người Thái Lan bản địa, và Lý Tiểu Long đã phải bảo lãnh Lâm Chánh Anh ra khỏi nhà tù của Thái Lan. Mặc dù không được đi học nhiều, nhưng Lâm Chánh Anh có những cuộc bàn luận sôi nổi với Lý Tiểu Long về võ thuật và Lý Tiểu Long rất thích điều này..
Thời gian này trên phim trường, Lý Tiểu Long đã có sự tương tác võ thuật rộng rãi với một số diễn viên đóng thế người Thái Lan (một trong số họ là cựu vô địch hạng bantamweight Muay Thái), và trao đổi thông tin cũng như kỹ năng với họ giữa các lần tỷ võ. Lý Tiểu Long được cho là không mấy ấn tượng và gọi những cú đá Muay Thái của họ là "telegraphed". Thực tế Lý Tiểu Long thích những cú đá Taekwondo hơn và luôn đưa những cú đá của Taekwondo lên phim.
Sau vài ngày quay phim đầu tiên đầy biến cố và đôi khi hỗn loạn ở Pak Chong, đến đầu tháng 8 năm 1971, quá trình quay phim đã tăng tốc và tiến triển tốt. Lý Tiểu Long và Lo Wei đã hợp tác, nhưng họ vẫn xung đột trong một số cảnh phim Lý Tiểu Long cũng do dự khi đồng ý với ý tưởng quay những cảnh mạo hiểm của Lo Wei.
Phim còn có 1 cảnh nóng giữa Trịnh Triều An (do Lý Tiểu Long thủ vai) với 1 cô kỹ nữ tên là Wu Man (do nữ diễn viên Thái Lan là Marilyn Bautista thủ vai). Marilyn Bautista thậm chí còn khỏa thân lộ ngực ở trong phim. Lúc đầu Lý Tiểu Long ái ngại nhưng cuối cùng ông đã đồng ý quay cảnh đó vì đạo diễn Lo Wei khẳng định rằng điều đó sẽ bổ sung vào hình ảnh mới của nhân vật của ông như một chiến binh có mục đích trả thù. Sau đó Lý Tiểu Long lại có thêm 1 cảnh nóng nữa với một cô gái mại dâm người Thái Lan nhưng cảnh này đã bị cắt bỏ khi phát sóng ở Châu Á, Châu Phi. Đây là phim đầu tiên Lý Tiểu Long có những cảnh hôn môi và những cảnh nóng với một nữ diễn viên người Thái Lan và một cô gái mại dâm người Thái Lan.
Cuối tháng 8 năm 1971 nữ diễn viên Miêu Khả Tú (nữ diễn viên Hồng Kông) mới sang Thái Lan nên cô chỉ quay một vài cảnh ngắn cho phim Đường Sơn đại huynh với vai khách mời là một cô gái xinh đẹp bán hàng giải khát ven đường. Khi ở Thái Lan, Lý Tiểu Long thường xuyên viết thư cho vợ ông ở Mỹ là Linda Lee, nói với cô rằng ông nhớ cô và các con, và mong được gặp họ ở Hồng Kông sau khi phim hoàn thành. Để đổi lấy tiền vé máy bay (từ nhà của họ ở Los Angeles đến Hồng Kông), công ty Gia Hòa muốn Lý Tiểu Long làm một bộ phim ngắn (short film) cho họ có tên là "Lý Tiểu Long và Tiệt Quyền Đạo", dài khoảng 15 phút và do nữ diễn viên Miêu Khả Tú thuyết minh. Theo báo chí Hồng Kông đưa tin, công ty Gia Hòa ban đầu đã lên kế hoạch cho bộ phim ngắn này cùng với việc phát hành một bộ phim sắp tới khác của họ có tên The Hurricane (hay còn gọi là Cơn lốc vàng), với sự tham gia của Miêu Khả Tú và do Lo Wei viết kịch bản và đạo diễn. Điều này sẽ quảng bá Miêu Khả Tú và giới thiệu các thế võ Tiệt quyền đạo của Lý Tiểu Long với công chúng Hồng Kông trước khi công chiếu Đường Sơn đại huynh. Nhưng bộ phim ngắn đã không thể được thực hiện, có lẽ vì không có đủ thời gian.
Đoàn làm phim quay trở lại Hồng Kông vào ngày 3 tháng 9 năm 1971 để quay thêm vài cảnh trong phim. Ngày 6 tháng 9 năm 1971, ông bay đến Mỹ để gặp gia đình và quay các tập tiếp theo của phim truyền hình Longstreet (1971 - 1972) (bộ phim mà ông còn làm chỉ đạo võ thuật xuyên suốt 23 tập phim).

#### Lại gặp vấn đề với phim truyền hìnhKung Fuvà việc lên kịch bản cho phim truyền hìnhAh Sahm
Trong khi Lý Tiểu Long ở Thái Lan quay Đường Sơn đại huynh, Fred Weintraub đã mang kịch bản phim Kung Fu (phim được Linda Lee cho rằng là do Lý Tiểu Long lên ý tưởng ban đầu) đến cho Tom Kuhn, người đứng đầu bộ phận truyền hình của Warner Brosthers. Warner Brosthers và ABC đã công bố hợp đồng phim truyền hình của họ cho Kung Fu vào ngày 22 tháng 7 năm 1971 và bắt đầu tiền sản xuất (bao gồm cả việc tuyển diễn viên). Lý Tiểu Long, trở về từ Thái Lan, đã thử vai nam chính Kwai Chang Caine, nhưng hãng phim miễn cưỡng thuê một diễn viên Trung Quốc vì lo ngại về giọng nói, tính cách dữ dội của ông, được coi là không phù hợp để thể hiện một nhân vật trầm tính, trầm lặng, và cũng bởi vì Lý Tiểu Long "quá chân thực." Kịch bản phim truyền hình Kung Fu này sau đó được quay và phát sóng tại Mỹ từ ngày 14 tháng 10 năm 1972 đến ngày 26 tháng 4 năm 1975 với 3 mùa.
Đầu tháng 10 năm 1971, một tháng trước khi công ty Warner Brothers chính thức chỉ định David Carradine cho vai Kwai Chang Caine, Ted Ashley, giám đốc điều hành của Warner Brothers, người đã nhìn thấy tiềm năng của Lý Tiểu Long và không muốn để mất ông vào tay Paramount, đã đề nghị cho Lý Tiểu Long một hợp đồng phát triển độc quyền để tạo ra chương trình truyền hình của riêng ông, bao gồm khoản ứng trước "25.000 đô la (vào thời điểm đó) - đủ tiền để trả phần lớn khoản thế chấp của ông". Lý Tiểu Long đã trình bày một kịch bản phim truyền hình có tên là Ah Sahm,. Nội dung phim kể về một võ sĩ ở Old West của Mỹ. Tuy nhiên, Lý Tiểu Long đã gặp khó khăn khi giới thiệu kịch bản phim truyền hình này cho công ty Warner Brosthers và công ty Paramount.
Lý Tiểu Long đã không ký thỏa thuận với Ted Ashley vì muốn xem Đường Sơn đại huynh công chiếu tại rạp ở Hồng Kông thuộc Anh như thế nào. Kịch bản phim truyền hình Mỹ Ah Sahm này sau đó được đổi tên thành Warrior và được quay vào năm 2017 (theo yêu cầu của Lý Hương Ngưng - con gái của Lý Tiểu Long), được phát sóng tại Mỹ từ ngày 5 tháng 4 năm 2019 cho đến nay với ba mùa.

### Thời kỳ rực rỡ

#### Doanh thu phòng vé khổng lồ củaĐường Sơn đại huynh (1971)

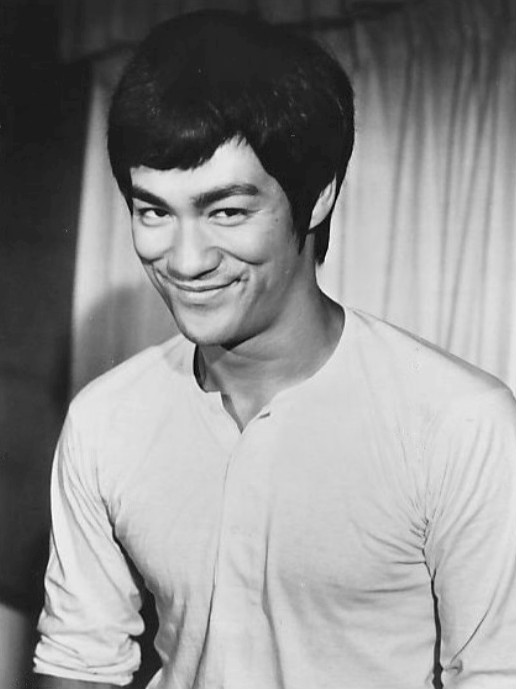
Hình ảnh Lý Tiểu Long trong phim Đường Sơn đại huynh (1971).

Ngày 23 tháng 10 năm 1971, phim Đường Sơn đại huynh được công chiếu tại Queen's Theatre thuộc quận Trung tâm của Hồng Kông. Lý Tiểu Long cùng vợ là Linda Lee khi đó đã đưa Lý Quốc Hào, Lý Hương Ngưng bay từ Mỹ sang Hồng Kông để cùng xem phim với khán giả tại rạp chiếu phim.
Phim đã gây được tiếng vang lớn trong ngành phim võ thuật, thu về hơn 3.5 triệu đô la Mỹ chỉ trong khoảng 3 tuần, trong khi Lý Tiểu Long chỉ nhận được 15.000 đô la Mỹ. Phim võ thuật đầu tiên do Lý Tiểu Long đóng chính này đã đánh bại kỷ lục phòng vé được nắm giữ bởi bộ phim nhạc kịch The Sound of Music, với sự tham gia của Julie Andrew, được phát hành năm 1965. Đường Sơn đại huynh là một cơn sốt phòng vé bất ngờ tại thời điểm đó. Nó vẫn là bộ phim có doanh thu cao nhất mọi thời đại ở Hồng Kông vào thời điểm đó.
Tại Mỹ, phim được công chiếu dưới tên tiếng Anh là The Big Boss. Phim tiếp tục thu về gần 50 triệu đô la Mỹ sau khi công chiếu trên toàn thế giới vào thời điểm đó, so với ngân sách eo hẹp ban đầu của đoàn phim là 100.000 đô la Mỹ, gấp khoảng 500 lần khoản đầu tư ban đầu của đoàn phim. Khi phim Đường Sơn đại huynh này thành công rực rỡ, Lý Tiểu Long đã từ bỏ kế hoạch trở thành ngôi sao phim truyền hình và thay vào đó ông tập trung vào phim điện ảnh với màn ảnh rộng.
Thời gian này, Lý Tiểu Long cho con trai là Lý Quốc Hào đi học tại trường St. Francis Xavier ở Hồng Kông, ngôi trường ngày xưa ông từng theo học.

#### Đề cập đến kịch bản phim truyền hìnhThe Warrior(hayKung Fu) trong chương trìnhThe Pierre Berton Show (1971)củaCanada
Cũng trong năm 1971 Lý Tiểu Long được mời phỏng vấn trong chương trình truyền hình Canada "The Pierre Berton Show" hướng dẫn bởi Pierre Berton, lúc đó Pierre Berton đang làm phim tại Hồng Kông. Chương trình này được phát sóng vào ngày 8 tháng 12 năm 1971 và chỉ làm phim về sự thực và ít đề cao các kĩ xảo điện ảnh trong phim võ thuật.
Trong cuộc phỏng vấn tại chương trình đó, Lý Tiểu Long nói rằng ông đã phát triển ý tưởng cho một bộ phim truyền hình Mỹ có tên là The Warrior, do chính anh ấy đóng vai chính, kể về một võ sĩ ở Miền Tây Cổ của Mỹ (cùng ý tưởng với phim Kung Fu, được phát sóng vào năm sau), nhưng rằng ông gặp khó khăn khi giới thiệu nó cho hai công ty Warner Brothers và Paramount.
Sau đó trong cuộc phỏng vấn, Pierre Berton đã hỏi Lý Tiểu Long về "những vấn đề mà bạn phải đối mặt với tư cách là một anh hùng Trung Quốc trong một bộ phim truyền hình dài tập của Mỹ".
Lý Tiểu Long đã trả lời: "Chà, câu hỏi như vậy đã được đặt ra, trên thực tế, nó đang được thảo luận. Đó là lý do tại sao phim truyền hình The Warrior có lẽ sẽ không được chiếu." Lý Tiểu Long nói thêm: "Họ nghĩ rằng đó là một rủi ro trong kinh doanh. Tôi không trách họ. Nếu tình hình đảo ngược, và một ngôi sao Mỹ đến Hồng Kông, và tôi là người có tiền, tôi sẽ có mối quan tâm của riêng tôi về việc liệu sự chấp nhận có ở đó hay không?". Tuy nhiên, Lý Tiểu Long chắc chắn đã được cân nhắc cho vai chính trong phim truyền hình The Warrior.
Bản thân David Carradine trong một cuộc phỏng vấn vào năm 1989 và trong cuốn sách Spirit of Shaolin của ông ta, nói rằng Lý Tiểu Long đề cập tên phim truyền hình trên chương trình là The Warrior nhưng thực chất là đề cập lại phim truyền hình Kung Fu mà Lý Tiểu Long đã từng bị từ chối. David Carradine khẳng định chắc chắn rằng Lý Tiểu Long đã bị bỏ qua cho vai diễn trong phim truyền hình Kung Fu này. Người ta cáo buộc rằng một giám đốc điều hành giấu tên của ABC đã nói rằng: "Bạn không thể biến một diễn viên Trung Quốc cao 5 foot 6 (tầm 1 mét 67 cm) thành ngôi sao của Mỹ".

#### Việc quay phimTĩnh Võ MônởHồng Kông
Sau khi tham dự chương trình truyền hình Canada "The Pierre Berton Show", trong tháng 12 năm 1971, Lý Tiểu Long bắt tay vào quay phim Hồng Kông tiếp theo của công ty Gia Hòa có tên là Tĩnh Võ Môn. Ông tiếp tục vào vai nam chính kiêm đạo diễn kịch bản, chỉ đạo võ thuật cho phim. Lần đầu tiên kỹ thuật đánh bằng côn nhị khúc của ông được ông đưa lên phim.
Nội dung phim kể về Trần Chân (Chen Zhen), do Lý Tiểu Long thủ vai, là đệ tử của Hoắc Nguyên Giáp (một nhân vật nổi tiếng của Trung Hoa, người sáng lập ra Tinh Võ Môn). Đạo diễn Lo Wei không chỉ tiếp tục làm đạo diễn cho phim này mà còn đóng vai phụ là Thanh tra Lo của đồn cảnh sát thân Nhật. Nữ diễn viên Miêu Khả Tú đóng vai nữ chính Nguyên Lệ Nhi, hôn thê của Trần Chân. Lâm Chánh Anh vào vai 1 võ sinh karate bị Lý Tiểu Long đánh trầy mặt trong phim. Robert Baker là học trò và là bạn của Lý Tiểu Long và được Lý Tiểu Long tiến cử cho vai Petrov người Nga trong phim này. Giọng của Robert Baker cũng được Lý Tiểu Long lồng tiếng trong phiên bản tiếng Quảng Đông và tiếng Quan Thoại, có thêm âm vang. Nguyên Hoa tiếp tục cùng Lý Tiểu Long chỉ đạo võ thuật trong phim. Phim được dàn dựng hoàn toàn trong trường quay.
Ngoài việc chỉ đạo võ thuật, Nguyên Hoa còn đóng vai 1 võ sư karate Nhật Bản kiếm chuyện với Trần Chân (do Lý Tiểu Long thủ vai) ở công viên và bị Trần Chân đánh gục. Trong phim còn có thanh niên Thành Long 17 tuổi (với nghệ danh là Trần Nguyên Long) tham gia, vừa đóng vai phụ là một võ sinh của Tinh Võ Môn, vừa là diễn viên đóng thế cho vai Hiroshi Suzuki (vai Hiroshi Suzuki này do diễn viên Riki Hashimoto người Nhật Bản đóng chính). Đặc biệt là trong cảnh chiến đấu cuối cùng khi Lý Tiểu Long đá Thành Long bay lên không trung.
Đây là phim thứ hai mà nhân vật của Lý Tiểu Long bị chết (sau phim điện ảnh Mỹ Marlowe 1969), cũng như lần thứ ba anh hôn một cô gái (do nữ diễn viên Miêu Khả Tú thủ vai) trên phim ảnh (sau hai cảnh hôn của Lý Tiểu Long với nữ diễn viên Marilyn Bautista và 1 cô gái điếm người Thái Lan trong phim Đường Sơn đại huynh 1971).
Đạo diễn phim kỳ cựu Lo Wei, từng làm đạo diễn cho phim Đường Sơn đại huynh, đã phạm sai lầm không thể tha thứ khi ông ta nói với một tờ báo rằng chính ông ta đã dạy Lý Tiểu Long cách thực hiện các pha hành động trước ống kính. Tệ hơn nữa, Lo Wei còn còn tự gọi mình là "The Dragon's Mentor". Theo Thành Long kể lại, khi biết được chuyện này, Lý Tiểu Long giận dữ chạy tới nơi Lo Wei đang quay phim Tinh Võ Môn và dùng lời lẽ cãi nhau với ông ta. Cảm xúc của Lý Tiểu Long càng leo thang và ông dọa đánh Lo Wei. Đạo diễn Lo Wei sau đó trốn sau lưng vợ ông ta là Liu Liang-Hua. Lý Tiểu Long chỉ bình tĩnh lại khi Liu Liang-Hua can thiệp và trấn an ông. Phim được quay xong vào tháng 1 năm 1972.

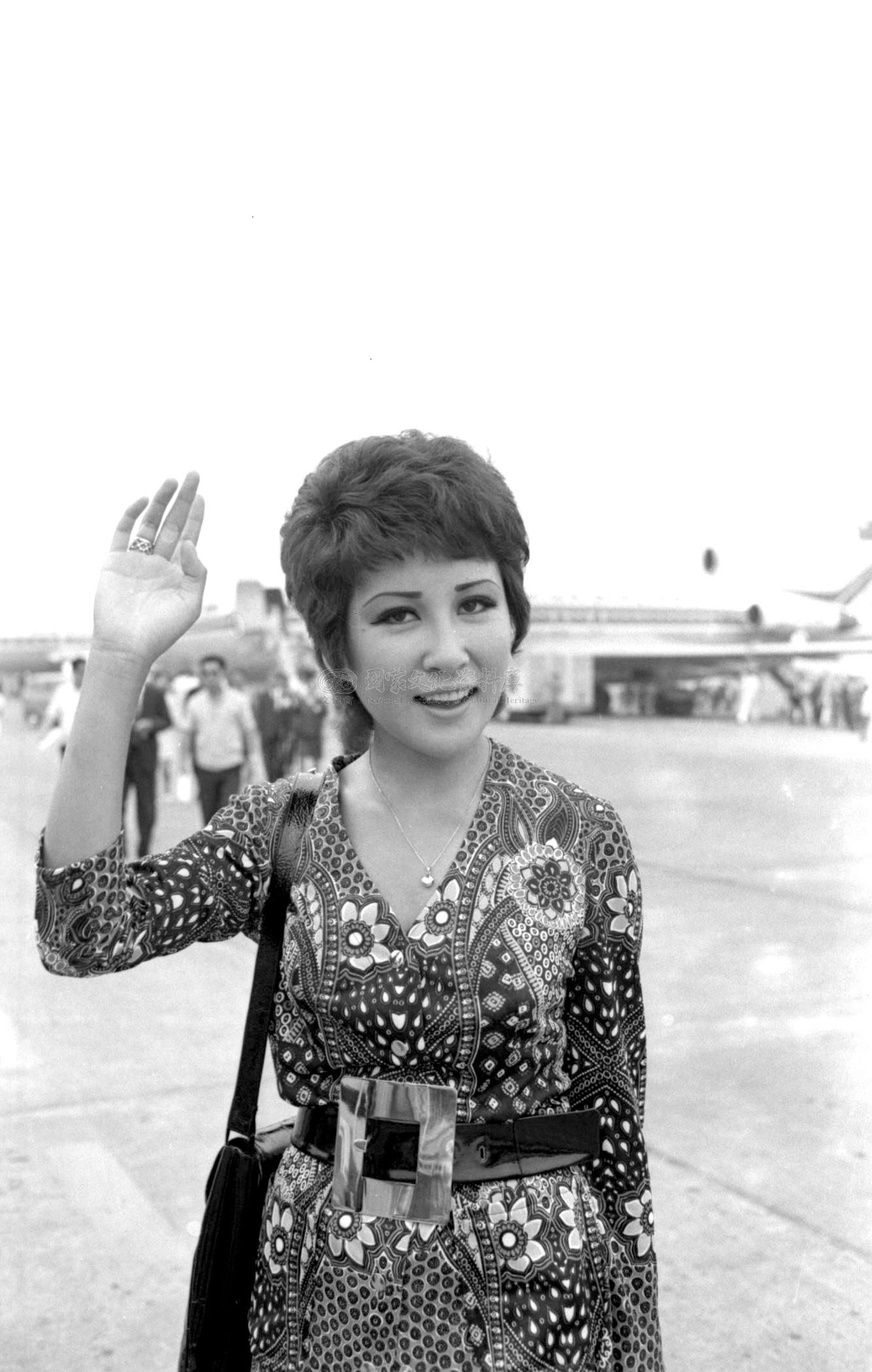
Hình ảnh nữ diễn viên Đinh Phối (Betty Ting Pei) của Đài Loan những năm 1970. Đinh Phối là người ở cạnh Lý Tiểu Long trước khi Lý Tiểu Long qua đời vào năm 1973.

Trong khoảng tháng 1 năm 1972 này, nữ diễn viên Đài Loan là Đinh Phối (Betty Ting Pei, khi đó cô ấy mới 24 tuổi) từ Thụy Sĩ sang Hồng Kông thuộc Anh. Đinh Phối gặp Lý Tiểu Long lần đầu tiên tại Hyatt Regency Hong Kong khi ông đang ở cùng vợ Linda Lee và Châu Văn Hoài (chủ của công ty Gia Hòa). Đinh Phối và Lý Tiểu Long nhanh chóng trở thành bạn bè (theo dư luận thì sau đó Đinh Phối và Lý Tiểu Long bắt đầu hẹn hò với nhau).
Khi đó ở Philippines công chiếu phim Philippines có tựa là The Pig Boss (1972), nghe giống với phim The Big Boss (Đường Sơn đại huynh) của Lý Tiểu Long. Thậm chí diễn viên Ramon Zamora người Philipines trong phim đó cũng bắt chước theo phong cách của Lý Tiểu Long. Lý Tiểu Long tuyên bố đây là dòng phim ăn theo tên tuổi của mình, là một thể loại phim phụ và một xu hướng liên quan đến ông. Ông đặt tên cho dòng phim này là những phim Bruceploitation (mang hàm ý tiêu cực, ghép từ hai chữ "Bruce" + "ploitation", trong đó "Bruce" là Lý Tiểu Long, còn "ploitation" là "sự bóc lột").

#### Doanh thu phòng vé củaTinh Võ Môn (1972)vượt mặt phimĐường Sơn đại huynh (1971)
Ngày 22 tháng 3 năm 1972 phim Tinh Võ Môn (tên tiếng Anh ban đầu là Fist of Fury) được công chiếu tại Hồng Kông.
Tại Mỹ, phim Tinh Võ Môn được công chiếu với tên tiếng Anh thứ hai là The Chinese Connection.. Tựa đề The Chinese Connection đó là một phương tiện để khai thác sự nổi tiếng của một phim Mỹ khác có tên là The French Connection (do Gene Hackman đóng vai chính), được công chiếu tại Mỹ vào năm 1971. Sau đó các rạp phim của Mỹ lấy tên tiếng Anh ban đầu của phim Tinh Võ Môn là Fist of Fury gán vào tựa của phim Đường Sơn đại huynh 1971, khiến cho ngày nay cái tên Fist of Fury dễ gây nhầm lẫn giữa hai phim của Lý Tiểu Long. Vào năm 1980 hãng Columbia Pictures của Mỹ đã phát hành lại The Chinese Connection (Tinh Võ Môn 1972), cùng với The Big Boss (Đường Sơn đại huynh 1971), dưới dạng một bộ phim kép được hãng phim chấp thuận với khẩu hiệu: "Còn gì tuyệt vời hơn một phim của Lý Tiểu Long? Hai phim của Lý Tiểu Long!".
Phim Tinh Võ Môn này đạt doanh thu còn hơn cả phim Đường Sơn đại huynh (1971), với khoảng 100 triệu đô la Mỹ (vào thời điểm đó) thu về sau khi phim được phát sóng trên khắp thế giới, so với tiền đầu tư ban đầu chỉ có 100.000 đô la Mỹ. Phim đã thu về gấp 1000 lần ngân sách cho công ty Gia Hòa. Đây là phim Hồng Kông có doanh thu cao nhất mọi thời đại cho đến thời điểm đó. Phim cũng góp phần đưa tên tuổi của Lý Tiểu Long ra ngoài biên giới, đưa tên tuổi của Lý Tiểu Long liệt vào hàng siêu sao Hồng Kông. Lý Tiểu Long thu về được một khoản lợi nhuận đủ để trang trải một vài thứ.
Lý Tiểu Long được bình chọn là một trong Top 10 ngôi sao điện ảnh hàng đầu của tờ Daily News Trung Quốc ở nước ngoài (Overseas Chinese Daily News). Ngoài ra, ông còn được Tạp chí Đai đen (Black Belt Magazine) giới thiệu vào Đại sảnh Danh vọng Đai đen (The Black Belt Hall of Fame). Mặc dù Lý Tiểu Long không tốt nghiệp Đại học Washington nhưng ông đã được trao bằng Tiến sĩ Danh dự (Honorary Doctorate Degree) trong năm 1972 này.
Sau đó Lý Tiểu Long còn xuất hiện trên kênh TVB của Hồng Kông thuộc Anh trong một cuộc vận động ủng hộ những người gặp thiên tai ở Hồng Kông thuộc Anh. Chương trình quyên góp do Lý Tiểu Long kêu gọi này đã nhận được sự hoan nghênh nhiệt liệt của khán giả.

#### Thành lập và điều hành Công ty điện ảnh Hiệp Hòa
Do mâu thuẫn giữa Lý Tiểu Long và đạo diễn Lo Wei khi quay phim Tinh Võ Môn (1972) nên sau đó Lý Tiểu Long đã từ chối quay phim Tiếu diện hổ, vì phim này do Lo Wei tiếp tục làm đạo diễn. Lý Tiểu Long đã tự viết ra một kịch bản phim có tựa đề là Mãnh Long quá giang. Để giải quyết vấn đề giữa Lý Tiểu Long và đạo diễn Lo Wei, Châu Văn Hoài liền nảy ra một ý tưởng rằng công ty Gia Hòa sẽ thành lập ra một công ty con (một hãng phim riêng) và cho Lý Tiểu Long toàn quyền ra quyết định trong công ty đó, còn đạo diễn Lo Wei vẫn sẽ quay phim Tiếu diện hổ của ông ấy tại Đài Loan, nước sông không phạm nước giếng nữa.

Logo của Công ty điện ảnh Hiệp Hòa (Concord Production Inc.) với hình âm dương thái cực trong Triết học, mang đậm phong cách của Lý Tiểu Long

Tháng 4 năm 1972, Lý Tiểu Long và Châu Văn Hoài (chủ của công ty Gia Hòa) cùng nhau thành lập Công ty điện ảnh Hiệp Hòa (tên tiếng Anh là Concord Production Inc., tên tiếng Trung là 協和電影公司). Đây là một công ty sản xuất phim điện ảnh được thành lập tại Hồng Kông thuộc Anh. Lý Tiểu Long chịu trách nhiệm về các quyết định sáng tạo của công ty và Châu Văn Hoài chịu trách nhiệm quản lý công ty. Công ty Gia Hòa của Châu Văn Hoài chịu trách nhiệm phân phối phim. Lee Estate của Lý Tiểu Long sở hữu 51% cổ phần của công ty Hiệp Hòa, 49% cổ phần còn lại thuộc về Châu Văn Hoài. Như vậy, Lý Tiểu Long gần như là đã làm giám đốc của 1 công ty điện ảnh của riêng ông. Đây là lần đầu tiên một diễn viên Hồng Kông thành lập 1 hãng phim riêng. Lâm Chánh Anh, Nguyên Hoa và nữ diễn viên Miêu Khả Tú đều rời đạo diễn Lo Wei để sang công ty Hiệp Hòa phụ tá cho Lý Tiểu Long.
Với việc ông đang làm chủ của 3 "Chấn Phiên Võ Quán" tại Seattle, Oakland và Los Angeles, Mỹ, cộng thêm hiện giờ ông là Giám đốc của công ty điện ảnh Hiệp Hòa, thu nhập của ông mỗi tháng rất cao. Thực tế, Lý Tiểu Long là một người rất biết làm ăn kinh doanh.

#### Việc quay phimMãnh Long quá giangởHồng KôngvàÝ
Sau khi thành lập công ty Hiệp Hòa, Lý Tiểu Long lập tức bắt tay vào quay ngay phim Mãnh Long quá giang tại Hồng Kông, phim đầu tiên của công ty Hiệp Hòa. Với phim này, Lý Tiểu Long vừa là người viết kịch bản phim, nhà sản xuất phim, đạo diễn phim, chỉ đạo võ thuật trong phim, tạo nhịp điệu trong nhạc nền soundtrack của phim và là nam chính trong phim. Lý Tiểu Long là diễn viên Hồng Kông đầu tiên tự mình thực hiện hết những công việc trên trong 1 phim điện ảnh.
Theo những hình ảnh hậu trường được công ty Gia Hòa công bố, khi đoàn phim quay các cảnh ở Hồng Kông thuộc Anh, nữ diễn viên Đinh Phối (Betty Ting Pei) của Đài Loan từng đến phim trường thăm Lý Tiểu Long và chụp hình cùng Lý Tiểu Long, Miêu Khả Tú, Chuck Norris. Vợ của Lý Tiểu Long là Linda Lee cũng từng đưa Lý Quốc Hào và Lý Hương Ngưng đến phim trường thăm Lý Tiểu Long, nhưng cô lại không gặp được Đinh Phối.
Sau khi quay những cảnh trong nhà ở Hồng Kông thuộc Anh, tháng 5 năm 1972 Lý Tiểu Long đưa đoàn làm phim Mãnh Long quá giang (trong đó có Unicorn Chan, Miêu Khả Tú, Lâm Chánh Anh, Nguyên Hoa,...) sang Roma (Ý) để quay những ngoại cảnh trong phim. Đây là phim Hồng Kông đầu tiên có quay ngoại cảnh ở Châu Âu. Lý Tiểu Long vào vai nam chính Đường Long sang Roma, Ý dạy võ Tiệt quyền đạo và giúp đỡ cho nhà hàng người Hoa tại đó tránh bọn mafia và côn đồ địa phương. Miêu Khả Tú vào vai nữ chính Trần Thanh Hoa, chủ của nhà hàng người Hoa tại Roma, Ý. Đây là phim đầu tiên Lý Tiểu Long sử dụng cùng lúc 2 cặp côn nhị khúc.
Thành phần du đãng trong phim này đều là người nước ngoài được Lý Tiểu Long mời tham gia phim: diễn viên Jon T. Benn của Mỹ vào vai ông chủ của du đãng trong phim, diễn viên Robert Wall của Mỹ (học trò của Lý Tiểu Long) vào vai Bob/Tom/Fred trong phim, võ sư hapkido Hwang In-shik của Hàn Quốc vào vai 1 võ sinh karate người Nhật Bản, nhà phê bình John Derbyshire người Mỹ gốc Anh vào vai 1 tên côn đồn mafia.
Phim này có nhiều cảnh hài hước hơn hai phim Đường Sơn đại huynh (1971) và Tinh Võ Môn (1972). Trong phim cũng có 1 cảnh nóng hài hước khi nữ diễn viên Malisa Longo người Ý vào vai 1 cô gái điếm dẫn Đường Long (do Lý Tiểu Long thủ vai) vào phòng. Sau đó nữ diễn viên cởi hết quần áo ra cho Đường Long xem, nhưng Đường Long nhanh chóng bỏ chạy ra khỏi phòng. Cảnh thoát y trước ống kính này của nữ diễn viên Malisa Longo đã khiến cho tên tuổi của cô nổi tiếng khắp thế giới vào thời đó.
Nhà sản xuất Andre E. Morgan người Mỹ cũng được Lý Tiểu Long mời vào vai 1 khách hàng trong nhà hàng của Trần Thanh Hoa (do Miêu Khả Tú thủ vai) tại Ý. Võ sư karate Chuck Norris cũng được Lý Tiểu Long mời sang Roma cùng tham gia vào phim. Cảnh đấu giữa Đường Long (do Lý Tiểu Long thủ vai) với Colt (do Chuck Norris thủ vai) tại Đấu trường La Mã là cảnh giao đấu cuối cùng của Lý Tiểu Long trong phim. Lý Tiểu Long đã quay phim "trong thời gian dài, tạo khung hình để bạn có thể nhìn thấy toàn bộ cơ thể của họ. Ông đã sử dụng ánh sáng ấn tượng, khiến cả hai người trông lớn hơn ngoài đời thực." Đặc biệt là ông quay kỹ hai con mèo của nước Ý tại Đấu trường La Mã.
Theo lời Unicorn Chan kể lại, khi quay phim Mãnh Long quá giang này, Lý Tiểu Long từng bị cơn đau đầu hành hạ khiến đoàn phim phải nghỉ quay vài ngày, sau khi ông hồi phục thì lập tức cho quay phim tiếp. Tháng 6 năm 1972, Lý Tiểu Long quay xong phim thì đưa đoàn phim quay về Hồng Kông.

#### Việc quay phimTrò Chơi Tử ThầnởHàn Quốc

Ghi chú kịch bản của Bruce Lee

Tháng 7 năm 1972, Lý Tiểu Long bắt tay vào viết kịch bản phim tiếp theo cho công ty Hiệp Hòa của ông. Lý Tiểu Long đặt tên cho kịch bản phim này là Trò Chơi Tử Thần (Tử vong đích du hý, 死亡的遊戲). Châu Văn Hoài từng nghe tên này xong thì khuyên Lý Tiểu Long hãy lấy tên khác cho phim vì cái tên này mang lại điềm xấu. Tuy nhiên Lý Tiểu Long vẫn để nguyên tên phim. Ý tưởng của kịch bản phim này xuất phát từ chuyến du ngoạn Ấn Độ tìm cảnh để quay phim The Silent Flute (Tiếng sáo vô thanh) vào năm ngoái. Lý Tiểu Long tiếp tục vừa là người viết kịch bản phim, nhà sản xuất phim, đạo diễn phim, chỉ đạo võ thuật trong phim và là nam chính trong phim Trò Chơi Tử Thần này.
Tháng 8 năm 1972, công ty Hiệp Hòa của Lý Tiểu Long đưa đoàn phim sang Hàn Quốc. Sau đó Lý Tiểu Long cho tiến hành quay phim Trò Chơi Tử Thần tại Hàn Quốc. Bối cảnh của chùa trong phim này là ở chùa Beopjusa trong Vườn quốc gia Songnisan ở Hàn Quốc.
Robert Baker, học trò của Lý Tiểu Long, được cân nhắc cho 1 vai diễn trong phim nhưng sau đó vai được trao cho võ sĩ Robert Wall người Mỹ. Hồng Kim Bảo (20 tuổi) đã được Lý Tiểu Long chọn vào vai Chiến binh thứ ba, nhưng vào thời điểm Lý Tiểu Long sẵn sàng đóng phim cùng cậu ấy, Hồng Kim Bảo đã chuyển sang một phim khác, và Chieh Yuan đã tham gia thay vai của cậu ấy. Thành Long (18 tuổi) vào vai một fan hâm mộ xin chữ ký của nam chính Hải Thiên (do Lý Tiểu Long thủ vai) trong phim.
Nội dung phim kể về nam chính Hải Thiên (do Lý Tiểu Long thủ vai), để cứu em gái và em trai của mình, Hải Thiên đã tham gia một nhóm võ sĩ được thuê để lấy kho báu quốc gia Trung Quốc. Kho báu này đã bị đánh cắp và được giấu trên tầng cao nhất của một ngôi chùa năm tầng ở Hàn Quốc tên là Palsang-jon - ngôi chùa bằng gỗ duy nhất ở Hàn Quốc, với mỗi tầng được bảo vệ bởi các võ sĩ, những người phải bị đánh bại nếu nhóm của Hải Thiên muốn leo lên tầng cao nhất. Nhóm của Hải Thiên cùng các nhân vật do James Tien và Chieh Yuan thủ vai xông vào chùa. Tại chân chùa, họ đấu với 10 người, đều là đai đen Karate (trong đó có Lâm Chánh Anh, Nguyên Hoa và Unicorn Chan). Khi ở trong chùa, họ gặp phải một đối thủ khác nhau ở mỗi tầng, mỗi tầng lại khó khăn hơn tầng trước. Trong phim Lý Tiểu Long có biểu diễn khả năng sử dụng côn nhị khúc và võ Tiệt quyền đạo.
Mặc dù ngôi chùa được cho là có năm tầng, nhưng các cảnh hoàn chỉnh chỉ được quay ở ba tầng: "Đền Hổ", nơi Lý Tiểu Long đối mặt với Dan Inosanto (học trò của Lý Tiểu Long); "Đền rồng", nơi Lý Tiểu Long chiến đấu với cao thủ hapkido là Ji Han-jae; và tầng cuối cùng, được gọi là "Ngôi đền vô danh", nơi ông chiến đấu với Kareem Abdul-Jabbar (học trò của Lý Tiểu Long). Cao thủ hapkido khác là Hwang In-shik, một bậc thầy về phong cách thiên về đá, dự kiến đóng vai người bảo vệ tầng một, trong khi học trò lâu năm và là bạn tốt của Lý Tiểu Long là Taky Kimura được yêu cầu đóng vai người bảo vệ tầng hai.
Do thành công của những bộ phim trước đó của Lý Tiểu Long, công ty Warner Brothers của Hollywood, Mỹ bắt đầu muốn đưa Lý Tiểu Long quay về với Hollywood. Họ mời các nhà sản xuất Fred Weintraub và Paul Heller để quay phim cùng với Lý Tiểu Long. Khi Lý Tiểu Long đang quay phim Trò Chơi Tử Thần thì nhận được lời đề nghị đóng vai chính trong phim Máu và Sắt (Blood and Steel), phim kung fu đầu tiên do hãng phim Hollywood (Warner Brothers) sản xuất và với kinh phí chưa từng có cho thể loại này (850.000 đô la Mỹ). Việc này khiến cho Lý Tiểu Long bị dao động, muốn dừng quay phim Trò Chơi Tử Thần.
Tháng 10 năm 1972 Lý Tiểu Long cho dừng việc quay phim Trò Chơi Tử Thần lại. Khi đó đoàn phim đã quay được đoạn phim dài hơn 100 phút cho phim Trò Chơi Tử Thần (từ đó cho đến khi Lý Tiểu Long qua đời, Lý Tiểu Long không thể quay thêm một phút giây nào cho phim này nữa, đoạn phim này cũng bị thất lạc tại công ty Gia Hòa). Ông đưa đoàn phim bay từ Hàn Quốc về Hồng Kông thuộc Anh.
Thời gian này Lý Tiểu Long đã truyền dạy võ công cho con trai Lý Quốc Hào 7 tuổi của ông. Ông còn "mớm" cả nghề điện ảnh cho Lý Quốc Hào. Sau này Lý Quốc Hào từng nói rằng: "Trong ký ức đầu tiên của mình, tôi luôn muốn trở thành một tài tử điện ảnh, và tôi đã đeo đuổi ý định này từ rất nhỏ. Tôi không bao giờ nghĩ rằng mình sẽ có một con đường khác".
Ngày 30 tháng 10 năm 1972, tại Lễ trao Giải thưởng Kim Mã lần thứ 10 ở Đài Loan, Lý Tiểu Long (khi đó ông đã cùng Đinh Phối và Miêu Khả Tú bay đến Đài Loan để tham dự buổi lễ) nhận giải thưởng Giải kỹ thuật đặc biệt (Special Technical Award) trong phim Tinh Võ Môn (1972). Ngoài ra Tinh Võ Môn (1972) của ông cũng được đề cử cho giải Phim truyện hay nhất (Best Feature Film).

#### Làm đạo diễn kịch bản kiêm chỉ đạo võ thuật cho phimFist of Unicorn (1973)
Sau khi về lại Hồng Kông, tháng 11 năm 1972, Lý Tiểu Long được bạn thân là Unicorn Chan mời làm đạo diễn kịch bản, chỉ đạo võ thuật trong phim Hồng Kông có tên là Fist of Unicorn (phim còn có tựa khác là Bruce Lee and I). Trong phim này, Unicorn Chan đóng vai chính Ah-Lung. Các cảnh hành động và chiến đấu trong phim đều do Lý Tiểu Long làm đạo diễn và biên đạo.
Theo hình ảnh hậu trường được công ty Gia Hòa công bố, nữ diễn viên Đinh Phối (Betty Ting Pei) của Đài Loan xuất hiện tại phim trường Fist of Unicorn để thăm Lý Tiểu Long và chụp hình lưu niệm cùng Lý Tiểu Long.
Ngày 2 tháng 12 năm 1972, sư phụ của Lý Tiểu Long là Diệp Vấn mất tại nhà số 149, phố Tung Choi Vượng Giác, Cửu Long, Hồng Kông vì căn bệnh ung thư thanh quản. Diệp Vấn đã qua đời dưới sự tiếc thương của rất nhiều người. Lý Tiểu Long đến viếng tang thì bị anh em trong Vịnh Xuân Quyền khiển trách việc ông khiến Diệp Vấn sư phụ đau lòng về cuối đời. Ngày linh cữu của Diệp Vấn được đưa đi, Lý Tiểu Long luôn bồn chồn lo lắng và không thể quay thành công cảnh phim nào của phim Fist of Unicorn trong ngày hôm đó.
Trong tháng 12 năm 1972, Hội đồng Võ thuật Thế giới đã bình chọn Lý Tiểu Long là Vua Kungfu, khi đó Lý Tiểu Long đã 32 tuổi.

#### Doanh thu phòng vé của phimMãnh Long quá giang (1972)vượt trội hơnTinh Võ Môn (1972)

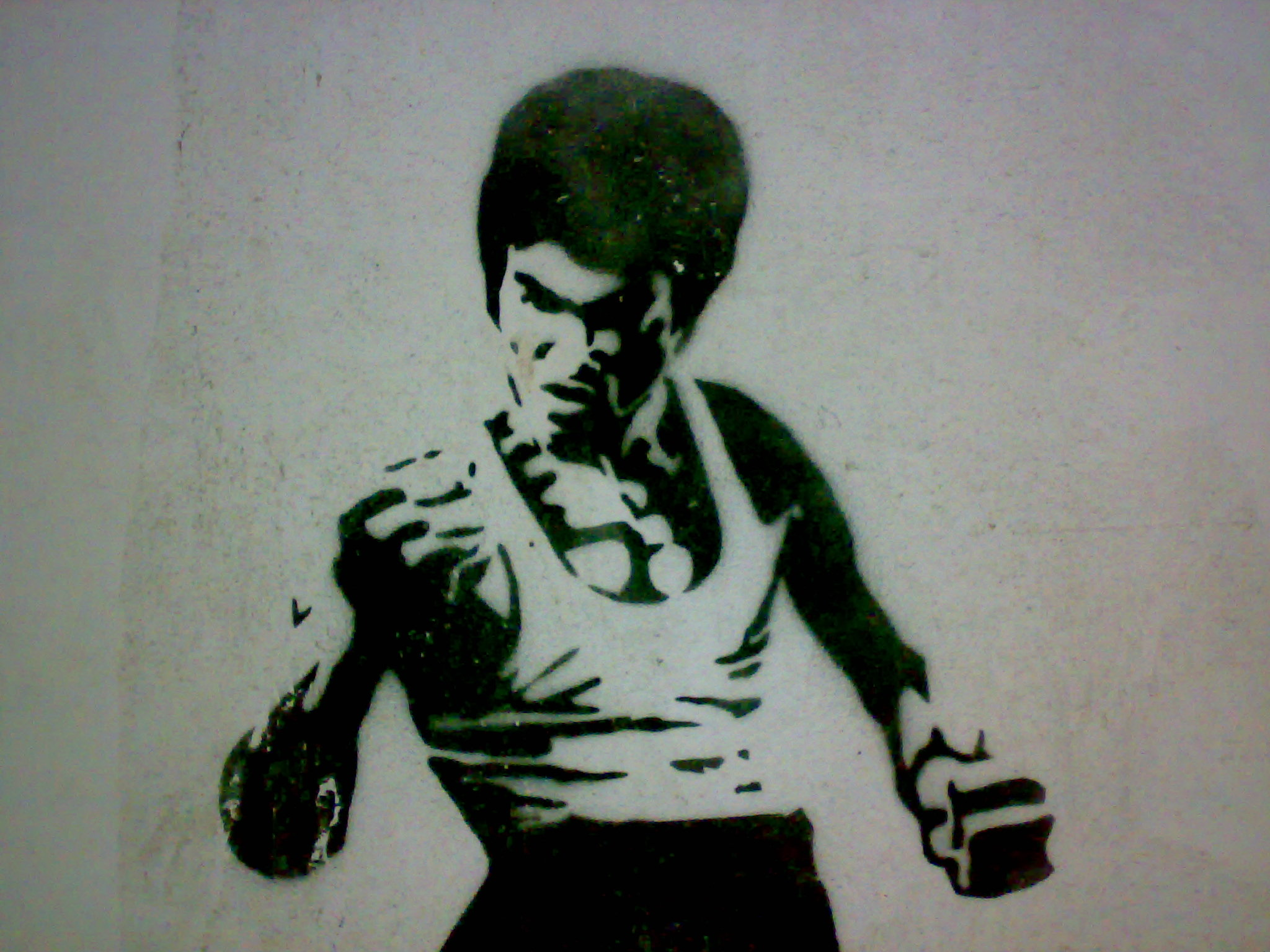
Hình ảnh của Lý Tiểu Long trong phim Mãnh Long quá giang (1972)

Ngày 30 tháng 12 năm 1972, phim Mãnh Long quá giang (tên tiếng Anh ban đầu là The Way of The Dragon) được công chiếu tại Hồng Kông. Tại Mỹ, phim được công chiếu dưới tên tiếng Anh thứ hai là The Return of The Dragon. Ban đầu phim chỉ dành cho thị trường Châu Á, nhưng cuối cùng lại "chịu trách nhiệm duy trì đà phát triển của phim võ thuật ở Mỹ".
Theo Gene Freese, cảnh chiến đấu cuối cùng giữa Lý Tiểu Long và Chuck Norris được nhiều người coi là "trận chiến vĩ đại nhất trong phim từng được quay". Cảnh chiến đấu này đã được liệt kê là một trong những cảnh chiến đấu hay nhất mọi thời đại trong một số ấn phẩm. Ngoài ra, trong cảnh này, Lý Tiểu Long đã trình diễn và phổ biến một kỹ thuật mà sau này được gọi là the oblique kick (tạm dịch là "đạp gối"). Kỹ thuật này thường được sử dụng bởi một số võ sĩ võ tổng hợp (MMA) hiện đại, đáng chú ý nhất là nhà vô địch UFC hạng cân pound-for-pound Jon Jones, người đã tuyên bố rằng Lý Tiểu Long là nguồn cảm hứng luyện võ của anh.
Phim này có doanh thu phòng vé vượt trội hơn nhiều so với hai phim trước là Đường Sơn đại huynh (1971) và Tinh Võ Môn (1972). Phim đã thu về khoảng 130 triệu đô la Mỹ (vào thời điểm đó) sau khi công chiếu trên toàn thế giới, so với 130.000 đô la Mỹ (vào thời điểm đó) tiền đầu tư ban đầu thì công ty Hiệp Hòa và công ty Gia Hòa đã thu về số tiền gấp 1000 lần ngân sách. Mãnh Long quá giang 1972 trở thành phim có doanh thu cao nhất mọi thời đại của Hồng Kông vào thời điểm đó. Phim đã nâng tầm Lý Tiểu Long và võ sư Chuck Norris lên thành một trong những ngôi sao hành động sáng giá.
Tại Giải Kim Mã lần thứ 11 diễn ra vào ngày 30 tháng 10 năm 1973 (3 tháng sau khi Lý Tiểu Long qua đời) tại Đài Loan, phim Mãnh Long quá giang (1972) được đánh giá là Á quân của giải thưởng Phim truyện xuất sắc nhất và được công nhận cho giải thưởng Biên tập phim xuất sắc nhất (nếu Lý Tiểu Long khi đó mà còn sống, chắc chắn ông sẽ được lên sân khấu nhận giải này tại Đài Loan). Sau đó, phim Mãnh Long quá giang (1972) này được xếp hạng 95 trong danh sách "100 phim hay nhất của điện ảnh thế giới" năm 2010 của tạp chí Empire.

#### Hoàn thành việc làm đạo diễn kịch bản kiêm chỉ đạo võ thuật cho phimFist of Unicorn (1973)
Ngày 30 tháng 12 năm 1972 (cùng ngày công chiếu phim Mãnh Long quá giang (1972) ở Hồng Kông), võ sư Nghiêm Kính Hải (James Yimm Lee, bạn của cha của Lý Tiểu Long, học trò của Lý Tiểu Long) qua đời ở tuổi 52 do ung thư phổi bởi khói hàn. Nghe tin này, Lý Tiểu Long đang vui chuyện doanh thu phòng vé phim Mãnh Long quá giang (1972) cao ngất ngưỡng thì trở nên đau buồn.
Ngày 31 tháng 12 năm 1972, phim Hồng Kông do Lý Tiểu Long làm đạo diễn kịch bản kiêm chỉ đạo võ thuật là Fist of Unicorn được quay xong.
Phim Fist of Unicorn này được công chiếu vào ngày 1 tháng 3 năm 1973 tại Hồng Kông thuộc Anh. Lý Tiểu Long trở thành khách mời ngoài ý muốn trong phim. Lý do là vì Lý Tiểu Long chỉ xuất hiện chớp nhoáng qua cảnh quay hậu trường trong phim, cho thấy ông đang tập luyện Tiệt quyền đạo cùng các diễn viên và các diễn viên đóng thế trong phim. Phim đã thu về được 722,848.9 đô la Hồng Kông và bán được 398,022 vé khi công chiếu tại Pháp nhờ những pha võ thuật chân thật trong phim. Trên một số bìa DVD của phim Fist of Unicorn (1973) có hình của Lý Tiểu Long, mặc dù ông không đóng vai chính trong phim này.

#### Việc quay phimLong Tranh Hổ ĐấuởHồng Kông
Sau khi lo xong phim Fist of Unicorn, tháng 1 năm 1973, Lý Tiểu Long bắt đầu xem xét kịch bản phim Máu và Sắt (Blood and Steel) của công ty Warner Brothers bên Hollywood, Mỹ. Câu chuyện có các nhân vật chính anh hùng gốc Châu Á, người da trắng và người da đen vì các nhà sản xuất muốn một bộ phim thu hút được nhiều khán giả quốc tế nhất có thể. Lý Tiểu Long sau đó chỉnh sửa lại nội dung của kịch bản và đổi tên kịch bản phim từ Máu và Sắt thành Long Tranh Hổ Đấu. Nội dung được Lý Tiểu Long sửa lại là nhân vật "ông Lý" (do Lý Tiểu Long thủ vai), một đệ tử Thiếu Lâm tự dùng võ Tiệt quyền đạo, vâng lời sư phụ đi trừng phạt kẻ phản bội sư môn (tên họ Hàn, do diễn viên Thạch Kiên thủ vai). Biết được chị gái của mình bị đệ tử của tay họ Hàn hại chết, với sự giúp sức của một tổ chức an ninh, ông Lý quyết định tham gia giải thi đấu võ nhằm đột nhập vào sào huyệt của bọn chúng là một hòn đảo.
Đầu tháng 2 năm 1973, Lý Tiểu Long đại diện cho công ty Gia Hòa và công ty Hiệp Hòa bay sang Hollywood, Mỹ để ký hợp đồng hợp tác cùng sản xuất phim Long Tranh Hổ Đấu. Lý Tiểu Long còn mở một studio phim tại Los Angeles, Mỹ để tiện cho sau này ông có thể quay thêm phim ở Hollywood (tuy nhiên ông không ngờ rằng ông không có cơ hội để sử dụng studio phim ở Los Angeles này). Sau đó, Hà Ái Du (Grace Lee), mẹ của Lý Tiểu Long, gặp ông tại Los Angeles, Mỹ. Lý Tiểu Long thổ lộ với bà rằng ông không muốn sống thêm nữa và bà không phải lo về tài chính, tuy nhiên bà nghĩ con trai bà nói vớ vẩn (theo lời Hà Ái Du kể lại trên các phương tiện truyền thông sau khi Lý Tiểu Long qua đời).
Ngày 20 tháng 2 năm 1973, Lý Tiểu Long từ Mỹ bay về Hồng Kông để tham dự ngày lễ thể thao tại trường St. Francis Xavier (ngôi trường ngày xưa ông từng học và con trai ông là Lý Quốc Hào đang theo học).
Sau đó Lý Tiểu Long cùng đạo diễn Robert Clouse của Hollywood tiến hành casting từng vai diễn trong phim Long Tranh Hổ Đấu.
Rod Taylor là lựa chọn đầu tiên cho vai võ sĩ kém may mắn Roper trong phim Long Tranh Hổ Đấu. Tuy nhiên, Rod Taylor đã bị loại sau khi Lý Tiểu Long cho rằng anh ấy quá cao so với vai diễn. John Saxon, người có đai đen Judo và Shotokan Karate (anh ta từng theo học đại sư Hidetaka Nishiyama trong ba năm), trở thành lựa chọn ưu tiên. Trong quá trình đàm phán hợp đồng, người đại diện của John Saxon nói với các nhà sản xuất phim rằng nếu họ muốn có anh ấy, họ sẽ phải thay đổi cốt truyện để nhân vật Williams bị giết thay vì Roper. Lý Tiểu Long và Robert Clouse đồng ý, kịch bản phim sau đó đã được thay đổi.
Chuck Norris ban đầu được Lý Tiểu Long cân nhắc cho vai O'Hara trong phim Long Tranh Hổ Đấu nhưng ông ta đã từ chối. Chuck Norris nói rằng một trận thua trong phim điện ảnh trước Lý Tiểu Long (trong phim Mãnh Long quá giang) là đủ đối với ông ấy. Sau đó Lý Tiểu Long chọn học trò của mình là diễn viên Robert Wall người Mỹ vào vai O'Hara. Khi đó Robert Wall lấy nghệ danh là Bob Wall.
Cuối tháng 2 năm 1973, Lý Tiểu Long có cơ hội chứng tỏ bản thân hơn khi phim Long Tranh Hổ Đấu (tên tiếng Anh là Enter The Dragon) được khởi quay. Đây chính là bộ phim đầu tiên do công ty Warner Brothers (của Hollywood) ở Mỹ và công ty Hiệp Hòa (của Lý Tiểu Long) ở Hồng Kông hợp tác sản xuất. Với phim này, Lý Tiểu Long tiếp tục vừa là người viết kịch bản, nhà sản xuất, biên kịch, đạo diễn, đạo diễn kịch bản, chỉ đạo võ thuật và đóng vai chính ông Lý trong phim. Lâm Chánh Anh theo phụ tá Lý Tiểu Long trong việc chỉ đạo võ thuật và đóng vai võ sư vô danh trong phim.
Phim được quay tại địa điểm ở Hồng Kông. Các cảnh chiến đấu trong phim đều do Lý Tiểu Long dàn dựng. Cảnh phim mà Lý Tiểu Long nói rằng phong cách của ông là "Chiến đấu mà không cần chiến đấu" dựa trên một giai thoại nổi tiếng liên quan đến thế kỷ 16 của Nhật Bản là samurai Tsukahara Bokuden.
Thanh niên Thành Long (19 tuổi, với nghệ danh là Trần Nguyên Long) có những vai lính canh khác nhau trong phim, từng xuất hiện ôm khóa ông Lý (do Lý Tiểu Long thủ vai) từ phía sau nhưng nhanh chóng bị ông Lý đánh văng. Nguyên Hoa vừa đóng vai võ sĩ vô danh trong phim, vừa là diễn viên đóng thế kép chính của Lý Tiểu Long trong phim, chịu trách nhiệm thực hiện các pha nguy hiểm thể dục dụng cụ như nhào lộn và nhảy ngược trong trận đánh mở màn. Thanh niên Hồng Kim Bảo (21 tuổi) cũng có một vai trong cảnh đánh nhau mở màn với ông Lý (do Lý Tiểu Long) ở đầu phim, nhanh chóng bị ông Lý đánh hạ. Wong Shun-leung (người trực tiếp truyền thụ Vịnh Xuân Quyền cho Lý Tiểu Long ngày xưa) cũng được Lý Tiểu Long mời đến phim trường chỉ đạo võ thuật.
Một tin đồn xung quanh việc quay phim này cho rằng nam diễn viên Bob Wall (Robert Wall, vai O'Hara trong phim) không thích Lý Tiểu Long và các cảnh đánh nhau của họ trong phim là đánh nhau thật, không phải là dàn dựng. Tuy nhiên, Bob Wall đã phủ nhận điều này. Ông ta nói rằng mình và Lý Tiểu Long là bạn tốt dù có đánh nhau thật ở trong phim.
Lý Tiểu Long, sau khi bị chọc ghẹo hoặc bị thách thức, đã đánh nhau vài trận thực sự với các nhân vật phụ trong phim và một số kẻ đột nhập vào phim trường trong quá trình quay phim. Các cảnh trên đảo của ông Hàn được quay tại một dinh thự có tên là Palm Villa gần thị trấn ven biển Stanley. Biệt thự hiện đã bị phá bỏ và khu vực xung quanh vịnh Tai Tam Bay được tái phát triển mạnh mẽ, nơi các võ sĩ được quay phim khi lên bờ.
Trong lúc quay bộ phim này, Lý Tiểu Long từng bị một võ sư vô danh đột nhiên xuất hiện đấm vào mặt ông, khiến ông bị ngã xuống và bị bất tỉnh (từ đó dân gian đồn rằng đó là công phu "Điểm huyệt hẹn ngày chết"). Sau khi "làm xong việc", tên võ sư vô danh đó nhanh chóng biến mất. Lý Tiểu Long đã tỉnh lại khi đã được đưa vào bệnh viện và hôm sau ông lại tiếp tục cho quay phim. Một hôm khi đang quay phim, Lý Tiểu Long đột nhiên bị ngất tại phim trường. Đoàn phim một lần nữa đưa Lý Tiểu Long đi bệnh viện. Sau khi khỏe lại, Lý Tiểu Long nhanh chóng xuất viện, quay lại phim trường để tiếp tục quay phim.
Phim Long Tranh Hổ Đấu hoàn thành vào tháng 4 năm 1973, khi Lý Tiểu Long 32 tuổi. Sau khi đóng xong phim này, Lý Tiểu Long bị sụt gần 15 kg. Trong phim này, Lý Tiểu Long có bày tỏ một số quan điểm về võ thuật của mình, đúng như mong ước của ông là dùng điện ảnh để truyền bá võ thuật.

#### Tiếp tục quay tiếp phimTrò Chơi Tử ThầnởHồng Kông
Trong tháng 4 năm 1973, Lý Tiểu Long tiếp tục quay tiếp phim Trò Chơi Tử Thần nhưng lần này là quay ở Hồng Kông, vì đợt trước đoàn phim của ông đã quay hết ngoại cảnh ở Hàn Quốc. Khi đó Miêu Khả Tú từng được coi là "Hồng nhan tri kỷ" của Lý Tiểu Long sau khi đóng chung trong ba phim Đường Sơn đại huynh (1971), Tinh Võ Môn (1972) và Mãnh Long quá giang (1972). Lý Tiểu Long luôn muốn giao vai nữ chính trong phim của mình cho cô.
Một lần Lý Tiểu Long đã mời Miêu Khả Tú đến phim trường Trò Chơi Tử Thần rồi bày tỏ ý định đưa cô vào vai nữ chính, vai em gái của nam chính Hải Thiên (do Lý Tiểu Long thủ vai), trong phim. Tuy nhiên cô đã từ chối, vì lúc đó dư luận đang đồn đãi nhiều về quan hệ giữa hai người. Cô vui vẻ chụp hình lưu niệm với Lý Tiểu Long rồi ra về.
Lý Tiểu Long sau đó đã sửa lại kịch bản phim Trò Chơi Tử Thần, biến nữ chính trong phim từ em gái thành vợ của nhân vật Hải Thiên. Và Lý Tiểu Long đã chọn nữ diễn viên Đinh Phối (Betty Ting Pei) của Đài Loan vào vai nữ chính, vợ của Hải Thiên, trong phim này.
Do lo cho sức khỏe của Lý Tiểu Long trên phim trường nên vợ ông là Linda Lee thường đưa Lý Quốc Hào và Lý Hương Ngưng đến phim trường thăm ông.

## Cái chết

### Những ngày trước khi chết
Lúc này Lý Tiểu Long đã cùng vợ con ở lại Hồng Kông để sinh sống. Khi đó ông luôn có một sự cảnh giác đối với mọi người xung quanh và Hội Tam Hoàng ở Hồng Kông, đặc biệt là ông luôn mang theo súng cá nhân bên mình khi đi ra đường ở Hồng Kông.
Khi đó Lý Tiểu Long đã đắc tội với rất nhiều võ sư khi nêu ra khuyết điểm trong loại võ của họ rồi tự ông lập ra Tiệt quyền đạo. Điều này khiến cho Lý Tiểu Long đi đến đâu trên khắp thế giới đều có võ sư xuất hiện đòi thách đấu với Lý Tiểu Long. Trong đó có những người đấu võ công bằng với Lý Tiểu Long, cũng có những người muốn mượn cớ đấu võ với Lý Tiểu Long rồi ra tay nhẫn tâm nhằm khiến cho Lý Tiểu Long bị tàn phế hoặc bị mất mạng. Lý Tiểu Long còn đắc tội với nhiều hãng phim vì những phim do ông tham gia đạt doanh thu phòng vé cao hơn họ. Ngoài ra, ông còn đắc tội với Hội Tam Hoàng ở Hồng Kông nữa, đặc biệt là khi xưa Hội Tam Hoàng từng ép Lý Tiểu Long phải trốn sang Mỹ năm 19 tuổi.
Ngày 10 tháng 5 năm 1973, Lý Tiểu Long lại bị đau đầu và ông dùng thuốc giảm đau là Equagesic. Sau khi uống xong thì ông bị động kinh. Vợ ông là Linda Lee nhanh chóng gọi cho bác sĩ chuyên về thần kinh là Peter Wu đến cứu ông. Peter Wu đã giúp Lý Tiểu Long vượt qua cơn động kinh. Sau đó Peter Wu còn tiến hành phẫu thuật cho Lý Tiểu Long, lấy phần thuốc Equagesic trong bao tử của ông ra ngoài. Theo lời của Peter Wu, trong bao tử của Lý Tiểu Long khi đó có chứa nhiều chất cần sa và ông ta đã lấy hết nó ra ngoài. Không rõ là Lý Tiểu Long đã dùng hoặc đã nghiện cần sa từ lúc nào. Có một giả thuyết cho rằng có thể trong một lần Lý Tiểu Long bị đau đầu, ông đã dùng thử cần sa, kết quả là cơn đau đầu của ông đã giảm lại nên ông đã dùng cần sa đến khi nghiện, khiến cho bao tử của ông đã chứa đầy cần sa. Sau việc này, Lý Tiểu Long đã nghe lời khuyên của bác sĩ Peter Wu. Đó là tránh dùng thuốc Equagesic.
Cảm thấy sức khỏe của Lý Tiểu Long không ổn, Châu Văn Hoài cho đoàn phim Trò Chơi Tử Thần tạm dừng quay, đợi Lý Tiểu Long khỏe hẳn mới quay tiếp. Lý Tiểu Long không đồng ý, cứ muốn quay tiếp phim. Vai nữ chính trong phim này do Đinh Phối (Betty Ting Pei) đảm nhiệm nhưng không rõ lý do vì sao cô ấy vẫn chưa xuất hiện tại phim trường để quay. Với lý do nữ chính chưa đến phim trường để quay, Lý Tiểu Long đã nghe lời của Châu Văn Hoài cho dừng quay phim trong vòng vài tháng, rồi sang Mỹ để giải quyết việc kinh doanh 3 "Chấn Phiên Võ Quán" của ông tại đó.
Khi đó Lý Tiểu Long đã gọi điện mời sư huynh Wong Shun-leung của Vịnh Xuân quán tham gia vào phim Trò Chơi Tử Thần của mình. Wong Shun-leung không hứa sẽ tham gia phim nhưng hứa sẽ casting phim vào tháng 6 năm 1973. Cuối tháng 5 năm 1973, Lý Tiểu Long bay về Hồng Kông thuộc Anh nhưng buổi casting của Wong Shun-leung đã không diễn ra.
Giữa tháng 7 năm 1973 võ sư Lý Huỳnh ở Việt Nam công khai thách đấu với Lý Tiểu Long trên truyền hình, sự kiện này được báo chí Việt Nam và Hồng Kông đưa tin, tuy nhiên Lý Tiểu Long đã không còn cơ hội để nhận lời thách đấu này nữa.
Ngày 16 tháng 7 năm 1973 mưa to do cơn bão lớn tại Hồng Kông. Lý Tiểu Long tiêu phí 2000 $ để điện thoại cho Unicorn Chan, người đang quay phim ở Manila của Philippines, trong phòng của ông tại khách sạn. Lý Tiểu Long nói với Unicorn Chan rằng ông thực sự thấy lo lắng về những cơn đau đầu mà mình đang phải chịu đựng.
Ngày 18 tháng 7 năm 1973 mái nhà của Lý Tiểu Long tại đường Cumberland ở Hồng Kông bị thổi tung vì mưa to gió lớn.
Tới sáng ngày 20 tháng 7 năm 1973, Lý Tiểu Long viết một bức thư cho vị luật sư Adrian Marshall. Nội dung thư cho biết ông muốn thảo luận với Adrian Marshall trên chuyến đi trở về Los Angeles, Mỹ. Lý Tiểu Long đã có tấm vé sẵn sàng trở về Mỹ cho buổi trình diễn Tiệt quyền đạo trước công chúng, và ông dự định sẽ xuất hiện trên chương trình truyền hình của Johnny Carson.

### Diễn biến cái chết
Châu Văn Hoài đến nhà Lý Tiểu Long và hai người cùng bàn bạc về kế hoạch quay tiếp phim Trò Chơi Tử Thần. Linda Lee hôn tạm biệt Lý Tiểu Long và nói rằng cô phải ra ngoài làm mấy việc lặt vặt (đi chợ) và sẽ gặp ông vào buổi tối.
Châu Văn Hoài và Lý Tiểu Long tới thăm nữ diễn viên Đinh Phối (Betty Ting Pei) tại căn hộ của cô số 67 đường Beacon Hill Road, Kowloon Tong, Hồng Kông để bàn về vai nữ chính (vợ của Hải Thiên) của cô trong phim Trò Chơi Tử Thần. Họ dự định sẽ có bữa ăn tối để gặp diễn viên George Lazenby người Úc và mời ông ta vào vai sư phụ của Hải Thiên trong phim. Khi đang xem lại kịch bản phim Trò Chơi Tử Thần vào lúc 17:00, Lý Tiểu Long kêu bị đau đầu, hỏi mượn tạm thuốc giảm đau của Đinh Phối. Do không biết việc Lý Tiểu Long phải tránh dùng thuốc Equagesic, Đinh Phối đã đưa cho Lý Tiểu Long 1 viên Equagesic, một loại thuốc mạnh dựa trên aspirin mà cô ấy thường tự sử dụng. Có thể do quá đau đầu nên Lý Tiểu Long đã quên việc bác sĩ Peter Wu từng khuyên ông tránh dùng thuốc Equagesic. Chẳng cần hỏi viên thuốc mà Đinh Phối đang đưa cho mình là thuốc gì, Lý Tiểu Long đã lập tức uống ngay viên Equagesic đó. Và rồi Lý Tiểu Long đã nằm lại trên giường của Đinh Phối để ngủ tạm, chờ đến bữa tối. Châu Văn Hoài ra về và nói sẽ gặp lại họ sau.
Châu Văn Hoài và George Lazenby gặp nhau tại nhà ăn và ngồi chờ Lý Tiểu Long và Đinh Phối tới, nhưng cả hai đều không xuất hiện. Lúc 21:00, Châu Văn Hoài nhận được cú điện thoại của Đinh Phối. Cô nói rằng cô đã cố đánh thức Lý Tiểu Long nhưng ông không thức dậy được nữa. Châu Văn Hoài lập tức đến căn hộ của Đinh Phối và cố gắng gọi cho bác sĩ riêng của Lý Tiểu Long ít nhất 20 lần. Sau đó, điện thoại không kết nối được, Châu Văn Hoài đã gọi cho bác sĩ riêng của Đinh Phối, người đến sau 20 phút. Ông ta không phát hiện ra nhịp tim hay hơi thở của Lý Tiểu Long nữa. Ông ấy đã cố gắng hô hấp nhân tạo (CPR) cho Lý Tiểu Long trước khi gọi xe cấp cứu đưa Lý Tiểu Long đến bệnh viện Queen Elizabeth. Lý Tiểu Long đã không được đưa đến bệnh viện cho đến lúc đồng hồ quá 23:00, 6 giờ đồng hồ sau khi Lý Tiểu Long uống một viên thuốc giảm đau do Đinh Phối đưa cho và nằm xuống chợp mắt.
Lý Tiểu Long đã không thể tỉnh lại được nữa và ông đã vĩnh viễn ra đi. Bệnh viện thông báo rằng Lý Tiểu Long đã chết khi đang trên đường đến bệnh viện. Bác sĩ đã rất ngạc nhiên khi biết Lý Tiểu Long bị hôn mê lâu như vậy vào buổi tối hôm đó nhưng thật không may Đinh Phối đã không gọi ông ta tới giúp sớm hơn cô ấy có thể.
Hiện trường Lý Tiểu Long chết là trên giường của Đinh Phối nên vợ của Lý Tiểu Long là Linda Lee cũng bị sốc. Bởi vậy truyền thông khắp nơi trên thế giới cũng rộ tin đồn Lý Tiểu Long đã ngoại tình với Đinh Phối. Trong vòng 4 giờ đồng hồ từ 17:00 đến 21:00, có thể Lý Tiểu Long có quan hệ tình dục với Đinh Phối rồi bị thượng mã phong mà chết, sau đó Đinh Phối gọi mãi không thấy ông tỉnh dậy. Năm 1975, hai năm sau cái chết của ông, Đinh Phối cho ra mắt phim Lý Tiểu Long và tôi (1975) kể về chuyện tình giữa cô và Lý Tiểu Long ngày xưa, trong phim có rất nhiều cảnh nóng giữa Đinh Phối và Lý Tu Hiền - người đóng vai Lý Tiểu Long trong phim.
Tuy nhiên cũng có quan điểm cho rằng Lý Tiểu Long đã tự sát vì ông từng tiết lộ với mẹ của ông rằng ông không muốn sống nữa.
Lại có quan điểm cho rằng Lý Tiểu Long bị Hội Tam Hoàng ở Hồng Kông thanh toán, bởi vì Lý Tiểu Long từng vì Hội Tam Hoàng mà phải chạy sang Mỹ lúc 19 tuổi, cuối đời thì ông luôn mang súng bên người khi ra ngoài đường ở Hồng Kông.
Có ý kiến cho rằng Lý Tiểu Long từng bị trúng công phu "Điểm huyệt hẹn ngày chết" của một võ sư vô danh khi ông đang quay phim Long Tranh Hổ Đấu (1973) (3 tháng trước khi ông chết) nên mới đột ngột tử vong như vậy. Nguyên nhân cái chết của Lý Tiểu Long được truyền thông khắp thế giới đồn đoán, bàn tán rất nhiều. Danh tiếng của Lý Tiểu Long càng ngày càng nổi hơn, đi khắp nơi trên toàn thế giới sau khi ông chết.
Dựa trên những thông tin được cung cấp từ Cựu thám tử cảnh sát Hồng Kông là Philip Chan, chính quyền Hồng Kông thuộc Anh đưa ra kết luận cuối cùng rằng Lý Tiểu Long chết tại Hồng Kông vì chứng phù não (não bị sưng to) do phản ứng dị ứng và lao lực quá độ. Nhân viên điều tra mô tả sự ra đi của Lý Tiểu Long là "cái chết do tai nạn rủi ro". Bộ phim Trò Chơi Tử Thần (Game Of the Death) đã phải trì hoãn lại tận 4 năm sau vì nam diễn viên chính đã mất. Mất đi người bạn, đồng thời bị đổ lỗi và cũng nhận được những lời đe dọa sẽ đến lấy mạng từ những người hâm mộ của Lý Tiểu Long vì cái chết của ông, Đinh Phối (Betty Ting Pei) bị mắc chứng tâm thần phân liệt trong một thời gian.
Ngày 25 tháng 7 năm 1973, tang lễ của Lý Tiểu Long được tổ chức tại Hồng Kông thuộc Anh và đã có hơn 25.000 người hâm mộ, bạn bè tới dự. Taky Kimura là một trong sáu người khiêng quan tài tại đám tang của Lý Tiểu Long, năm người còn lại là: Dan Inosanto, Steve McQueen, James Coburn, Peter Chin và Lý Chấn Huy (Robert Lee, em trai của Lý Tiểu Long).

### Tranh cãi về cái chết
Donald Teare, một nhà pháp y được giới thiệu bởi Scotland Yard mà đã giám sát hơn 1,000 khám nghiệm tử thi, đã được ủy nhiệm xem xét trường hợp của Lý Tiểu Long. Ông ta kết luận là "death by misadventure" (tạm dịch là "cái chết do tai nạn rủi ro") gây ra bởi sưng não bất thình lình do phản ứng bởi sự pha trộn những chất khác cùng với thuốc Equagesic.
Bác sĩ Donald Langford, một nhà truyền đạo Baptist và bác sĩ của Lý Tiểu Long ở Hồng Kông, nói rằng: "Không ai chết chỉ vì một viên thuốc Equagesic. Không có thuốc đau nhức nào đã giết Lý Tiểu Long." Ông ta nói thêm: "Người ta không dám nói thẳng là Lý Tiểu Long chết vì đã ăn chất cần sa, tìm thấy được trong bao tử anh ta, mà anh đã sử dụng thường xuyên trong một thời gian vì có stress với danh vọng của mình. Lúc ban đầu của cuộc điều tra, bác sĩ Peter Wu và một số bác sĩ khác được bảo là không nên đặt quan trọng vai trò của cần sa trong cái chết của anh ta."
Ý kiến ban đầu của bác sĩ Peter Wu, bác sĩ chuyên về thần kinh, mà đã chữa cho Lý Tiểu Long khi ông bị động kinh vào ngày 10 tháng 5 năm 1973, cho là nguyên nhân của cái chết có thể là do phản ứng đối với cần sa hay Equagesic. Ông ta cho biết: "Chúng tôi đã lấy ra nhiều chất cần sa trong bao tử của anh ta trong tháng 5". Ở Nepal có nhiều vấn để về hệ thần kinh liên quan đến cần sa, đặc biệt làm cho não sưng lên (cerebral edema).". Tuy nhiên, Peter Wu chính thức đã từ bỏ ý kiến này, chính thức cho biết:
| “ | Giáo sư Teare là một pháp y được giới thiệu bởi Scotland Yard; ông ta được đưa tới như là một nhà chuyên môn về cần sa và chúng tôi không thể phủ nhận được sự chứng nhận của ông ta. Lượng của cần sa thì không chính xác hay có thể đoán trước được, nhưng tôi chưa bao giờ nghe biết tới người nào đã chết chỉ vì dùng nó. | ” |

Cuốn sách The Death of Bruce Lee: A Clinical Investigation (Cái chết của Lý Tiểu Long: một điều tra y khoa) cho thấy là cơ thể Lý Tiểu Long đã không chịu được loại thuốc Equagesic khi anh ta bị động kinh vào ngày 10 tháng 5 năm 1973. Lý Tiểu Long đã tránh dùng loại thuốc đó cho tới buổi tối định mệnh vào ngày 20 tháng 7 năm 1973, khi anh ta dùng Equagesic sau đó bị chết vì sưng não.

### Phần mộ

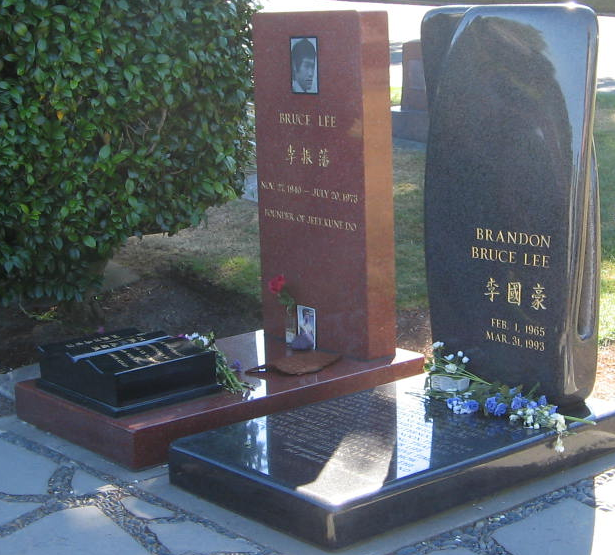
Ngôi mộ của Lý Tiểu Long và con trai – Lý Quốc Hào

Ngày 30 tháng 7 năm 1973, sau một tang lễ nhỏ thứ hai của Lý Tiểu Long ở Seattle, Washington, tại Butterworth trên đại lộ East Pine, Lý Tiểu Long được chôn cất ở Nghĩa trang Lake View của Mỹ. Ông được chôn cất cùng với bộ quần áo ưa thích mà ông từng mặc trong phim Long Tranh Hổ Đấu. Trên mộ của ông ghi tên ông là Bruce Lee và Lý Chấn Phiên (tên khai sinh của ông). Tiễn đưa ông bao gồm Steve McQueen, James Coburn, Dan Inosanto, Taky Kimura, Peter Chin, Chuck Norris và người em trai của ông, Lý Chấn Huy (Robert Lee).

### Gia đình
Xem thêm:Lý Quốc Hào.
Lý Tiểu Long có một con trai là Lý Quốc Hào (Brandon Lee) cũng tham gia đóng phim. Trong một lần khi diễn xuất trong phim tâm lý The Crow (Con Quạ) có cảnh quay bắn súng, một viên đạn trong khẩu Magnum 44 đã trúng vào người anh (đáng lẽ ra khẩu súng này không có đạn) và khiến anh qua đời vào năm 1993, khi anh được 28 tuổi. Ngôi mộ của anh được chôn bên cạnh mộ của cha anh là Lý Tiểu Long tại Mỹ.

### Vinh danh
- Lý Tiểu Long là 1 trong 7 nhà võ thuật lớn của thế giới
- Năm 1972 - 1973 Hội đồng Võ thuật Thế giới đã bình chọn Lý Tiểu Long là Vua Kungfu
- Sau khi Lý Tiểu Long qua đời, một số diễn viên lấy nghệ danh giống Lý Tiểu Long như: Bruce Le, Bruce Li, Bruce Ly, Bruce Lai, Bruce Chen, Bruce Lie, Bruce Leung, Saro Lee, Bruce Thai, Brute Lee, Myron Bruce Lee, Lee Bruce và Bruce Lei/Dragon Lee. Ngoài ra còn có những diễn viên trông giống nhau ("Lee-alikes"). Ban đầu Lý Tiểu Long không thích dòng phim ăn theo mình (dòng phim được ông đặt tên là dòng phim Bruceploitation, nghĩa là "Bruce" + "sự bóc lột"), nhưng ngày nay dòng phim này được coi là một cách để bày tỏ lòng kính trọng đối với Lý Tiểu Long.[160]
- Tại Giải Kim Mã lần thứ 11 diễn ra vào ngày 30 tháng 10 năm 1973 tại Đài Loan, phim Mãnh Long quá giang (1972) của Lý Tiểu Long được đánh giá là Á quân của giải thưởng Phim truyện xuất sắc nhất và được công nhận cho giải thưởng Biên tập phim xuất sắc nhất (nếu Lý Tiểu Long khi đó mà còn sống, chắc chắn ông sẽ được lên sân khấu nhận giải này tại Đài Loan).
- Em trai của Lý Tiểu Long, Lý Chấn Huy (Robert Lee Jun-fai) là một nhạc sĩ nhạc pop nổi tiếng ở Hồng Kông. Ông ta là ca sĩ chính của Thunderbirds, một nhóm nhạc thành công vào giữa những năm 1960 và hát các ca khúc bằng tiếng Anh. Lý Chấn Huy đã phát hành một tác phẩm dành tặng riêng cho anh trai Lý Tiểu Long của mình với cái tên "The Ballad of Bruce Lee" vào năm 1974.
- Người hâm mộ phong Lý Tiểu Long là Thánh của Võ thuật.
- Những diễn viên như Lâm Chánh Anh, Nguyên Hoa, Châu Tinh Trì, Chân Tử Đan, Lý Liên Kiệt, Thành Long, Hồng Kim Bảo đều thần tượng Lý Tiểu Long, lấy niềm cảm hứng từ Lý Tiểu Long mà sản xuất ra nhiều bộ phim võ thuật đỉnh cao về sau.
- Linda Lee (vợ cũ của Lý Tiểu Long) đã viết cuốn sách về Lý Tiểu Long vào năm 1975 có tựa đề Bruce Lee: Người đàn ông duy nhất mà tôi đã biết (ISBN 0-446-89407-9), và từ truyện này đã được dựa vào để chuyển thể thành phim vào năm 1993 Dragon: The Bruce Lee Story (Linda Lee được vào vai bởi nữ nghệ sĩ Lauren Holly trong phim này.[161]).
- Năm 1979, với người chủ trì buổi lễ Joe Green, Thị trưởng Los Angeles, Tom Bradley, chính thức tuyên bố ngày 8 tháng 6 là Ngày Lý Tiểu Long.[162]
- Năm 1980, tờ báo Asahi Shimbun đã phong Lý Tiểu Long là Nhân vật tiêu biểu của thập niên 70
- Năm 1986, người Đức phong Lý Tiểu Long là người châu Á có hiểu biết rộng nhất trong võ thuật
- Linda Lee Bleecker (vợ cũ của Lý Tiểu Long, khi đó cô đã tái hôn với Tom Bleecker nên cô đã thêm họ Bleecker vào tên của cô) viết thêm cuốn sách về Lý Tiểu Long vào năm 1989 The Bruce Lee Story (ISBN 0897501217).

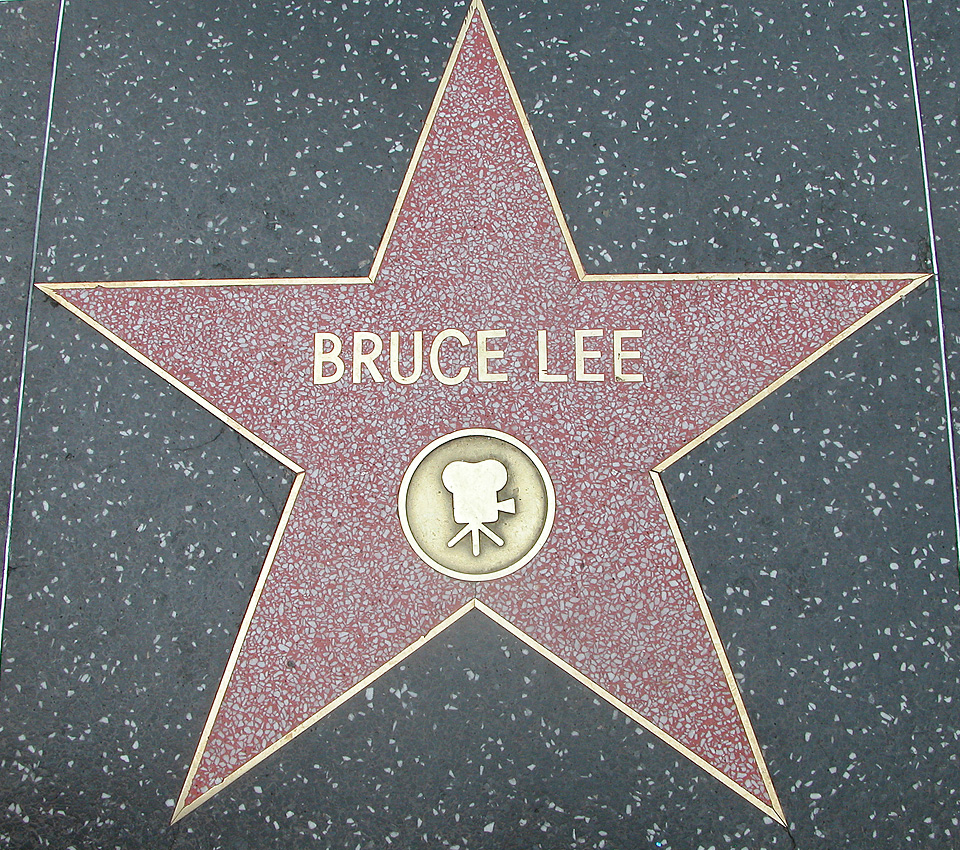
Ngôi sao của Lý Tiểu Long (Bruce Lee) tại Đại lộ Danh vọng Hollywood

- Năm 1993, sau cái chết của Lý Quốc Hào, Lý Tiểu Long được gắn sao trên Đại lộ Danh vọng Hollywood.[163]
- Từ năm 1993, Hollywood của Mỹ hằng năm đều làm lễ tưởng niệm cho Lý Tiểu Long
- Tháng 11 năm 1998, Hiệp hội Võ thuật Trung Quốc đã trao Giải Ngôi sao điện ảnh tối cao cho Lý Tiểu Long.[18]
- Năm 1999, Tạp chí Thành Đạt của Mỹ cũng bình chọn Lý Tiểu Long là anh hùng của thế kỷ XX và ông là Trung Quốc duy nhất được bình chọn này. Tạp chí TIME của Mỹ cũng đã gọi Lý Tiểu Long là một trong 100 nhân vật quan trọng nhất của thế kỷ 20. với tư cách là một trong những anh hùng, biểu tượng vĩ đại nhất và có ảnh hưởng nhất.[164]
- Chính phủ Hoa Kỳ đã tuyên bố phát hành một loại vé để xem những bộ phim điện ảnh mà Lý Tiểu Long từng tham gia, sau đó những bộ phim như Điệp Viên 007, Thám Tử Sherlock Holmes cũng chịu ảnh hưởng từ ông. Lý Tiểu Long được chọn là 1 trong "3 nhà nghệ nhân danh dự của thế giới", và đồng thời cũng là người Hoa đầu tiên được nhận danh hiệu này.
- Lý Tiểu Long là 1 trong 100 nhân vật vĩ đại nhất toàn cầu do truyền hình của Hoa Kỳ công bố vào năm 2000.
- Tạp chí People của Mỹ vinh danh Lý Tiểu Long là 1 trong "200 hình tượng Văn hóa Vĩ đại của lịch sử Thế giới",[18] tin này do Đài truyền hình Mỹ thực hiện vào tháng 7 năm 2003

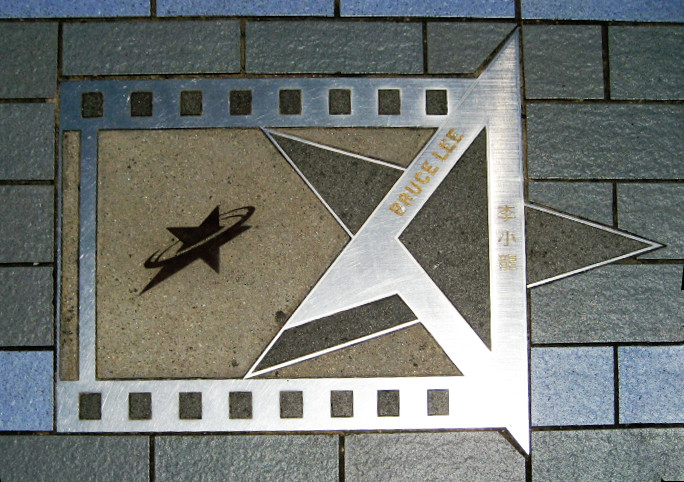
Ngôi sao của Lý Tiểu Long (Bruce Lee) tại Đại lộ Ngôi sao (Tinh quang đại đạo, 星光大道) của Hồng Kông

- Năm 2004 Lý Tiểu Long được gắn một ngôi sao nằm trên Đại lộ Ngôi sao (Tinh quang đại đạo) của Hồng Kông, gần bờ sông ở Tsim Sha Tsui.[165]
- Cùng năm 2004, Chủ tịch UFC Dana White gọi Lý Tiểu Long là "cha đẻ của võ thuật tổng hợp (MMA)".[52]

Tượng Lý Tiểu Long ở Hồng Kông

- Ngày 26 tháng 11 năm 2005, thành phố Mostar ở Bosnia và Herzegovina vinh danh Lý Tiểu Long bằng một bức tượng đồng trên Quảng trường Tây Ban Nha. Bức tượng là tượng đài công cộng đầu tiên về Lý Tiểu Long chính thức được công bố trên thế giới, với một bức tượng đồng khác của Lý Tiểu Long ở Hồng Kông được khánh thành một ngày sau đó (ngày 27 tháng 11 năm 2005),[165] đánh dấu sinh nhật lần thứ 65 của Lý Tiểu Long.[166]
- Trung Quốc phát sóng bộ phim truyền hình dài 50 tập mang tên Huyền thoại Lý Tiểu Long 2008 kể về cuộc đời của Lý Tiểu Long từ khi ông đoạt giải cha-cha-cha năm 18 tuổi đến khi ông qua đời. Diễn viên Trần Quốc Khôn có gương mặt và dáng vóc khá giống với Lý Tiểu Long ngoài đời nên đã được chọn vào vai Lý Tiểu Long trong bộ phim này. Trước đó Trần Quốc Khôn từng không tự tin nhận vai Lý Tiểu Long nhưng nhờ Châu Tinh Trì hết lòng ủng hộ nên Trần Quốc Khôn cuối cùng cũng chịu nhận vai này. Còn vai Linda Lee do nữ diễn viên xinh đẹp người Mỹ là Michelle Lang thủ vai. Con gái của Lý Tiểu Long là Lý Hương Ngưng, được coi là giám đốc sản xuất của bộ phim này.[167] Bộ phim được phát sóng tại Trung Quốc từ ngày 12 tháng 10 năm 2008.

## Danh sách phim điện ảnh, phim truyền hình và chương trình truyền hình
| Năm công chiếu | Tên phim                                                                                        | Vai diễn                       | Quốc gia và lãnh thổ sản xuất        | Ghi chú |
| -------------- | ----------------------------------------------------------------------------------------------- | ------------------------------ | ------------------------------------ | --- |
| 1941           | Kim Môn Nữ Golden Gate Girl 金門女                                                              | Đứa trẻ sơ sinh trong phim     | Hồng Kông thuộc Anh                  | Năm Lý Tiểu Long mới 1 tuổi. Phim được công chiếu vào ngày 27 tháng 5 năm 1941 ở Hồng Kông thuộc Anh |
| 1946           | The Birth of Mankind 人类的诞生                                                                 |                                | Hồng Kông thuộc Anh                  | Năm Lý Tiểu Long 6 tuổi |
| 1948           | Wealth is Like a Dream 富貴浮雲                                                                 |                                | Hồng Kông thuộc Anh                  | Năm Lý Tiểu Long 8 tuổi |
| 1949           | Sai See in the Dream 夢裡西施                                                                   | Yam Lee                        | Hồng Kông thuộc Anh                  | Năm Lý Tiểu Long 9 tuổi |
| 1949           | The Story of Fan Lei-fa (phim còn có tựa khác là The Story Of Fan Lihua) 樊梨花                 |                                | Hồng Kông thuộc Anh                  | Năm Lý Tiểu Long 9 tuổi |
| 1950           | Tế Lộ Tường The Kid (phim còn có tựa khác là My Son, A Chung) 細路祥                            | Lý Long                        | Hồng Kông thuộc Anh                  | Năm Lý Tiểu Long 10 tuổi. Phim được công chiếu tại Hồng Kông thuộc Anh vào ngày 30 tháng 5 năm 1950. |
| 1950           | Blooms and Butterflies 花開蝶滿枝                                                               |                                | Hồng Kông thuộc Anh                  | Năm Lý Tiểu Long 10 tuổi |
| 1950           | Bird On The Wing 凌霄孤雁                                                                       |                                | Hồng Kông thuộc Anh                  | Năm Lý Tiểu Long 10 tuổi |
| 1951           | Infancy 人之初                                                                                  | Ngau                           | Hồng Kông thuộc Anh                  | Năm Lý Tiểu Long 11 tuổi |
| 1953           | A Myriad Homes (phim còn có tựa khác là A Home of a Million Gold) 千萬人家                      |                                | Hồng Kông thuộc Anh                  | Năm Lý Tiểu Long 13 tuổi |
| 1953           | Blame it on Father (phim còn có tựa khác là Father's Fault) 父之過                              |                                | Hồng Kông thuộc Anh                  | Năm Lý Tiểu Long 13 tuổi |
| 1953           | The Guiding Light (phim còn có tựa khác là A Son Is Born) 苦海明燈                              | Con trai khi còn là thiếu niên | Hồng Kông thuộc Anh                  | Năm Lý Tiểu Long 13 tuổi |
| 1953           | A Mother's Tears (phim còn có tựa khác là A Mother Remembers) 慈母淚                            |                                | Hồng Kông thuộc Anh                  | Năm Lý Tiểu Long 13 tuổi |
| 1953           | In the Face of Demolition 危樓春曉                                                              | Hoa Tể                         | Hồng Kông thuộc Anh                  | Năm Lý Tiểu Long 13 tuổi. Vai nam chính đầu đời của Lý Tiểu Long. Phim được công chiếu tại Hồng Kông thuộc Anh vào ngày 27 tháng 11 năm 1953. |
| 1955           | An Orphan's Tragedy 孤星血淚                                                                    | Frank Wong lúc còn nhỏ         | Hồng Kông thuộc Anh                  | Năm Lý Tiểu Long 15 tuổi. Phim này cha của Lý Tiểu Long là Lý Hải Tuyền đóng chung với Lý Tiểu Long. Phim được công chiếu tại Hồng Kông thuộc Anh vào ngày 11 tháng 2 năm 1955 |
| 1955           | Love (phim còn có tựa khác là Love Part 1) 愛                                                   |                                | Hồng Kông thuộc Anh                  | Năm Lý Tiểu Long 15 tuổi |
| 1955           | Love Part 2 愛(下集)                                                                            |                                | Hồng Kông thuộc Anh                  | Năm Lý Tiểu Long 15 tuổi |
| 1955           | We Owe It to Our Children (phim còn có tựa khác là The More the Merrier) 兒女債                 |                                | Hồng Kông thuộc Anh                  | Năm Lý Tiểu Long 15 tuổi |
| 1955           | The Faithful Wife 守得雲開見月明                                                                |                                | Hồng Kông thuộc Anh                  | Năm Lý Tiểu Long 15 tuổi |
| 1955           | Orphan's Song 孤兒行                                                                            |                                | Hồng Kông thuộc Anh                  | Năm Lý Tiểu Long 15 tuổi. Phim này là phim điện ảnh có màu đầu tiên mà Lý Tiểu Long từng tham gia. |
| 1956           | The Wise Guys Who Fool Around (phim còn có tựa khác là Sweet Time Together) 詐痲納福            |                                | Hồng Kông thuộc Anh                  | Năm Lý Tiểu Long 16 tuổi |
| 1956           | Too Late For Divorce 早知當初我唔嫁                                                             |                                | Hồng Kông thuộc Anh                  | Năm Lý Tiểu Long 16 tuổi |
| 1957           | The Thunderstorm 雷雨                                                                           | Chow Chung                     | Hồng Kông thuộc Anh                  | Năm Lý Tiểu Long 17 tuổi. Phim chuyển thể từ tiểu thuyết Lôi Vũ của nhà văn Tào Ngu (曹禺). Phim được công chiếu tại Hồng Kông thuộc Anh vào ngày 14 tháng 3 năm 1957. |
| 1957           | Darling Girl 甜姐兒                                                                             |                                | Hồng Kông thuộc Anh                  | Năm Lý Tiểu Long 17 tuổi |
| 1960           | The Orphan 人海孤鴻                                                                             | Sam                            | Hồng Kông thuộc Anh                  | Lý Tiểu Long quay phim này vào năm 1958, lúc mới 18 tuổi. Phim được công chiếu ở Hồng Kông thuộc Anh vào ngày 3 tháng 3 năm 1960, khi đó Lý Tiểu Long đã sang Mỹ. |
| 1968           | The Wrecking Crew 風流特務勇破迷魂陣                                                            |                                | Hollywood, Mỹ                        | Năm Lý Tiểu Long 28 tuổi. Lý Tiểu Long làm đạo diễn kịch bản, chỉ đạo võ thuật trong phim. Phim được công chiếu tại Canada vào ngày 25 tháng 12 năm 1968 |
| 1969           | Marlowe 醜聞喋血                                                                                | Winslow Wong                   | Hollywood, Mỹ                        | Năm Lý Tiểu Long 29 tuổi. Lý Tiểu Long vừa làm đạo diễn kịch bản, vừa đóng vai phụ trong phim. Phim được công chiếu tại Đức vào ngày 19 tháng 9 năm 1969 |
| 1970           | A Walk in the Spring Rain 春雨漫步                                                              |                                | Hollywood, Mỹ                        | Năm Lý Tiểu Long 30 tuổi. Lý Tiểu Long làm đạo diễn kịch bản, chỉ đạo võ thuật trong phim. Nhà sản xuất phim Stirling Silliphant là bạn thân của Lý Tiểu Long. Phim được công chiếu tại Mỹ vào ngày 17 tháng 6 năm 1970 |
| 1971           | Đường Sơn đại huynh The Big Boss (phim này có tựa Mỹ là Fist of Fury) 唐山大兄                  | Trịnh Triều An                 | Hồng Kông thuộc Anh                  | Năm Lý Tiểu Long 31 tuổi. Lý Tiểu Long làm đạo diễn kịch bản, chỉ đạo võ thuật trong phim. Phim được công chiếu tại Hồng Kông thuộc Anh vào ngày 23 tháng 10 năm 1971 |
| 1972           | Tinh Võ Môn Fist of Fury (phim này có tựa Mỹ là The Chinese Connection) 精武門                  | Trần Chân                      | Hồng Kông thuộc Anh                  | Năm Lý Tiểu Long 32 tuổi. Lý Tiểu Long làm đạo diễn kịch bản, chỉ đạo võ thuật trong phim. Phim được công chiếu tại Hồng Kông thuộc Anh vào ngày 22 tháng 3 năm 1972 |
| 1972           | Mãnh Long quá giang The Way of the Dragon (phim này có tựa Mỹ là Return of the Dragon) 猛龍過江 | Đường Long                     | Hồng Kông thuộc Anh                  | Năm Lý Tiểu Long 32 tuổi. Lý Tiểu Long vừa là người viết kịch bản phim, nhà sản xuất phim, đạo diễn phim, chỉ đạo võ thuật trong phim, tạo nhịp điệu trong nhạc nền soundtrack của phim và là nam chính trong phim. Phim được công chiếu tại Hồng Kông thuộc Anh vào ngày 30 tháng 12 năm 1972 |
| 1973           | Fist of Unicorn (phim này còn có tựa khác là The Unicorn Palm hoặc Bruce Lee and I) 麒麟掌      |                                | Hồng Kông thuộc Anh                  | Năm Lý Tiểu Long hơn 32 tuổi. Lý Tiểu Long vừa làm đạo diễn kịch bản, chỉ đạo võ thuật trong phim, vừa là vào vai khách mời (ngoài ý muốn) trong phim. Phim được công chiếu tại Hồng Kông thuộc Anh vào ngày 1 tháng 3 năm 1973 |
| 1973           | Long Tranh Hổ Đấu Enter the Dragon 龍爭虎鬥                                                     | Ông Lý Mr. Lee                 | Hồng Kông thuộc Anh và Hollywood, Mỹ | Năm Lý Tiểu Long hơn 32 tuổi. Lý Tiểu Long vừa là người viết kịch bản, nhà sản xuất, biên kịch, đạo diễn, đạo diễn kịch bản, chỉ đạo võ thuật và đóng vai chính trong phim. Đây là phim điện ảnh cuối cùng mà Lý Tiểu Long quay hoàn thiện tất cả các cảnh trong phim. Phim được công chiếu tại Mỹ vào ngày 19 tháng 8 năm 1973 (1 tháng sau cái chết của Lý Tiểu Long) và trở thành phim điện ảnh có doanh thu phòng vé cao nhất trong tất cả các phim của Lý Tiểu Long (phim đã thu về hơn 400 triệu đô la Mỹ sau khi công chiếu trên toàn thế giới, so với 850.000 đô la Mỹ tiền đầu tư ban đầu). |

| Năm phát sóng | Tên phim                                                                              | Vai diễn                        | Quốc gia và lãnh thổ sản xuất | Ghi chú |
| ------------- | ------------------------------------------------------------------------------------- | ------------------------------- | ----------------------------- | --- |
| 1966 - 1967   | Thanh Phong Hiệp The Green Hornet (phim còn có tựa Hồng Kông là The Kato Show) 青蜂侠 | Kato                            | Hollywood, Mỹ                 | Năm Lý Tiểu Long 26-27 tuổi. Tổng cộng 26 tập phim. Phim được phát sóng tại Mỹ từ ngày 9 tháng 9 năm 1966 đến ngày 17 tháng 3 năm 1967 |
| 1966 - 1967   | Batman 蝙蝠俠                                                                         | Kato                            | Hollywood, Mỹ                 | Năm Lý Tiểu Long 26-27 tuổi. Lý Tiểu Long vào vai khách mời trong 3 tập: tập 41 "The Spell of Tut" (phát sóng ngày 28 tháng 9 năm 1966), tập 51 "A Piece of the Action" (phát sóng ngày 1 tháng 3 năm 1967) và tập 52 "Batman's Satisfaction" (phát sóng ngày 2 tháng 3 năm 1967) |
| 1967          | Ironside 無敵鐵探長                                                                   | Leon Soo                        | Hollywood, Mỹ                 | Năm Lý Tiểu Long 27 tuổi. Lý Tiểu Long vào vai khách mời trong tập 7 "Tagged for Murder" (phát sóng vào ngày 26 tháng 10 năm 1967) |
| 1969          | Blondie                                                                               | Thầy dạy karate tên là Mr. Yoto | Hollywood, Mỹ                 | Năm Lý Tiểu Long 29 tuổi. Lý Tiểu Long vào vai khách mời trong tập 13 "Pick on a Bully Your Own Size" (phát sóng vào ngày 9 tháng 1 năm 1969) |
| 1969          | Here Come the Brides 新娘駕到                                                         | Lin                             | Hollywood, Mỹ                 | Năm Lý Tiểu Long 29 tuổi. Lý Tiểu Long vào vai khách mời trong tập 25 "Marriage Chinese Style" (phát sóng vào ngày 9 tháng 4 năm 1969) |
| 1971          | Longstreet 血灑長街                                                                   | Li Tsung                        | Hollywood, Mỹ                 | Năm Lý Tiểu Long 31 tuổi. Lý Tiểu Long vào vai phụ trong 4 tập: tập 1 "The Way of the Intercepting Fist" (phát sóng vào ngày 16 tháng 9 năm 1971), tập 6 "Spell Legacy Like Death" (phát sóng vào ngày 21 tháng 10 năm 1971), tập 9 "Wednesday's Child" (phát sóng vào ngày 11 tháng 11 năm 1971) và tập 10 "I See, Said the Blind Man" (phát sóng vào ngày 18 tháng 11 năm 1971). Ngoài ra, Lý Tiểu Long còn kiêm thêm vai trò chỉ đạo võ thuật trong phim truyền hình Mỹ dài 23 tập này. |

| Năm phát sóng | Tên chương trình                                                      | Quốc gia và lãnh thổ sản xuất | Ghi chú |
| ------------- | --------------------------------------------------------------------- | ----------------------------- | --- |
| 1965          | Buổi phỏng vấn Lý Tiểu Long về kung fu                                | Mỹ                            | Lý Tiểu Long tuyên bố rằng kung fu của ông là võ của Trung Quốc, là loại võ tổ tiên của Karate và Jujitsu. Việc này khiến cho nhiều võ sư ở khắp nơi đều muốn tìm Lý Tiểu Long để tỷ võ.   |
| 1966          | Where the Action Is                                                   | Mỹ                            | Lý Tiểu Long quảng bá cho vai Kato trong bộ phim truyền hình The Green Hornet/Thanh Phong Hiệp (1966 - 1967) đang được phát sóng tại Mỹ.                                                   |
| 1970          | Enjoy Yourself Tonight                                                | Hồng Kông thuộc Anh           | Lý Tiểu Long biễu diễn Tiệt quyền đạo và dùng Thốn quyền đấm vỡ miếng gỗ trên truyền hình Hồng Kông                                                                                        |
| 1971          | The Pierre Berton Show                                                | Canada                        | Lý Tiểu Long đề cập đến kịch bản phim truyền hình The Warrior (hay Kung Fu) và vai chính của ông trong đó. Lý Tiểu Long khẳng định chắc nịch rằng sẽ vào vai chính trong kịch bản phim này |
| 1972          | Chương trình truyền hình kêu gọi quyên góp gây quỹ của TVB, Hồng Kông | Hồng Kông thuộc Anh           | Lý Tiểu Long kêu gọi quyên góp để giúp đỡ cho các nạn nhân bị thiên tai ở Hồng Kông thuộc Anh trong năm 1972                                                                               |

| Năm thực hiện | Tên phim                                  | Vai diễn                                    | Quốc gia và lãnh thổ sản xuất | Ghi chú |
| ------------- | ----------------------------------------- | ------------------------------------------- | ----------------------------- | --- |
| 1971          | The Silent Flute Tiếng sáo vô thanh       | The Blind Man/The Monkeyman/Death/Chang-Sha | Hollywood, Mỹ                 | Tháng 2 năm 1971, Lý Tiểu Long cùng James Coburn, Stirling Silliphant bay sang Ấn Độ để khảo sát những cảnh quay cho phim The Silent Flute (Tiếng sáo vô thanh) này. Họ mất một tháng trời tìm kiếm song miễn cưỡng để từ bỏ do James Coburn bỏ dở kế hoạch. Sau khi Lý Tiểu Long từ bỏ kịch bản phim này, kịch bản gốc đã được viết lại, thay thế một số cảnh bạo lực bằng các chủ đề hài hước. Kịch bản phim The Silent Flute (Tiếng sáo vô thanh) này sau đó được đổi tên thành Circle of Iron, được quay và được công chiếu vào ngày 1 tháng 5 năm 1978 tại Canada. |
| 1972 - 1973   | Trò Chơi Tử Thần Game of Death 死亡的遊戲 | Hải Thiên/Billy Lo                          | Hồng Kông thuộc Anh           | Tháng 8 năm 1972 Lý Tiểu Long đưa đoàn phim bay sang Hàn Quốc để quay phim Trò Chơi Tử Thần. Đến tháng 10 năm 1972, sau khi phim quay được một đoạn phim dài hơn 100 phút, Lý Tiểu Long cho dừng quay phim và đưa đoàn phim về lại Hồng Kông thuộc Anh vì ông nhận kịch bản phim Long Tranh Hổ Đấu từ Hollywood. Sau khi quay xong phim Long Tranh Hổ Đấu vào tháng 4 năm 1973, Lý Tiểu Long lại bắt tay vào việc chuẩn bị quay tiếp phim Trò Chơi Tử Thần. Ông tiếp tục chọn lựa diễn viên cho phim, sửa kịch bản của phim. Đến ngày 20 tháng 7 năm 1973, Lý Tiểu Long qua đời khi phim Trò Chơi Tử Thần còn dang dở. Đạo diễn Robert Clouse của phim Long Tranh Hổ Đấu sau đó tham gia vào đoàn phim Trò Chơi Tử Thần này, sửa kịch bản vai nam chính từ Hải Thiên thành Billy Lo, đổi tên phim tiếng Hoa từ Tử vong đích du hý (死亡的遊戲) sang Tử vong du hý (死亡遊戲), chèn phần Lý Tiểu Long đã quay trước đó vào phim và quay tiếp phim. Đến ngày 23 tháng 3 năm 1978, phim Trò Chơi Tử Thần này được công chiếu tại Hồng Kông thuộc Anh, 5 năm sau khi Lý Tiểu Long qua đời. Bản gốc phim có sự xuất hiện của Lý Tiểu Long trong phim cũng được phát hành vào năm 2000 dưới dạng phim ngắn (short film). |

| Năm thực hiện | Tên phim                                                         | Vai diễn              | Quốc gia và lãnh thổ sản xuất | Ghi chú |
| ------------- | ---------------------------------------------------------------- | --------------------- | ----------------------------- | --- |
| 1964          | Những màn biểu diễn của Lý Tiểu Long Demonstrations of Bruce Lee | Bản thân Lý Tiểu Long | Hollywood, Mỹ                 | Lý Tiểu Long đã diễn thử vào năm 1964 và đã nhận được tiền, nhưng phim này không bao giờ được hoàn thành và không thể công chiếu vì mâu thuẫn giữa Lý Tiểu Long và William Dozier. |
| 1970          | Kung Fu (phim còn có tên khác là The Warrior)                    | Kwai Chang Caine      | Hollywood, Mỹ                 | Theo Linda Lee, Lý Tiểu Long đã từng tạo ra ý tưởng, lên kịch bản cho phim truyền hình này vào năm 1970 nhưng bị Warner Brothers đánh cắp kịch bản. Lý Tiểu Long cũng từng khẳng định chắc nịt rằng sẽ được vào vai diễn trong phim truyền hình này. Phía Warner Brothers phản bác lại rằng kịch bản này do họ viết ra từ năm 1969, họ đã casting Lý Tiểu Long và đã loại Lý Tiểu Long vì không hợp vai. Kịch bản phim truyền hình Kung Fu này sau đó được quay và phát sóng tại Mỹ từ ngày 14 tháng 10 năm 1972 đến ngày 26 tháng 4 năm 1975 với 3 mùa.                                            |
| 1971          | Ah Sahm                                                          | Ah Sahm               | Hollywood, Mỹ                 | Lý Tiểu Long trình bày kịch bản phim truyền hình Ah Sahm vào năm 1971. Tuy nhiên, Lý Tiểu Long đã gặp khó khăn khi giới thiệu kịch bản phim truyền hình này cho công ty Warner Brosthers và công ty Paramount. Lý Tiểu Long đã không ký thỏa thuận với Ted Ashley vì muốn xem Đường Sơn đại huynh công chiếu tại rạp ở Hồng Kông thuộc Anh như thế nào. Kịch bản phim truyền hình Mỹ Ah Sahm này sau đó được đổi tên thành Warrior và được quay vào năm 2017 (theo yêu cầu của Lý Hương Ngưng - con gái của Lý Tiểu Long), được phát sóng tại Mỹ từ ngày 5 tháng 4 năm 2019 cho đến nay với ba mùa. |

| Năm thực hiện | Tên phim                                                 | Vai diễn              | Quốc gia và lãnh thổ sản xuất | Ghi chú |
| ------------- | -------------------------------------------------------- | --------------------- | ----------------------------- | --- |
| 1971          | Lý Tiểu Long và Tiệt Quyền Đạo Bruce Lee and Jeet Kun Do | Bản thân Lý Tiểu Long | Hồng Kông thuộc Anh           | Cuối tháng 8 năm 1971, đoàn phim Đường Sơn đại huynh (1971) dự định quay phim ngắn này cho Lý Tiểu Long với Miêu Khả Tú là người thuyết minh. Tuy nhiên do không đủ thời gian nên phim chỉ lên được kịch bản mà không thể quay được. |

| Năm công chiếu | Tên phim                                                                                                 | Vai diễn               | Quốc gia và lãnh thổ sản xuất | Ghi chú |
| -------------- | --- | ---------------------- | ----------------------------- | --- |
| 1981           | Tháp Tử Vong Game of Death II (phim còn có tựa khác là Tower of Death hoặc The New Game of Death) 死亡塔 | Lý Chấn Cường/Billy Lo | Hồng Kông thuộc Anh           | Lý Tiểu Long được coi là nam chính trong phim dù ông chưa từng đóng phim này. Phim đã sử dụng nguồn phim dự trữ từ các phim cũ của Lý Tiểu Long, trong đó có những cảnh được lấy từ những phim Lý Tiểu Long từng đóng lúc nhỏ, nhưng phần lớn là những cảnh được lấy từ phim Long Tranh Hổ Đấu (1973). Cảnh đám tang thật của Lý Tiểu Long cũng được đưa vào phim. Phim được công chiếu tại Hồng Kông thuộc Anh vào 21 tháng 3 năm 1981 (8 năm sau khi Lý Tiểu Long đã qua đời) để tưởng nhớ ông. |

## Sách do Lý Tiểu Long viết
- Sách được phát hành lúc ông đang sống 
  - Kung Fu Trung Quốc: Nghệ thuật tự vệ triết học (Chinese Kung-Fu: The Philosophical Art of Self Defense) (đầu năm 1963)
- Sách được phát hành sau khi ông qua đời 
  - Đạo của Tiệt quyền đạo (Tao of Jeet Kune Do) (năm 1975)
  - Phương pháp chiến đấu của Lý Tiểu Long (Bruce Lee's Fighting Method) (năm 1978)

## Giải thưởng
| Giải thưởng đã nhận lúc ông đang sống | Giải thưởng đã nhận lúc ông đang sống | Giải thưởng đã nhận lúc ông đang sống                                                                                          | Giải thưởng đã nhận lúc ông đang sống                                                 | Giải thưởng đã nhận lúc ông đang sống       |
| Năm                                   | Cuộc thi/Lễ trao giải/Báo chí/Tổ chức | Hạng mục | Phim được đề cử                                                                       | Kết quả                                     |
| ------------------------------------- | --- | --- | ------------------------------------------------------------------------------------- | ------------------------------------------- |
| 1958                                  | Giải vô địch cha-cha-cha thuộc địa vương thất Crown Colony Cha-Cha Championship (tại Hồng Kông thuộc Anh)                                      | Nhà vô dịch Cuộc thi nhảy cha-cha-cha thuộc địa vương thất Crown Colony Cha-Cha Champion                                       | —                                                                                     | Đoạt giải                                   |
| 1958                                  | Giải vô địch quyền Anh liên trường Hồng Kông Hong Kong Inter-School Boxing Championship (tại Hồng Kông thuộc Anh)                              | Nhà vô địch quyền Anh liên trường Hồng Kông Hong Kong Inter-School Boxing Champion                                             | —                                                                                     | Đoạt giải                                   |
| 1964                                  | Giải vô địch karate quốc tế Long Beach Long Beach International Karate Championships (tại California, Mỹ)                                      | Nhà vô địch karate quốc tế Long Beach (vì sự đóng góp của ông) Long Beach International Karate Champion (for his contribution) | —                                                                                     | Đoạt giải                                   |
| 1964                                  | Wally Jay - Câu lạc bộ Island Judo Jujitsu, Alameda, California Wally Jay - Island Judo Jujitsu Club, Alameda, California (tại California, Mỹ) | Giải Triển lãm Kỷ niệm Commemorative Exhibition Award                                                                          | —                                                                                     | Đoạt giải                                   |
| 1967                                  | Giải vô địch Karate toàn quốc National Karate Championship (tại Washington, D.C, Mỹ)                                                           | Giải thưởng đánh giá cao Appreciation Award                                                                                    | —                                                                                     | Đoạt giải                                   |
| 1968                                  | Giải vô địch Karate toàn quốc National Karate Championship (tại Washington, D.C, Mỹ)                                                           | Giải giám khảo khách mời Guest Judge Award                                                                                     | —                                                                                     | Đoạt giải                                   |
| 1969                                  | Giải vô địch Karate toàn quốc National Karate Championship (tại Washington, D.C, Mỹ)                                                           | Giải khách mời đặc biệt Special Guest Award                                                                                    | —                                                                                     | Đoạt giải                                   |
| 1970                                  | Giải vô địch Karate toàn quốc National Karate Championship (tại Washington, D.C, Mỹ)                                                           | Giải khách mời danh dự Honorable Guest Award                                                                                   | —                                                                                     | Đoạt giải                                   |
| 1972                                  | Tờ Daily News Trung Quốc ở nước ngoài Overseas Chinese Daily News (tại Hồng Kông thuộc Anh)                                                    | Top 10 ngôi sao điện ảnh hàng đầu Top 10 Movie Stars                                                                           | —                                                                                     | Một trong Top 10 ngôi sao điện ảnh hàng đầu |
| 1972                                  | Tạp chí Đai đen Black Belt Magazine (tại California, Mỹ)                                                                                       | Đại sảnh Danh vọng Đai đen The Black Belt Hall of Fame                                                                         | —                                                                                     | Đoạt giải                                   |
| 1972                                  | Đại học Washington University of Washington (tại Seattle, Mỹ)                                                                                  | Tiến sĩ Danh dự Honorary Doctorate Degree                                                                                      | —                                                                                     | Đoạt giải                                   |
| 1972                                  | Lễ trao giải Kim Mã lần thứ 10 10th Golden Horse Awards (tại Đài Loan)                                                                         | Giải kỹ thuật đặc biệt Special Technical Award                                                                                 | Tinh Võ Môn 1972 (vai Trần Chân)                                                      | Đoạt giải                                   |
| 1972                                  | Lễ trao giải Kim Mã lần thứ 10 10th Golden Horse Awards (tại Đài Loan)                                                                         | Phim truyện hay nhất Best Feature Film                                                                                         | Tinh Võ Môn 1972 (vai Trần Chân, kiêm đạo diễn kịch bản, chỉ đạo võ thuật trong phim) | Đề cử                                       |
| 1972                                  | Hội đồng Võ thuật Thế giới The World Martial Arts Union (tại Hàn Quốc)                                                                         | Vua Kungfu Kungfu King | —                                                                                     | Đoạt giải                                   |

| Giải thưởng được trao sau khi ông qua đời | Giải thưởng được trao sau khi ông qua đời | Giải thưởng được trao sau khi ông qua đời                                                                                          | Giải thưởng được trao sau khi ông qua đời                                                                                         | Giải thưởng được trao sau khi ông qua đời |
| Năm                                       | Cuộc thi/Lễ trao giải/Báo chí/Tổ chức | Hạng mục | Phim được đề cử | Kết quả                                   |
| ----------------------------------------- | --- | --- | --- | ----------------------------------------- |
| 1973                                      | Lễ trao giải Kim Mã lần thứ 11 11th Golden Horse Awards (tại Đài Loan)                                                                                     | Phim truyện hay nhất Best Feature Film                                                                                             | Mãnh Long quá giang 1972 (vai Đường Long, kiêm biên kịch, đạo diễn, nhà sản xuất, đạo diễn kịch bản, chỉ đạo võ thuật trong phim) | Đề cử                                     |
| 1980                                      | Tờ báo Asahi Shimbun Asahi Shimbun newspaper (tại Nhật Bản)                                                                                                | Nhân vật tiêu biểu của thập niên 1970 Characters of the 1970s                                                                      | — | Đoạt giải                                 |
| 1994                                      | Giải thưởng Điện ảnh Hồng Kông lần thứ 13 13th Hong Kong Film Awards (tại Hồng Kông thuộc Anh)                                                             | Giải thành tựu trọn đời Lifetime Achievement Award                                                                                 | Đường Sơn đại huynh (1971) Tinh Võ Môn 1972 Mãnh Long quá giang (1972) Long Tranh Hổ Đấu (1973)                                   | Đoạt giải                                 |
| 1998                                      | Tổ chức Nghệ thuật Người Mỹ gốc Á Asian American Arts Foundation (tại Mỹ)                                                                                  | Giải thành tựu trọn đời Lifetime Achievement Award                                                                                 | Đường Sơn đại huynh (1971) Tinh Võ Môn 1972 Mãnh Long quá giang (1972) Long Tranh Hổ Đấu (1973)                                   | Đoạt giải                                 |
| 1998                                      | Hiệp hội Võ thuật Trung Quốc Chinese Wushu Association (tại Trung Quốc)                                                                                    | Giải Ngôi sao điện ảnh tối cao Supreme Movie Star Award                                                                            | Đường Sơn đại huynh (1971) Tinh Võ Môn 1972 Mãnh Long quá giang (1972) Long Tranh Hổ Đấu (1973)                                   | Đoạt giải                                 |
| 1999                                      | Bảo tàng Lịch sử Võ thuật Martial Arts History Museum (tại Mỹ)                                                                                             | Đại sảnh Danh vọng Bảo tàng Lịch sử Võ thuật Martial Arts History Museum Hall of Fame                                              | — | Đoạt giải                                 |
| 1999                                      | Tạp chí Thành Đạt Success magazine (tại Mỹ) | Anh hùng của thế kỷ XX Hero of the twentieth century                                                                               | — | Đoạt giải                                 |
| 1999                                      | Tạp chí TIME TIME Magazine (tại Mỹ) | Một trong 100 người quan trọng nhất thế kỷ One of the 100 Most Important People of the Century                                     | — | Đoạt giải                                 |
| 2003                                      | Tạp chí People People Magazine (tại Mỹ) | Một trong 200 biểu tượng văn hóa đại chúng vĩ đại nhất One of the 200 Greatest Pop Culture Icons                                   | — | Đoạt giải                                 |
| 2003                                      | Hiệp hội Võ thuật Mỹ Latinh Toàn cầu Latin American Martial Arts Society Worldwide (tại Brazil)                                                            | Huyền thoại Võ thuật tại Đại sảnh Danh vọng Martial Arts Legend in Hall of Fame                                                    | — | Đoạt giải                                 |
| 2004                                      | Học viện truyền thông đa văn hóa sắc tộc Ethnic Multicultural Media Academy (EMMA) (tại Anh)                                                               | Giải thưởng Huyền thoại Legend Award                                                                                               | — | Đoạt giải                                 |
| 2005                                      | Giải thưởng Điện ảnh Hồng Kông lần thứ 24 24th Hong Kong Film Awards (tại Hồng Kông)                                                                       | Ngôi sao của thế kỷ Star of Century                                                                                                | Đường Sơn đại huynh (1971) Tinh Võ Môn 1972 Mãnh Long quá giang (1972) Long Tranh Hổ Đấu (1973)                                   | Đoạt giải                                 |
| 2005                                      | Tổng cục Thể thao Trung Quốc - Liên đoàn Thanh niên Toàn Trung Quốc General Administration of Sport of China - All-China Youth Federation (tại Trung Quốc) | Giải thành tựu trọn đời Lifetime Achievement Award                                                                                 | — | Đoạt giải                                 |
| 2005                                      | Tạp chí Variety Variety Magazine (tại Mỹ) | Một trong những biểu tượng của thế kỷ One of the Icons of the Century                                                              | — | Đoạt giải                                 |
| 2007                                      | Mạng truyền hình Nhật Bản Nippon Television Network (tại Nhật Bản)                                                                                         | Một trong 100 người có ảnh hưởng nhất trong lịch sử, phiên bản anh hùng One of History's 100 Most Influential People, Hero Edition | — | Đoạt giải                                 |
| 2011                                      | Hiệp hội Công nghiệp Võ thuật Martial Arts Industry Association (tại Úc)                                                                                   | Giải thành tựu trọn đời Lifetime Achievement Award                                                                                 | — | Đoạt giải                                 |
| 2013                                      | Giải thưởng châu Á The Asian Awards (tại Anh) | Giải thưởng của người sáng lập Founder's Award                                                                                     | — | Đoạt giải                                 |
| 2013                                      | Tạp chí Sports Illustrated Sports Illustrated magazine (tại Mỹ)                                                                                            | Một trong 50 vận động viên vĩ đại nhất mọi thời đại One of the Fifty Greatest Athletes Of All Time                                 | — | Đoạt giải                                 |
| 2013                                      | IGN (tại Mỹ) | Đại sảnh Danh vọng Anh hùng Hành động Action Hero Hall of Fame                                                                     | — | Đoạt giải                                 |
| 2015                                      | Bảo tàng California California Museum (tại Mỹ) | Đại sảnh Danh vọng của Bảo tàng California California Museum's Hall of Fame                                                        | — | Đoạt giải                                 |
| 2016                                      | Quỹ Robert Chinn Robert Chinn Foundation (tại Mỹ) | Đại sảnh Danh vọng Châu Á The Asian Hall Of Fame                                                                                   | — | Đoạt giải                                 |
| 2020                                      | Hiệp hội Điện ảnh và Truyền hình Trực tuyến The Online Film & Television Association (tại Mỹ)                                                              | Đại sảnh Danh vọng Hall Of Fame | Đường Sơn đại huynh (1971) Tinh Võ Môn 1972 Mãnh Long quá giang (1972) Long Tranh Hổ Đấu (1973)                                   | Đoạt giải                                 |